# Lijst van woonplaatsen in Zuid-Holland
Een woonplaats is volgens de wet basisregistraties adressen en gebouwen (BAG) een "door het bevoegde gemeentelijke orgaan als zodanig aangewezen en van een naam voorzien gedeelte van het grondgebied van de gemeente." Iedere Nederlandse gemeente is verplicht haar volledige grondgebied in te delen in een of meerdere woonplaatsen. Het Kadaster, de beheerder van de Landelijke Voorziening BAG, kent aan iedere woonplaats een woonplaatscode toe. Deze wordt tussen haakjes achter de naam van de woonplaats weergegeven.

## Alblasserdam

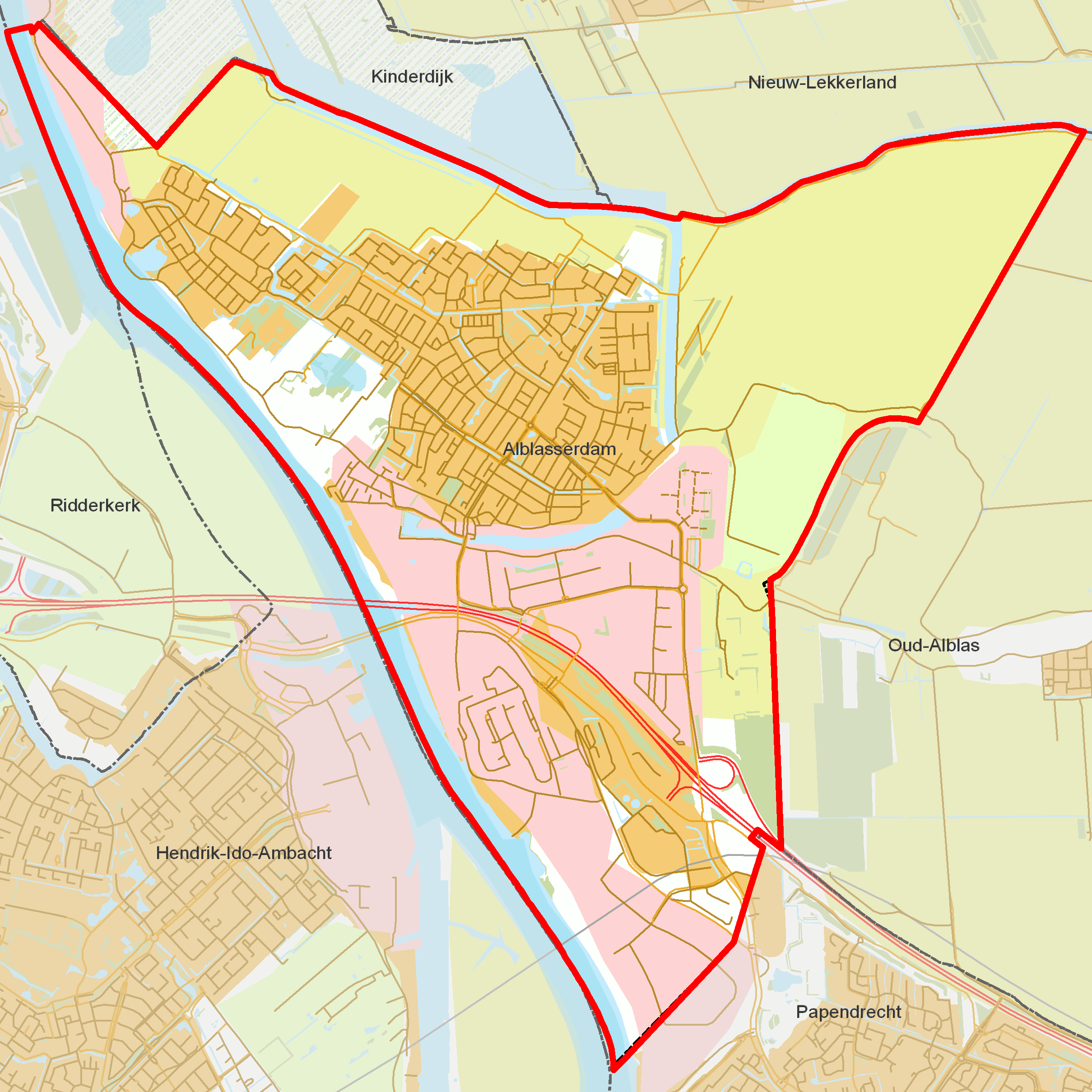
Woonplaatsen in de gemeente Alblasserdam

- Alblasserdam (2386)

## Albrandswaard

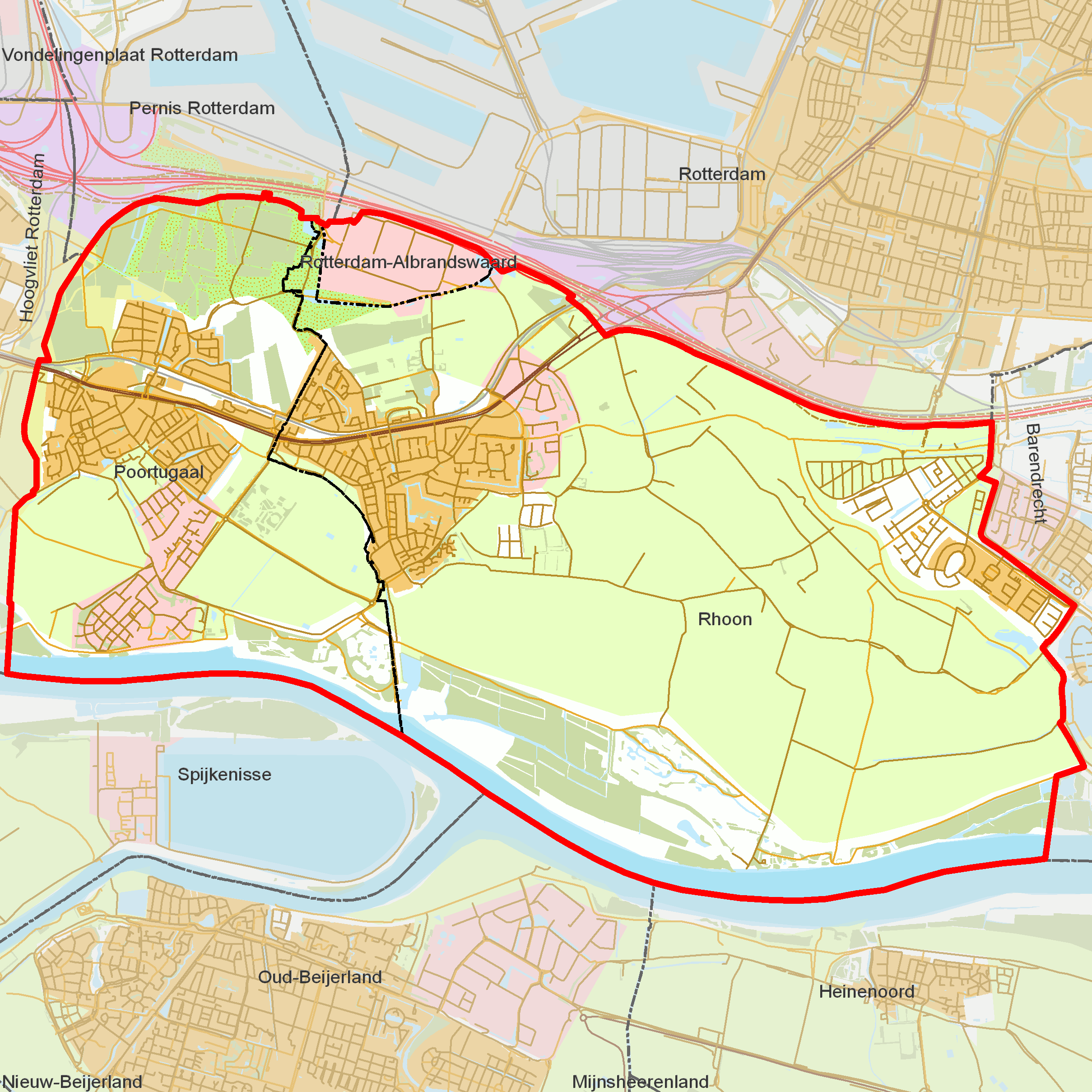
Woonplaatsen in de gemeente Albrandswaard

- Poortugaal (2363)
- Rhoon (2362)
- Rotterdam Albrandswaard (2364)

## Alphen aan den Rijn

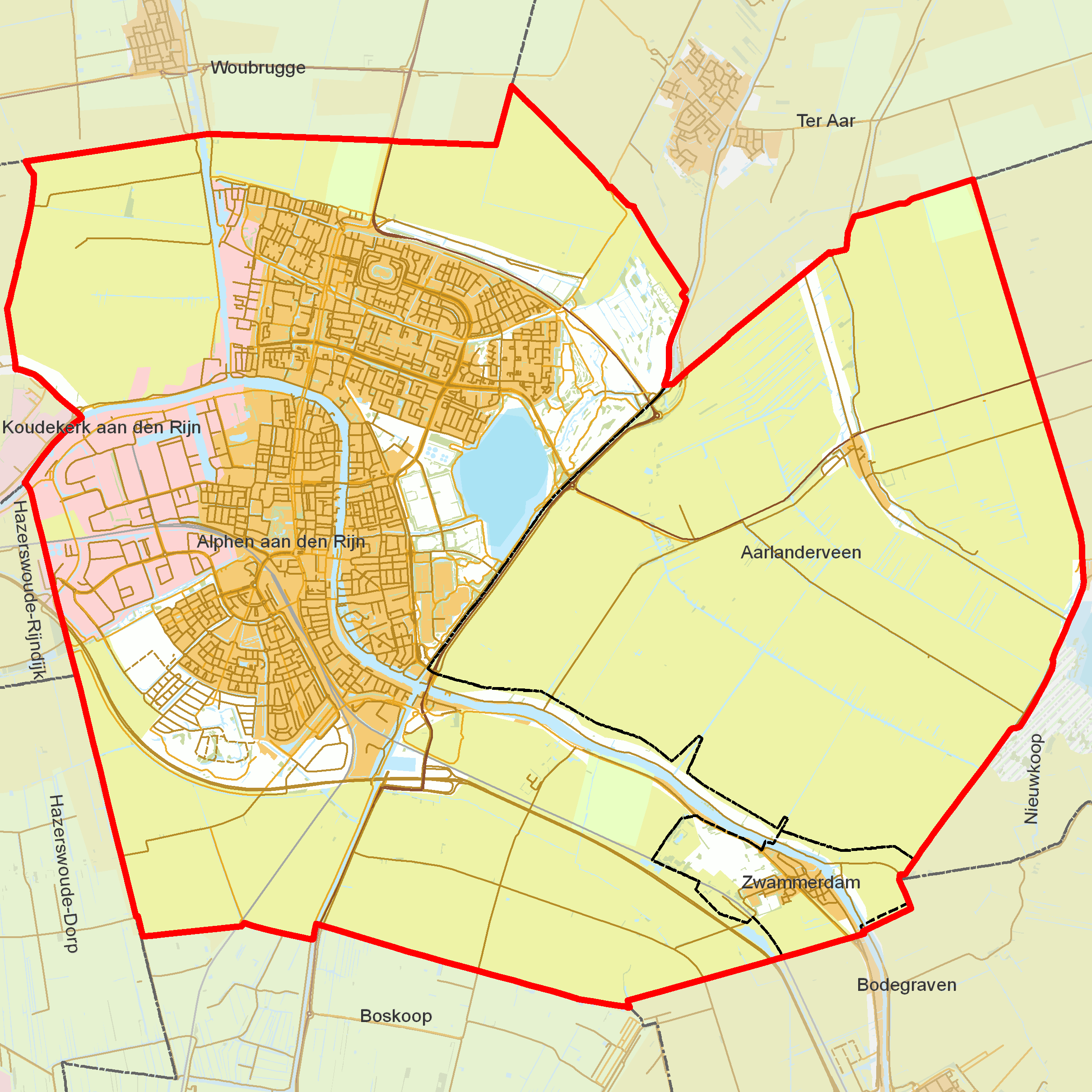
Woonplaatsen in de gemeente Alphen aan den Rijn

- Aarlanderveen (1079)
- Alphen aan den Rijn (1080)
- Zwammerdam (1081)

## Barendrecht

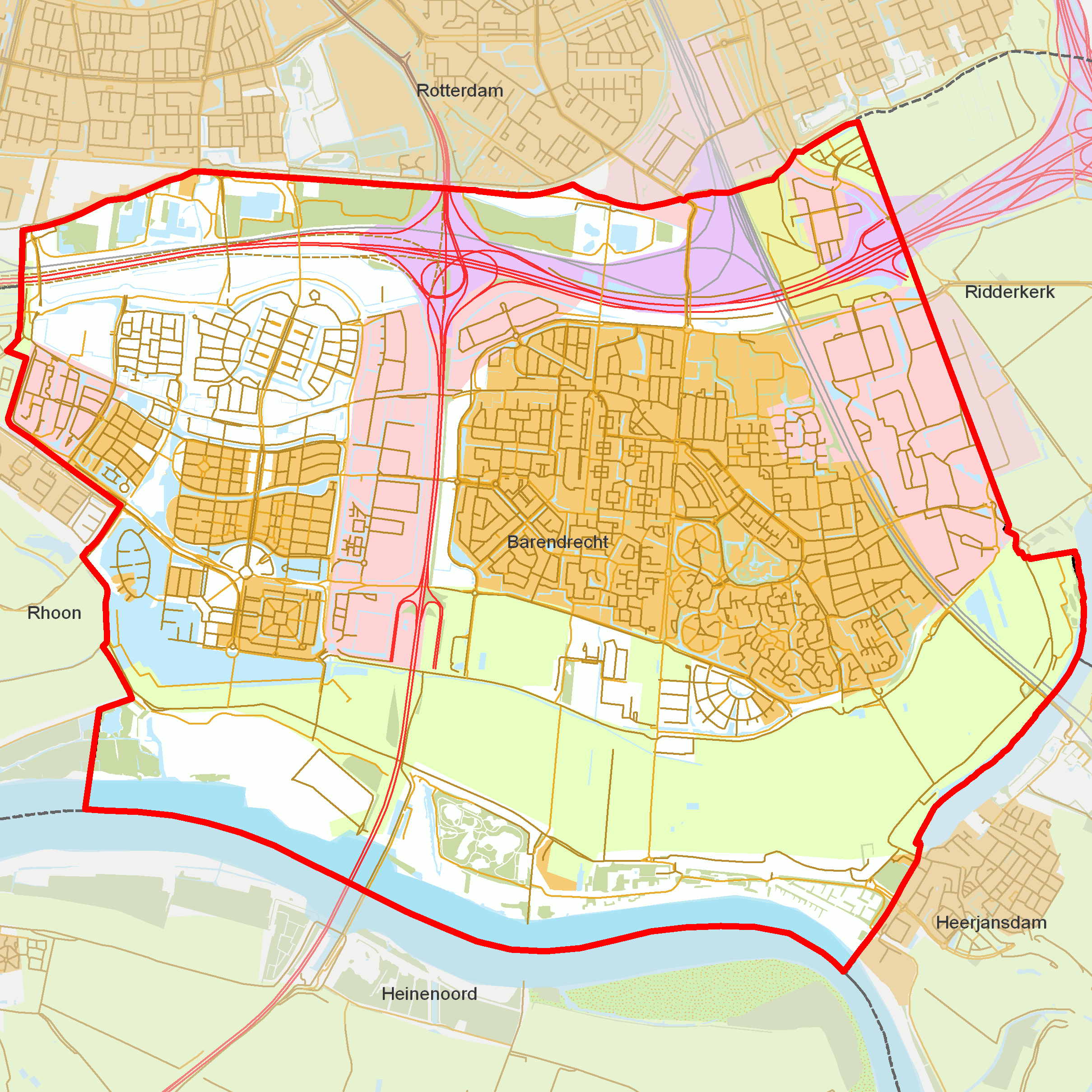
Woonplaatsen in de gemeente Barendrecht

- Barendrecht (1594)

## Bergambacht

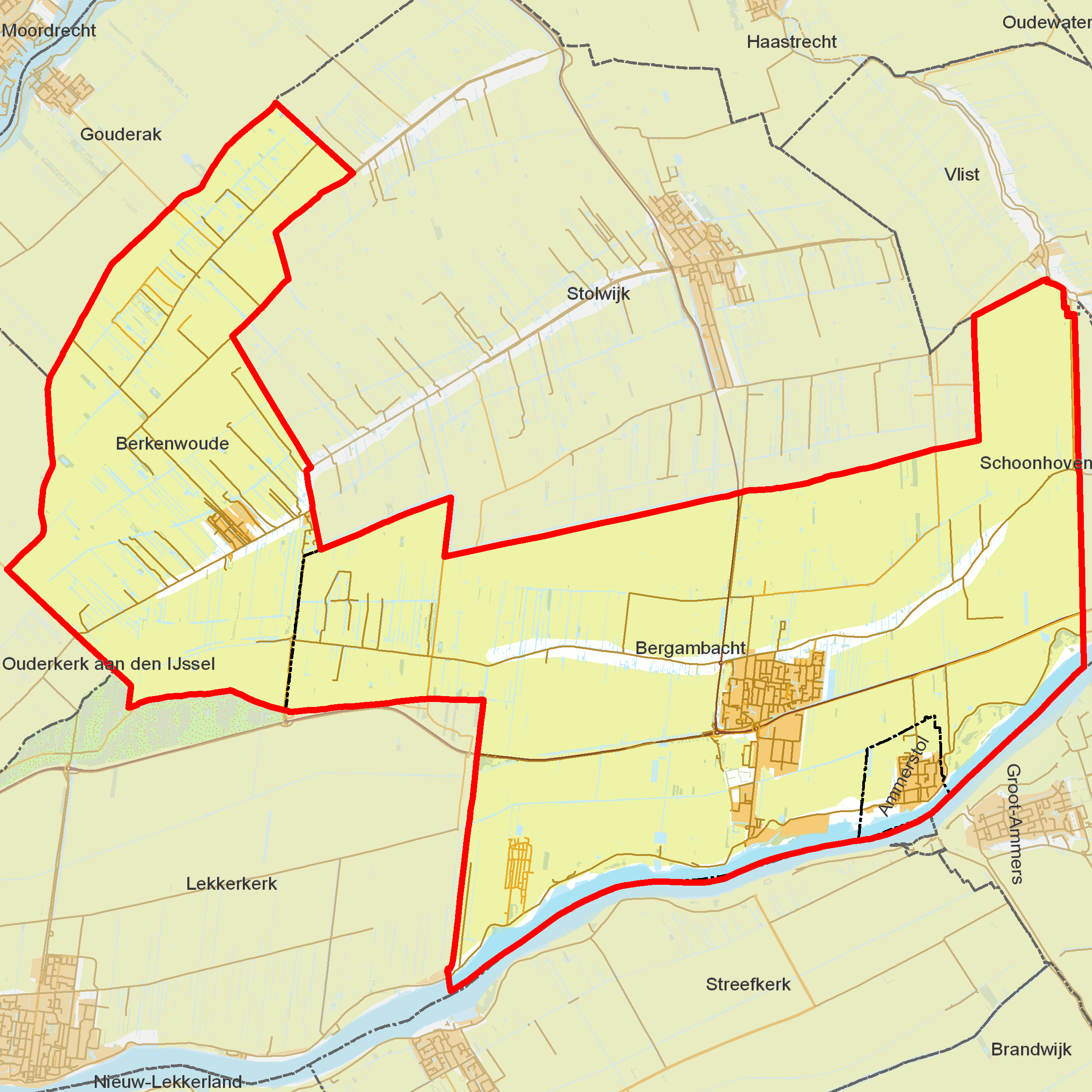
Woonplaatsen in de gemeente Bergambacht

- Ammerstol (2367)
- Bergambacht (2365)
- Berkenwoude (2366)

## Bernisse

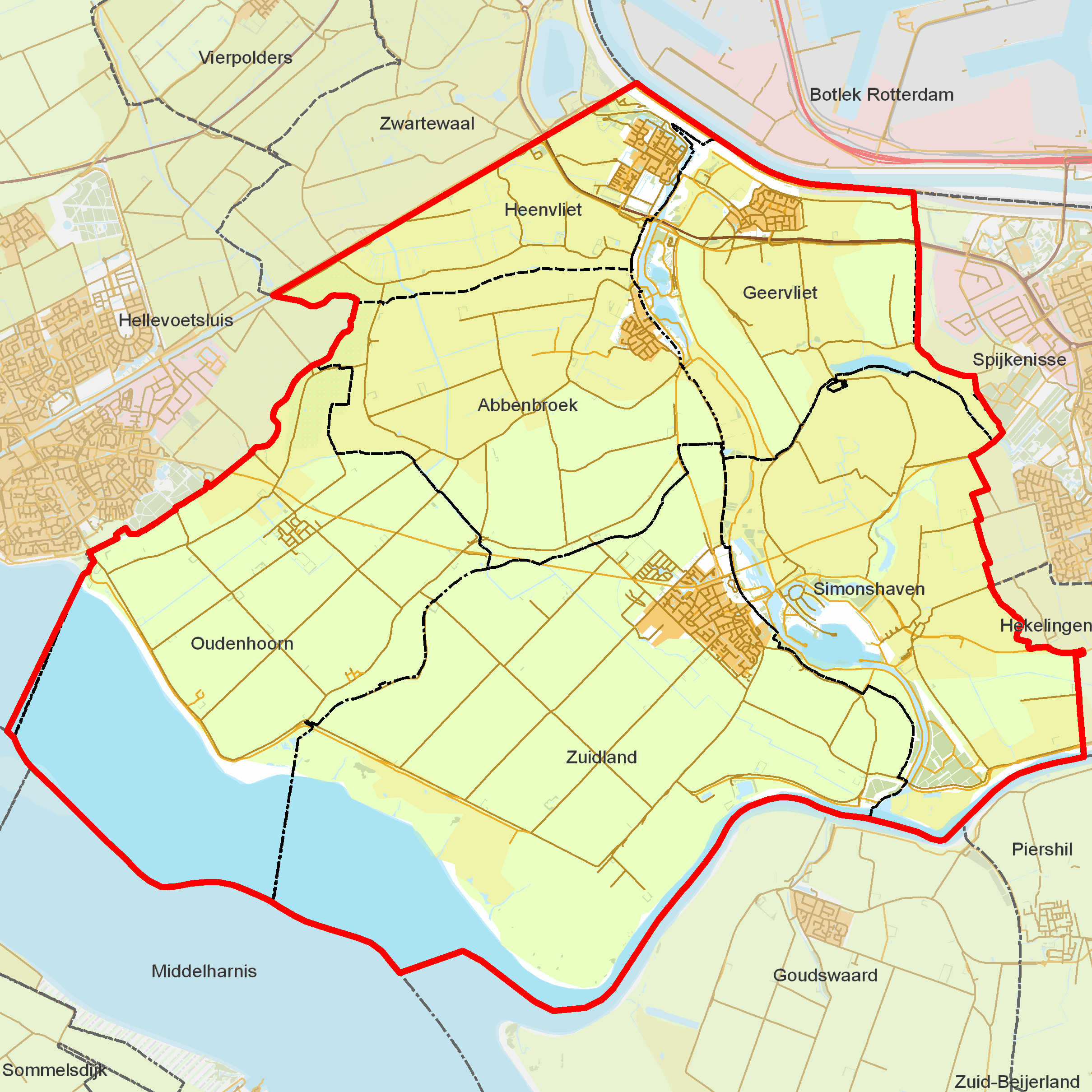
Woonplaatsen in de gemeente Bernisse

- Abbenbroek (1385)
- Geervliet (1386)
- Heenvliet (1387)
- Oudenhoorn (1388)
- Simonshaven (1389)
- Zuidland (1390)

## Binnenmaas

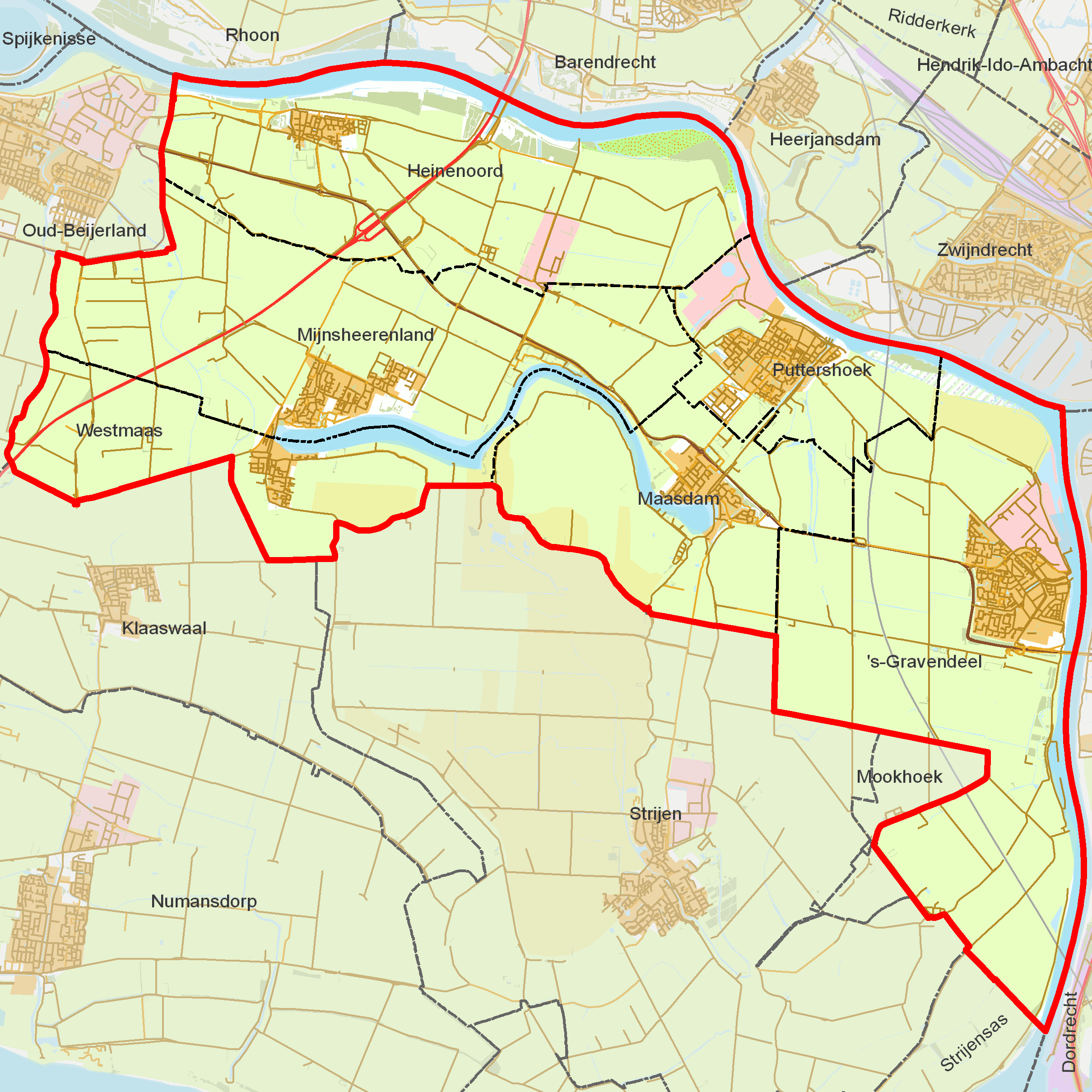
Woonplaatsen in de gemeente Binnenmaas

- 's-Gravendeel (2380)
- Heinenoord (2381)
- Maasdam (2382)
- Mijnsheerenland (2383)
- Puttershoek (2384)
- Westmaas (2385)

## Bodegraven-Reeuwijk

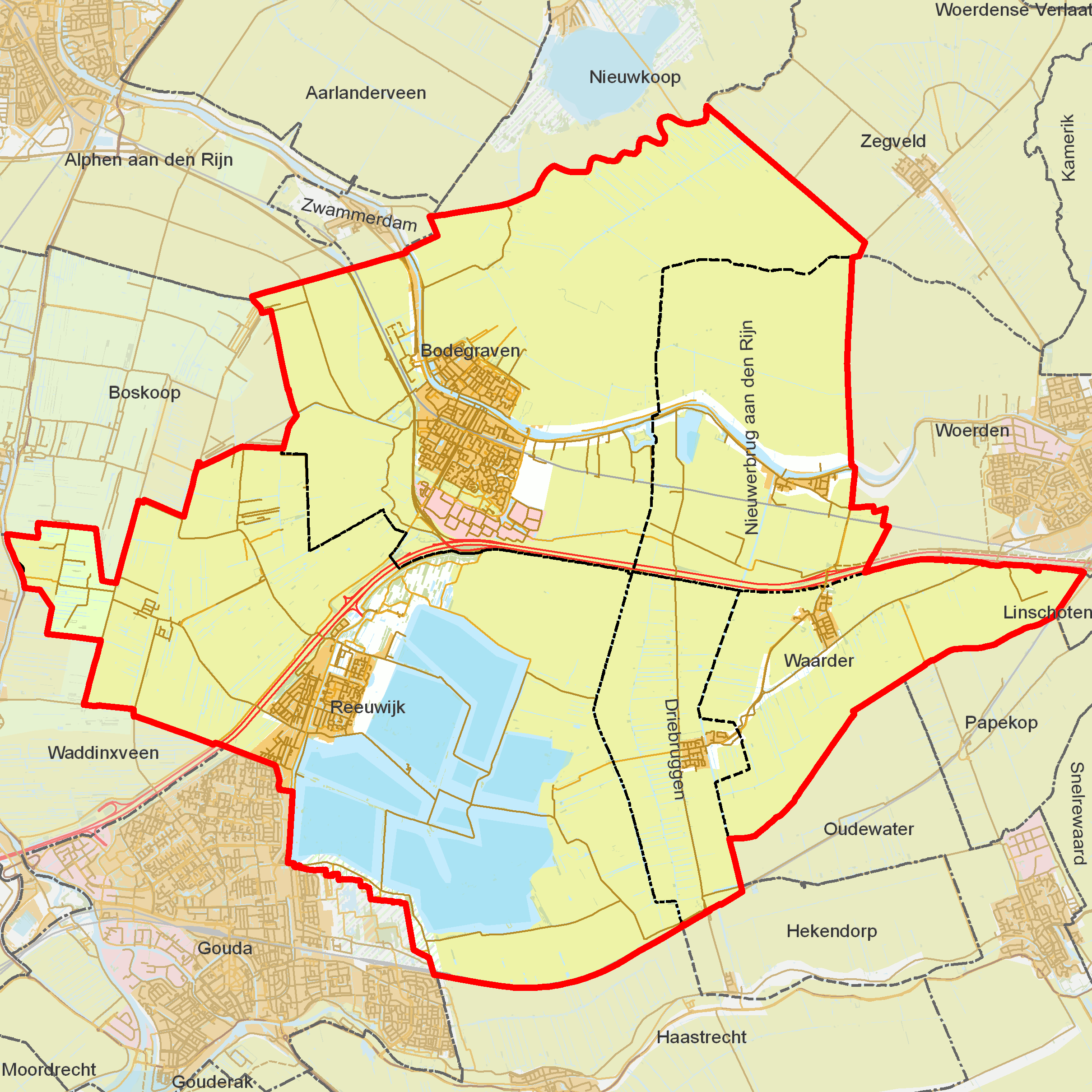
Woonplaatsen in de gemeente Bodegraven-Reeuwijk

- Bodegraven (2665)
- Driebruggen (2477)
- Nieuwerbrug (2666)
- Reeuwijk (2476)
- Waarder (2478)

## Boskoop

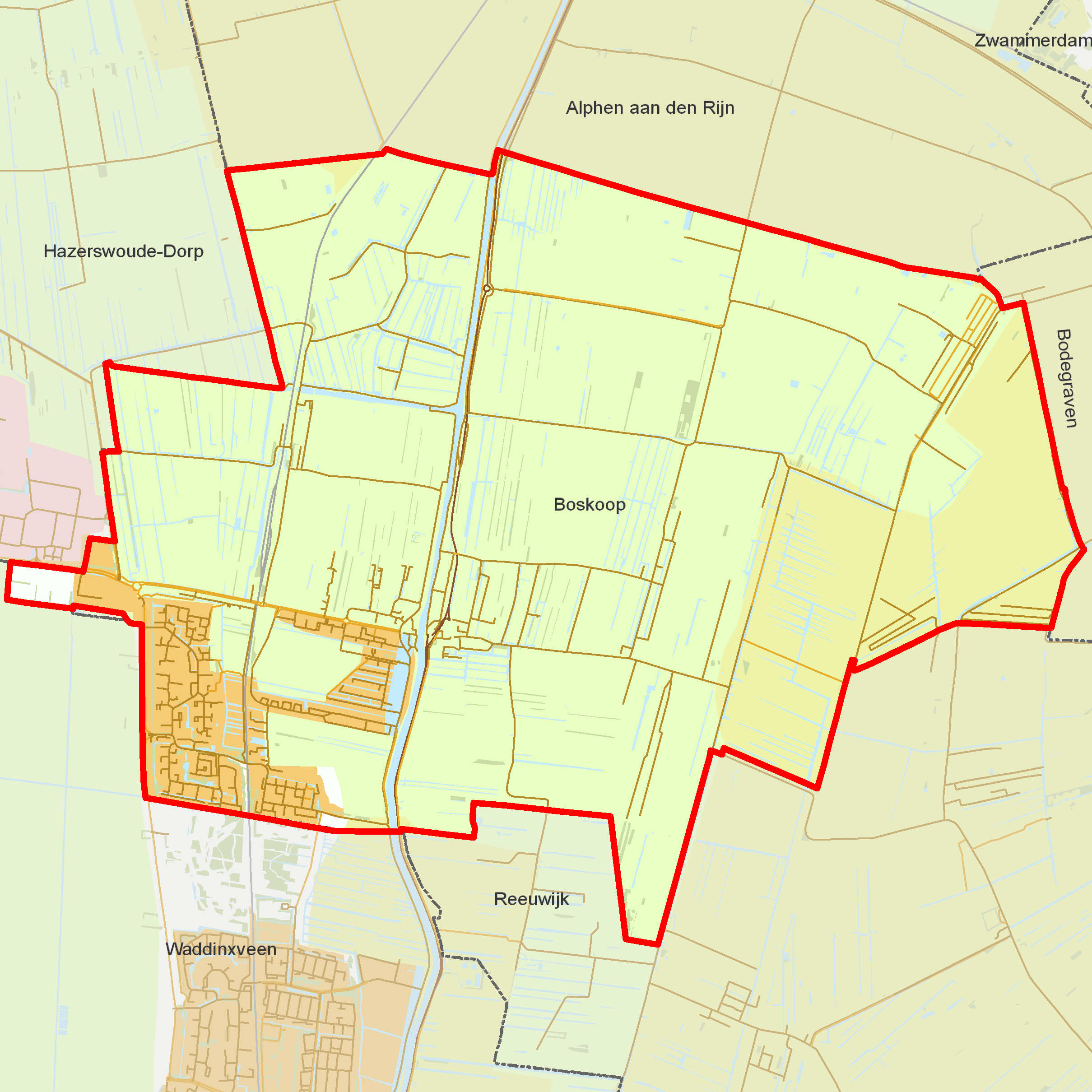
Woonplaatsen in de gemeente Boskoop

- Boskoop (2998)

## Brielle

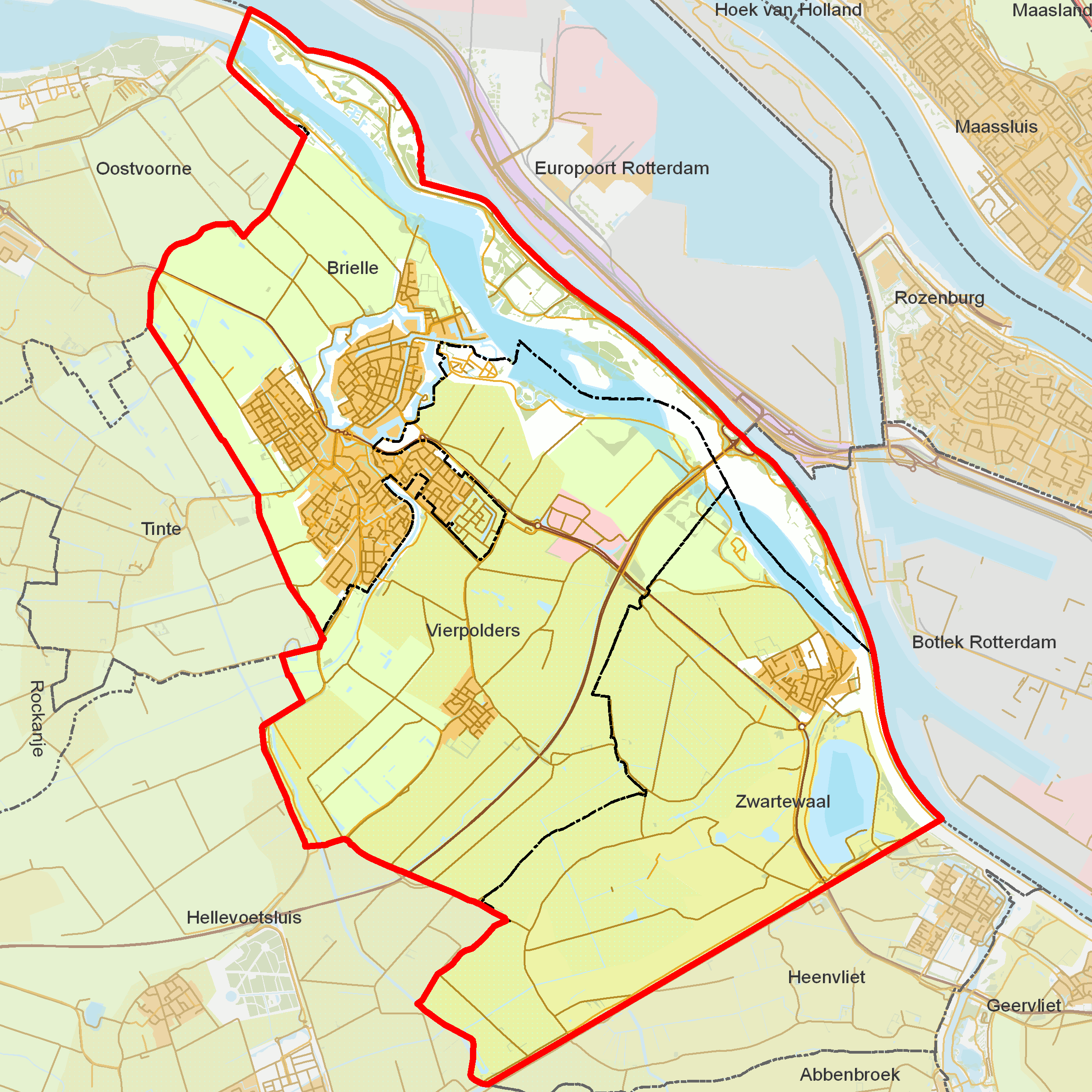
Woonplaatsen in de gemeente Brielle

- Brielle (2368)
- Vierpolders (2369)
- Zwartewaal (2370)

## Capelle aan den IJssel

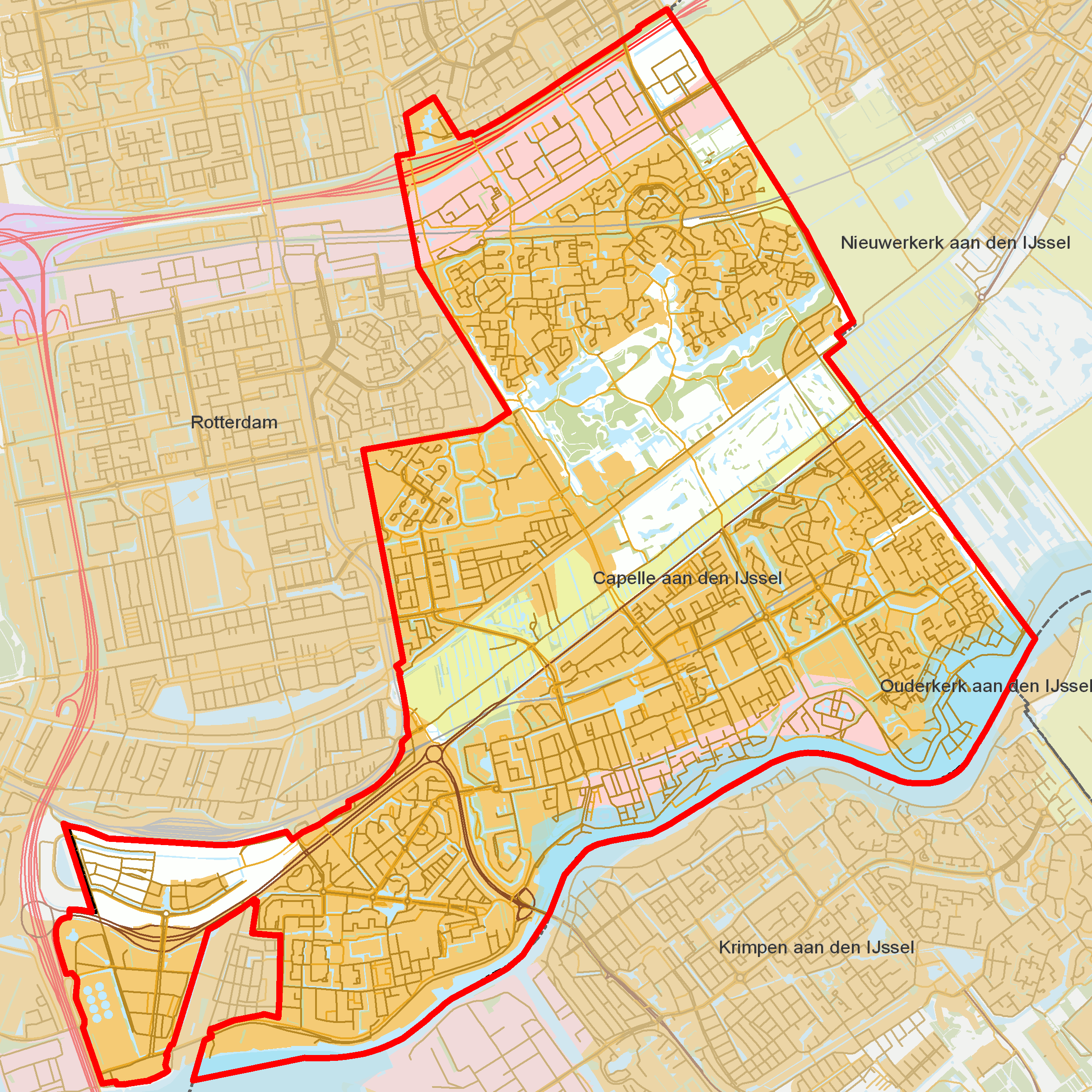
Woonplaatsen in de gemeente Capelle aan den IJssel

- Capelle aan den IJssel (1105)

## Cromstrijen

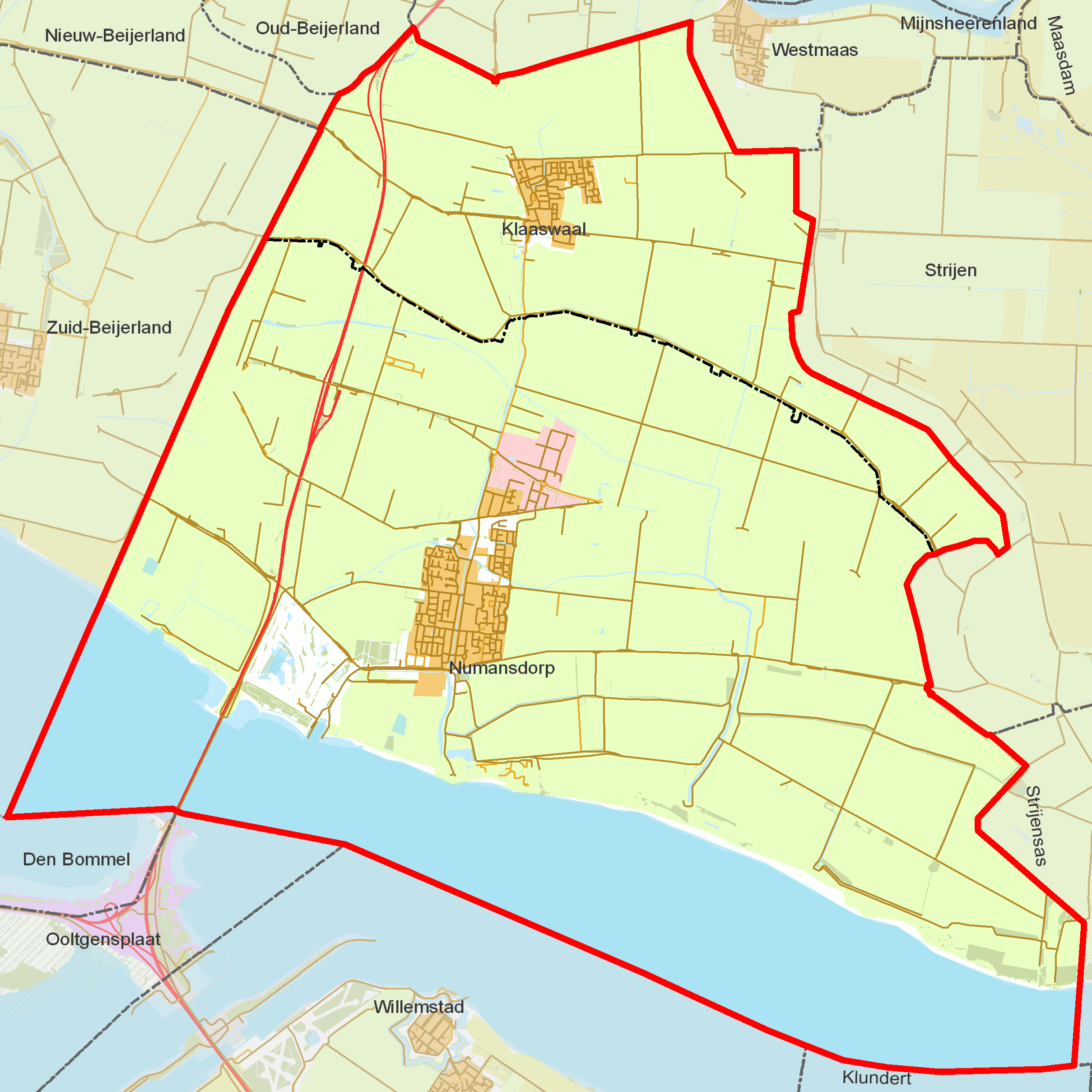
Woonplaatsen in de gemeente Cromstrijen

- Klaaswaal (2371)
- Numansdorp (2372)

## Delft

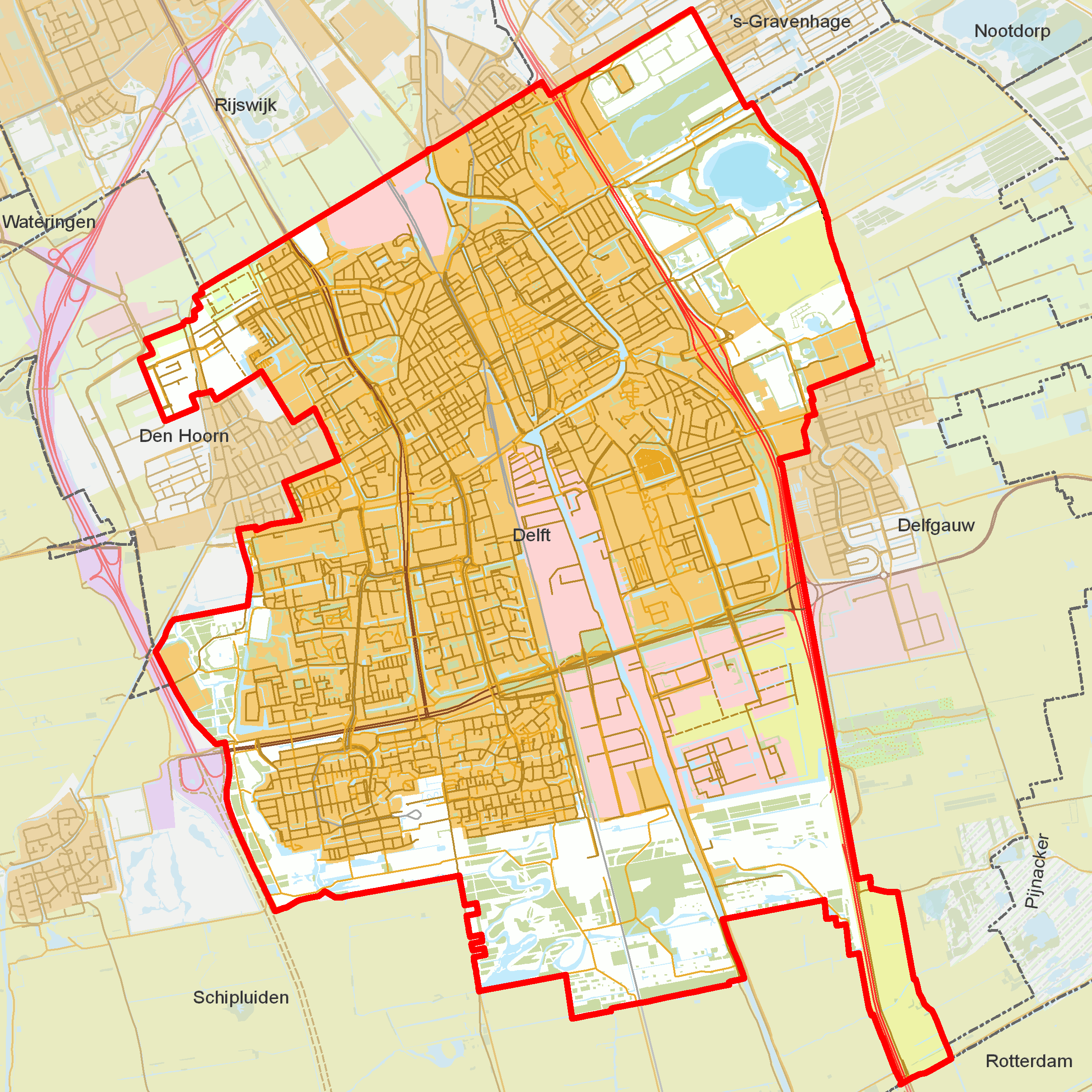
Woonplaatsen in de gemeente Delft

- Delft (2138)

## Den Haag

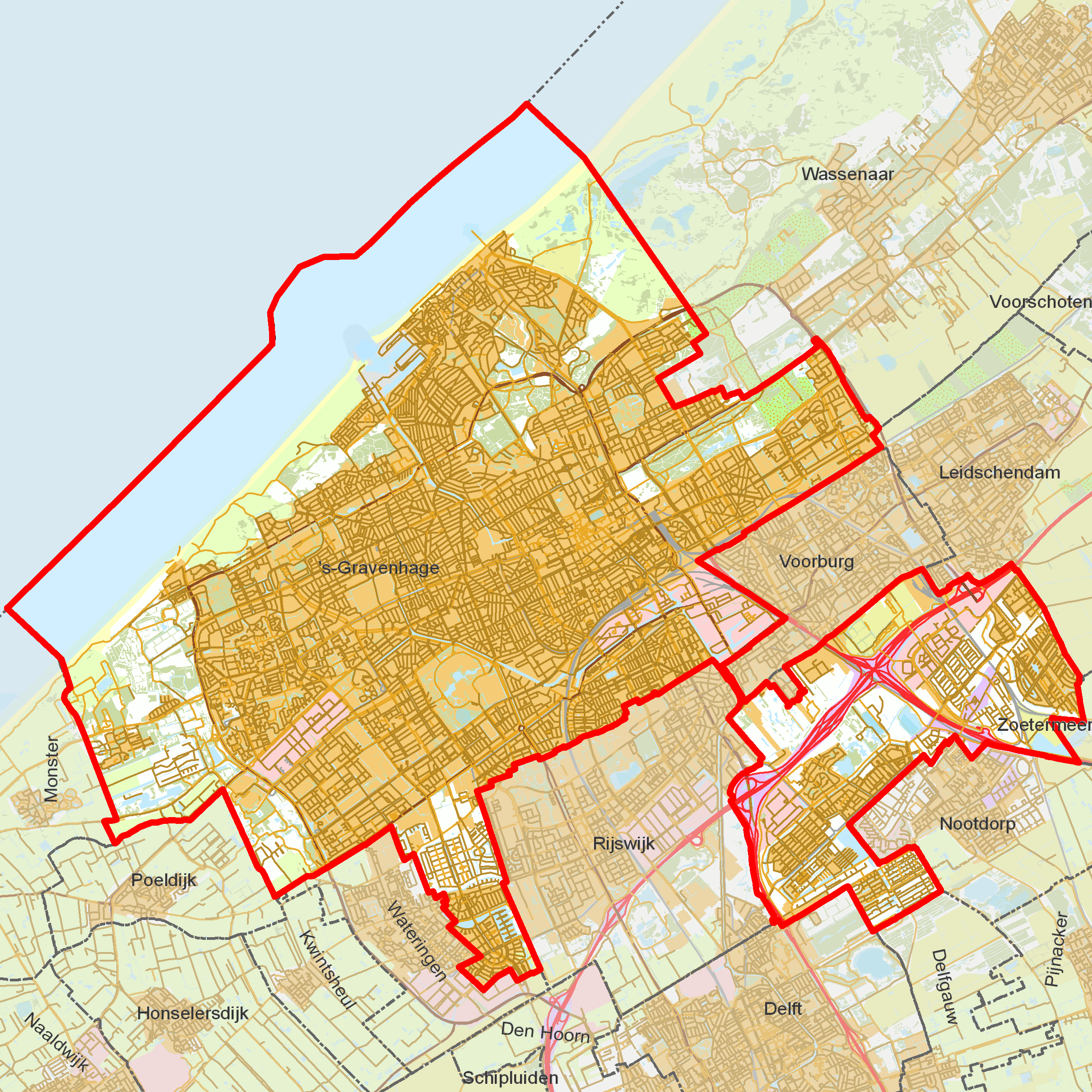
Woonplaatsen in de gemeente Den Haag

- Den Haag (1245)

## Dordrecht

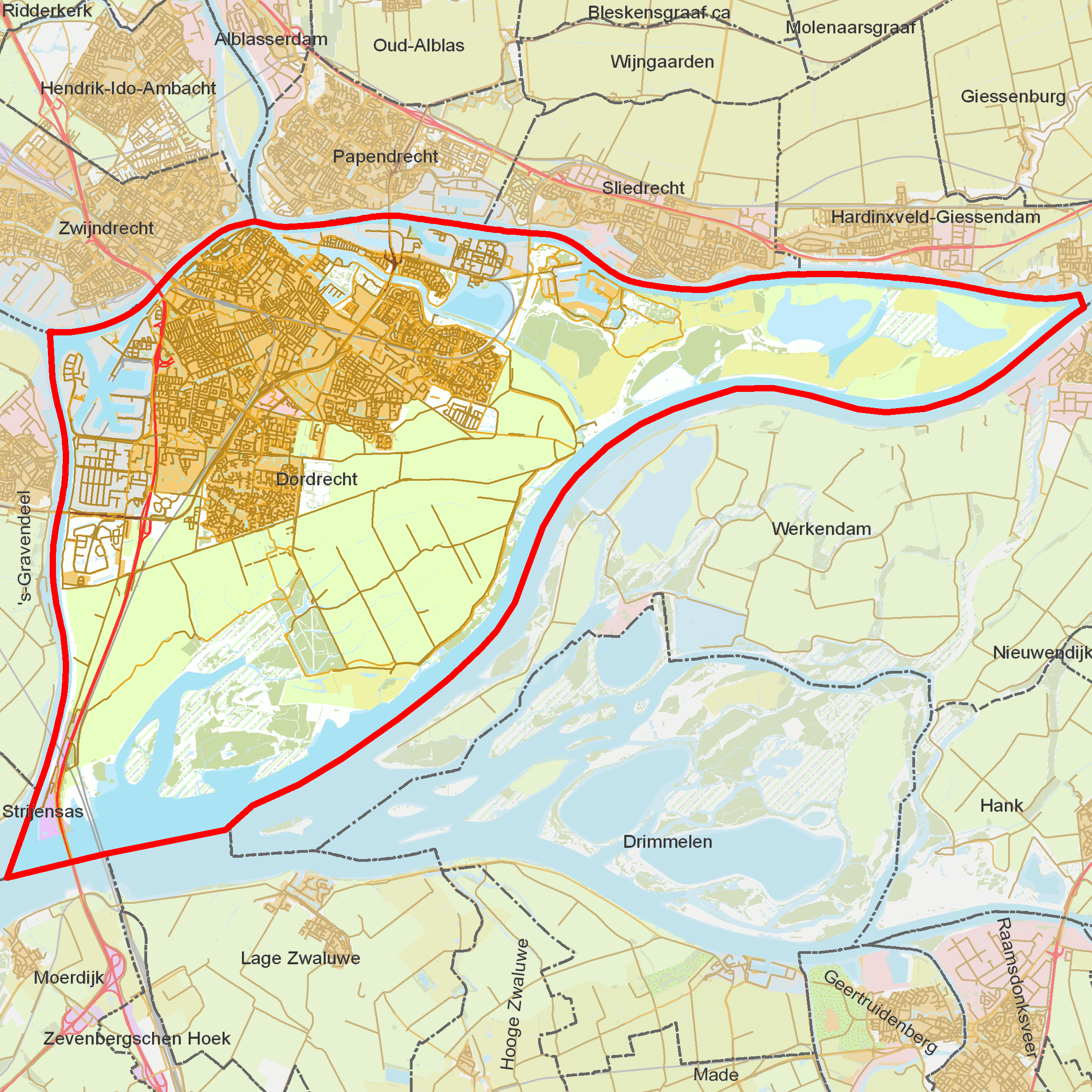
Woonplaatsen in de gemeente Dordrecht

- Dordrecht (2351)

## Giessenlanden

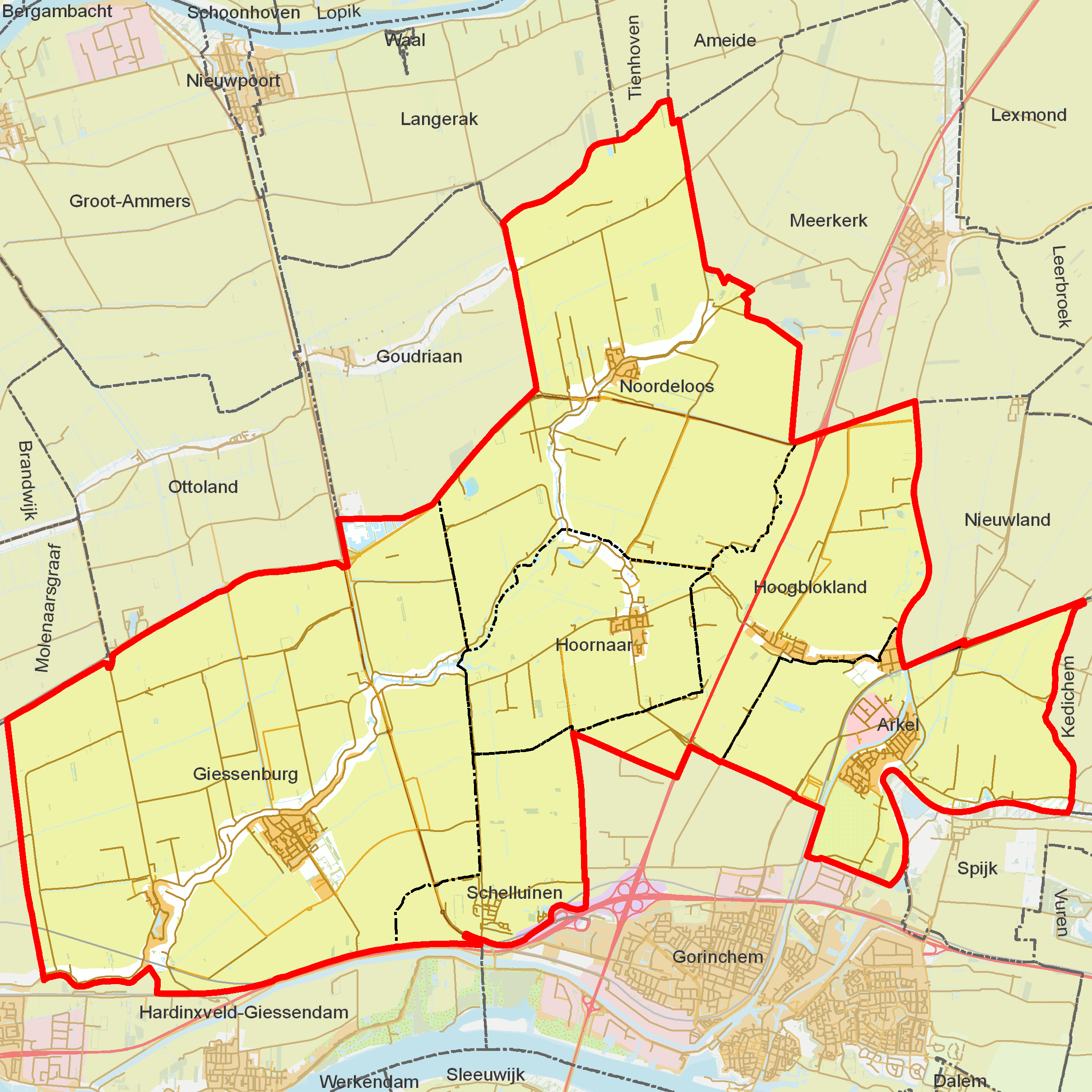
Woonplaatsen in de gemeente Giessenlanden

- Arkel (1432)
- Giessenburg (1433)
- Hoogblokland (1434)
- Hoornaar (1435)
- Noordeloos (1436)
- Schelluinen (1437)

## Goeree-Overflakkee

### Dirksland

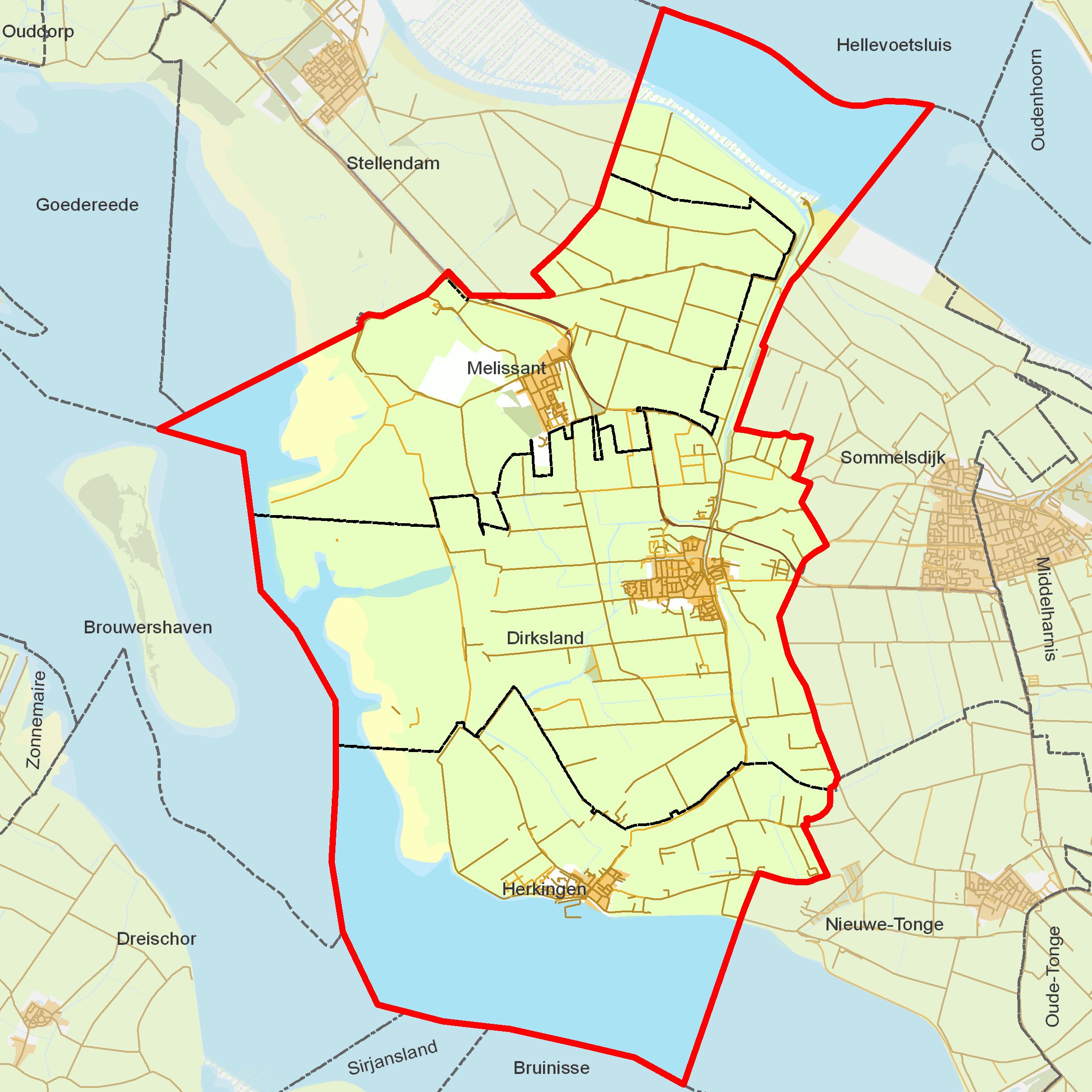
Woonplaatsen in de voormalige gemeente Dirksland

- Dirksland (2377)
- Herkingen (2378)
- Melissant (2379)

### Goedereede

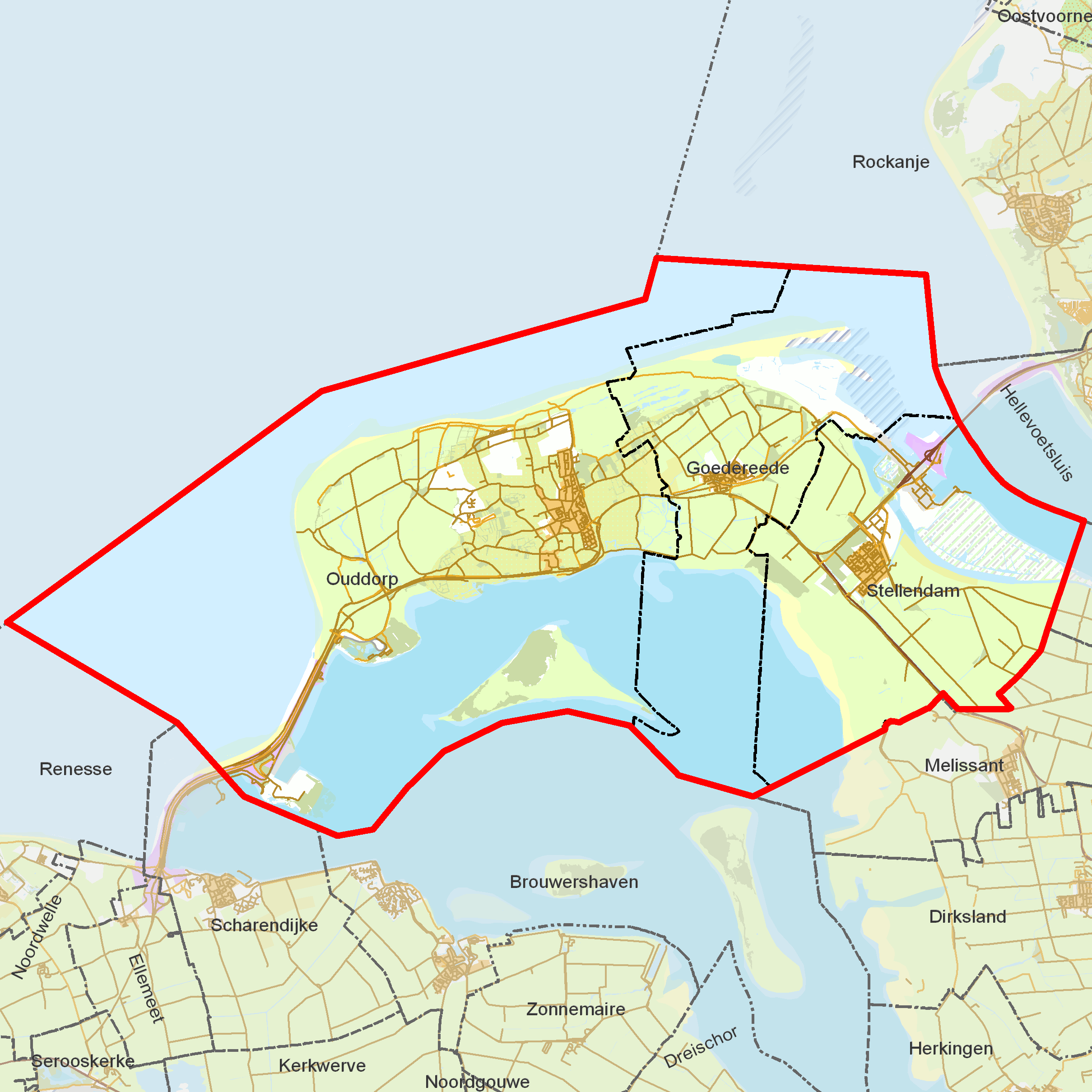
Woonplaatsen in de voormalige gemeente Goedereede

- Goedereede (2931)
- Ouddorp (2932)
- Stellendam (2933)

### Middelharnis

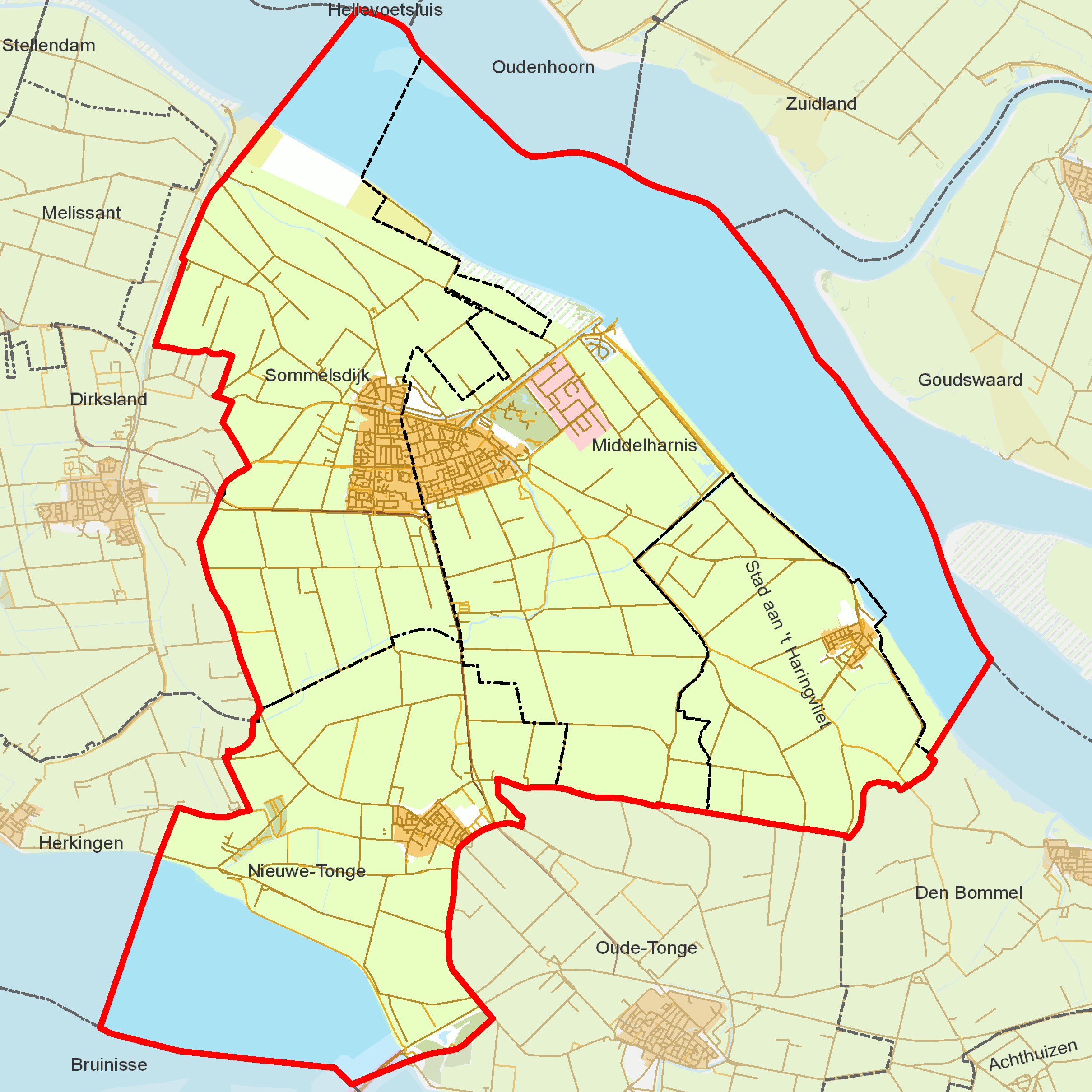
Woonplaatsen in de voormalige gemeente Middelharnis

- Middelharnis (3143)
- Nieuwe-Tonge (3144)
- Sommelsdijk (3145)
- Stad aan 't Haringvliet (3146)

### Oostflakkee

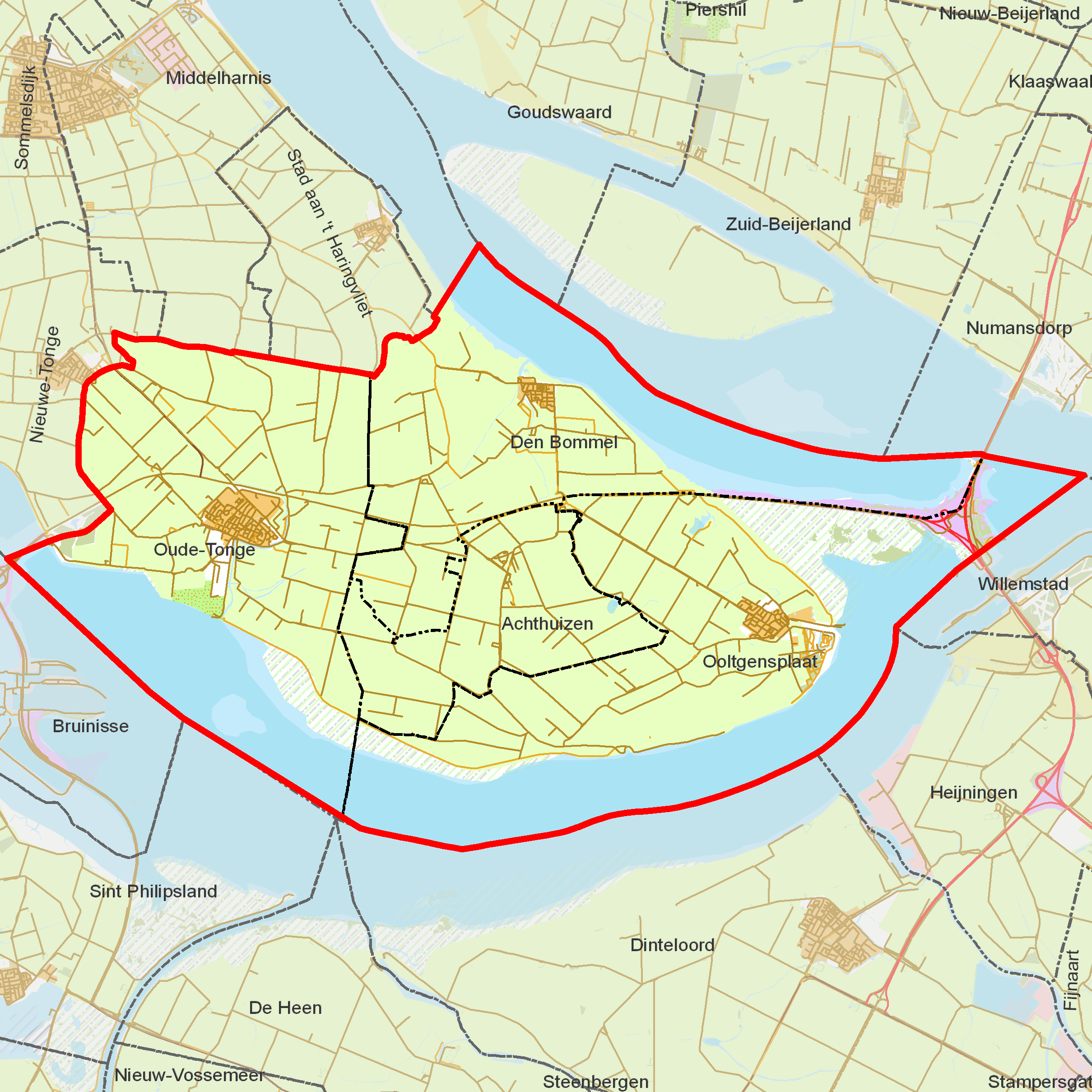
Woonplaatsen in de voormalige gemeente Oostflakkee

- Achthuizen (2131)
- Den Bommel (2132)
- Ooltgensplaat (2133)
- Oude-Tonge (2134)

## Gorinchem

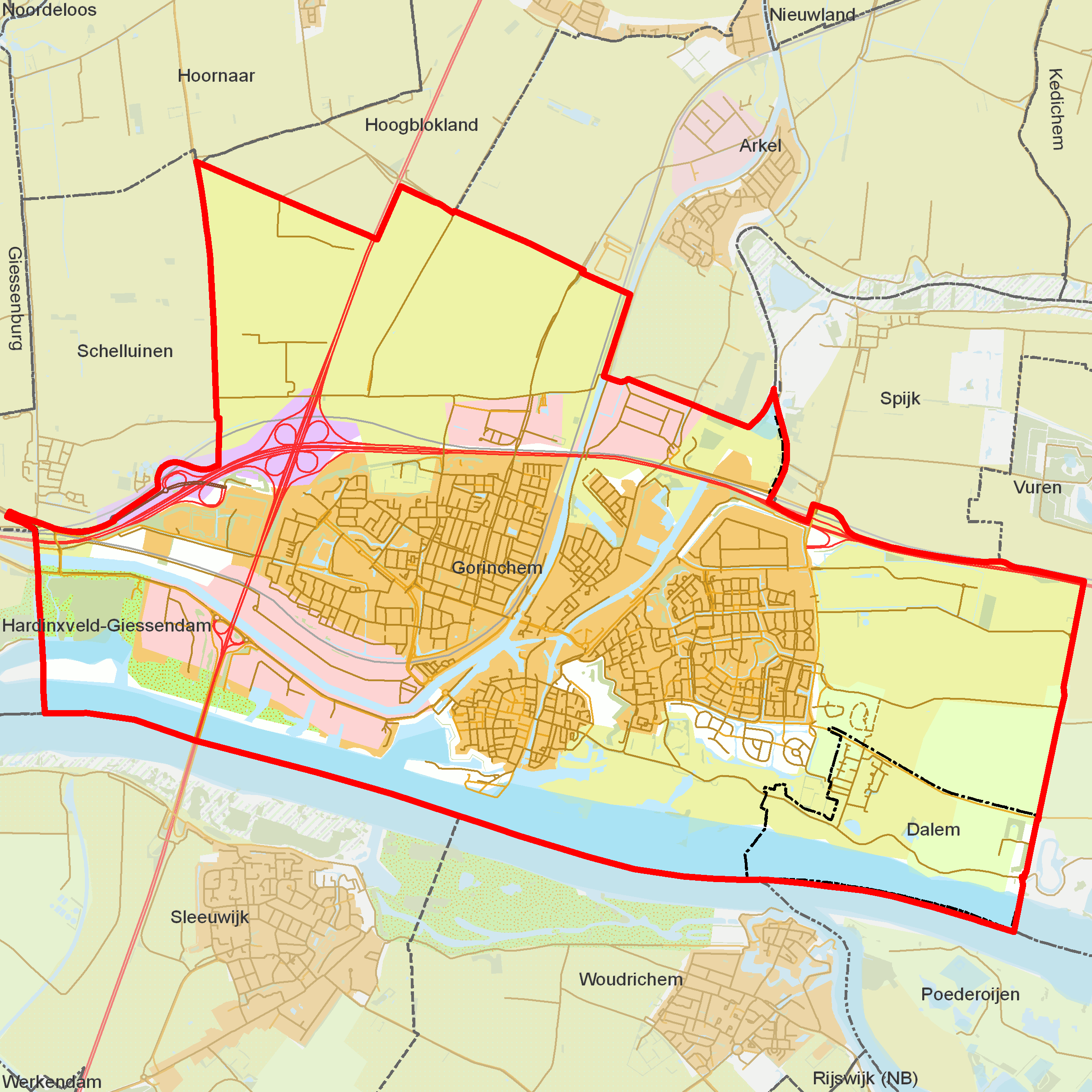
Woonplaatsen in de gemeente Gorinchem

- Dalem (2300)
- Gorinchem (2299)

## Gouda

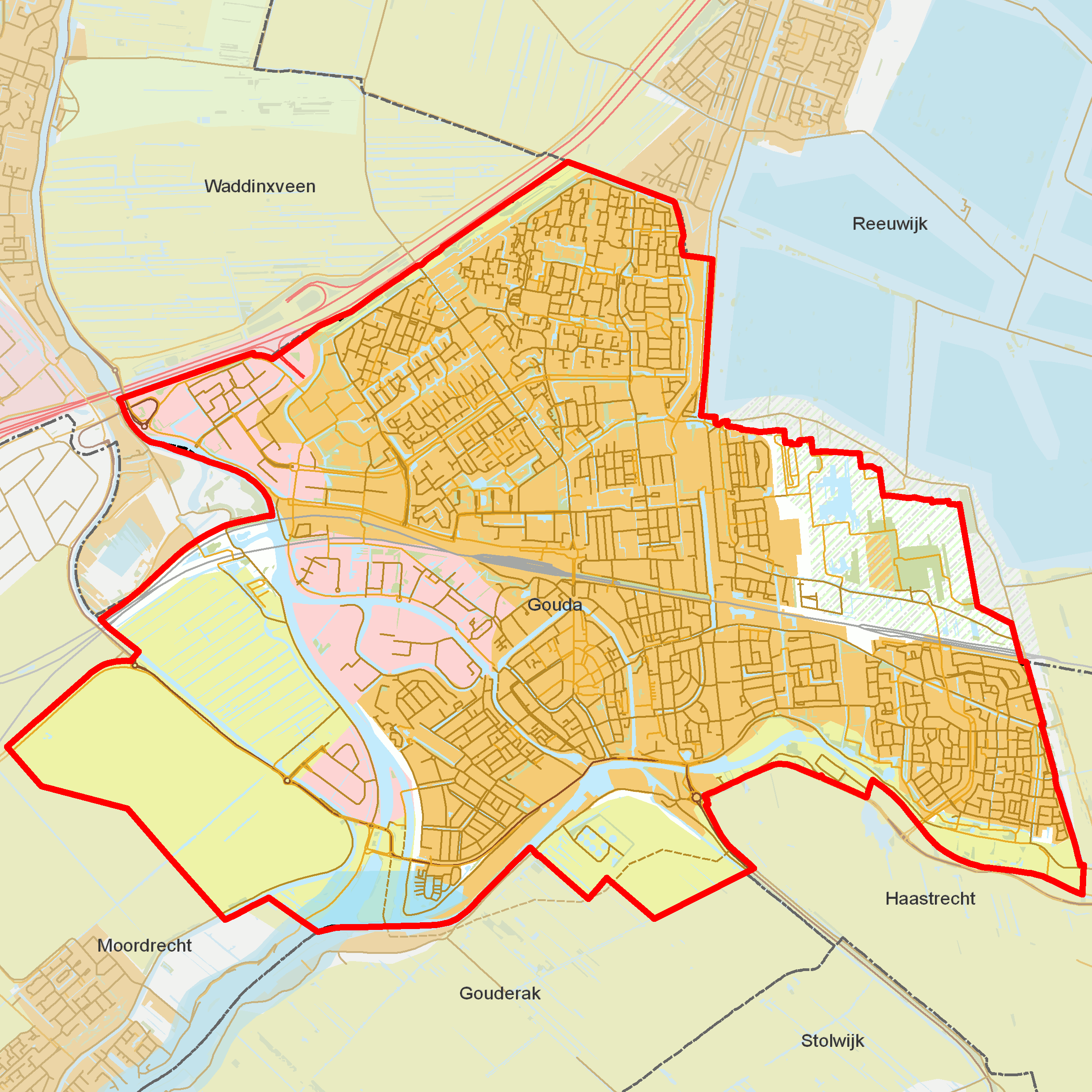
Woonplaatsen in de gemeente Gouda

- Gouda (1005)

## Hardinxveld-Giessendam

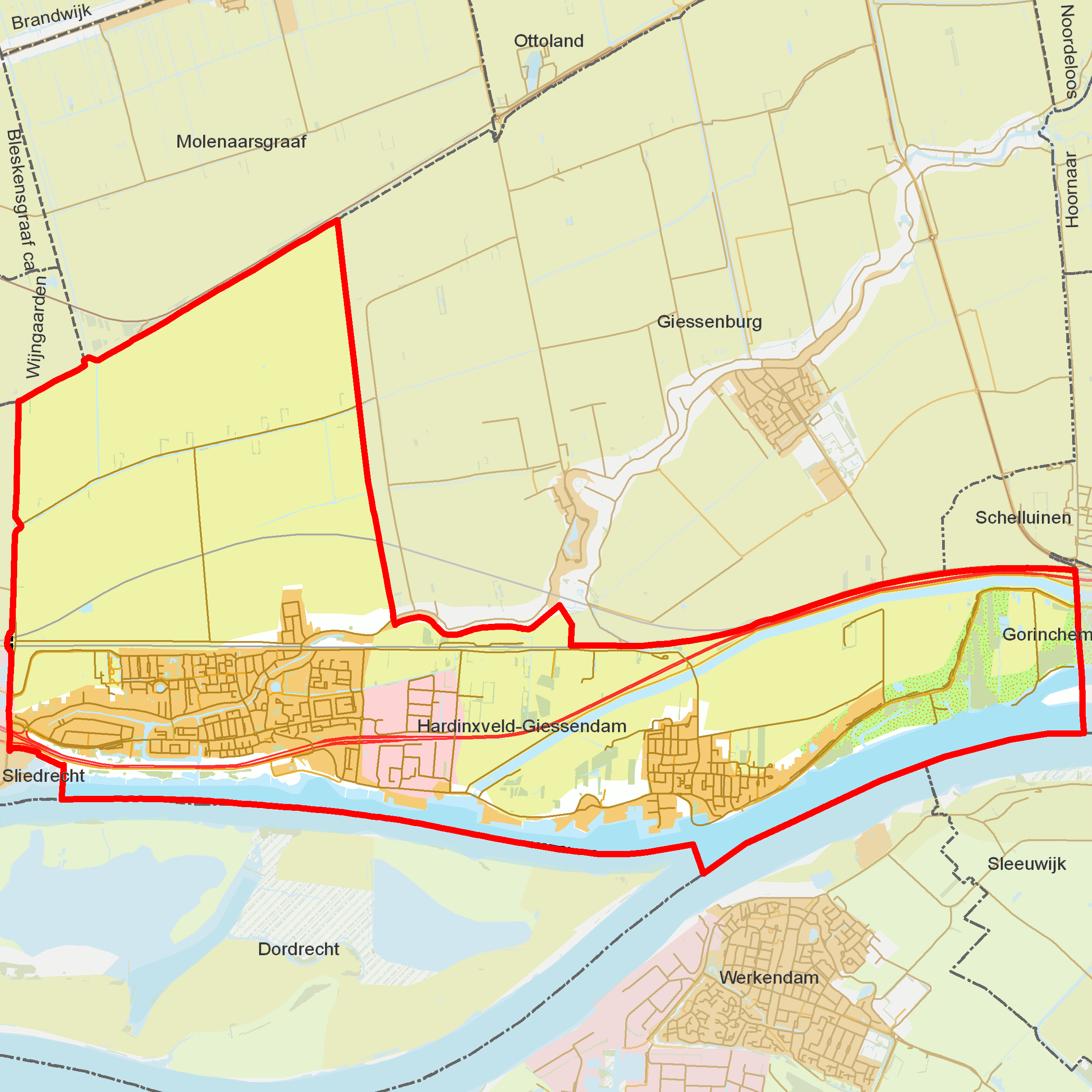
Woonplaatsen in de gemeente Hardinxveld-Giessendam

- Hardinxveld-Giessendam (3031)

## Hellevoetsluis

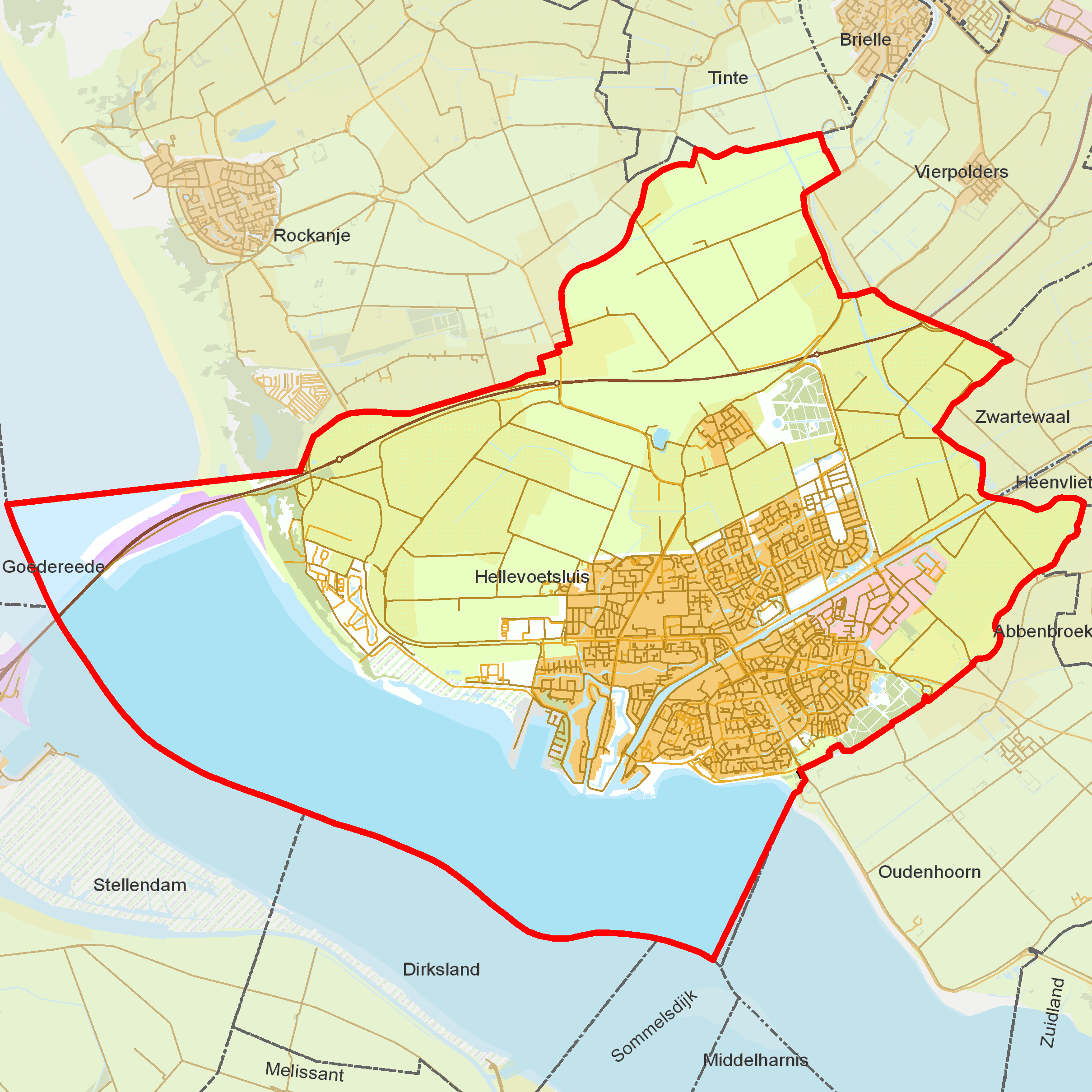
Woonplaatsen in de gemeente Hellevoetsluis

- Hellevoetsluis (2137)

## Hendrik-Ido-Ambacht

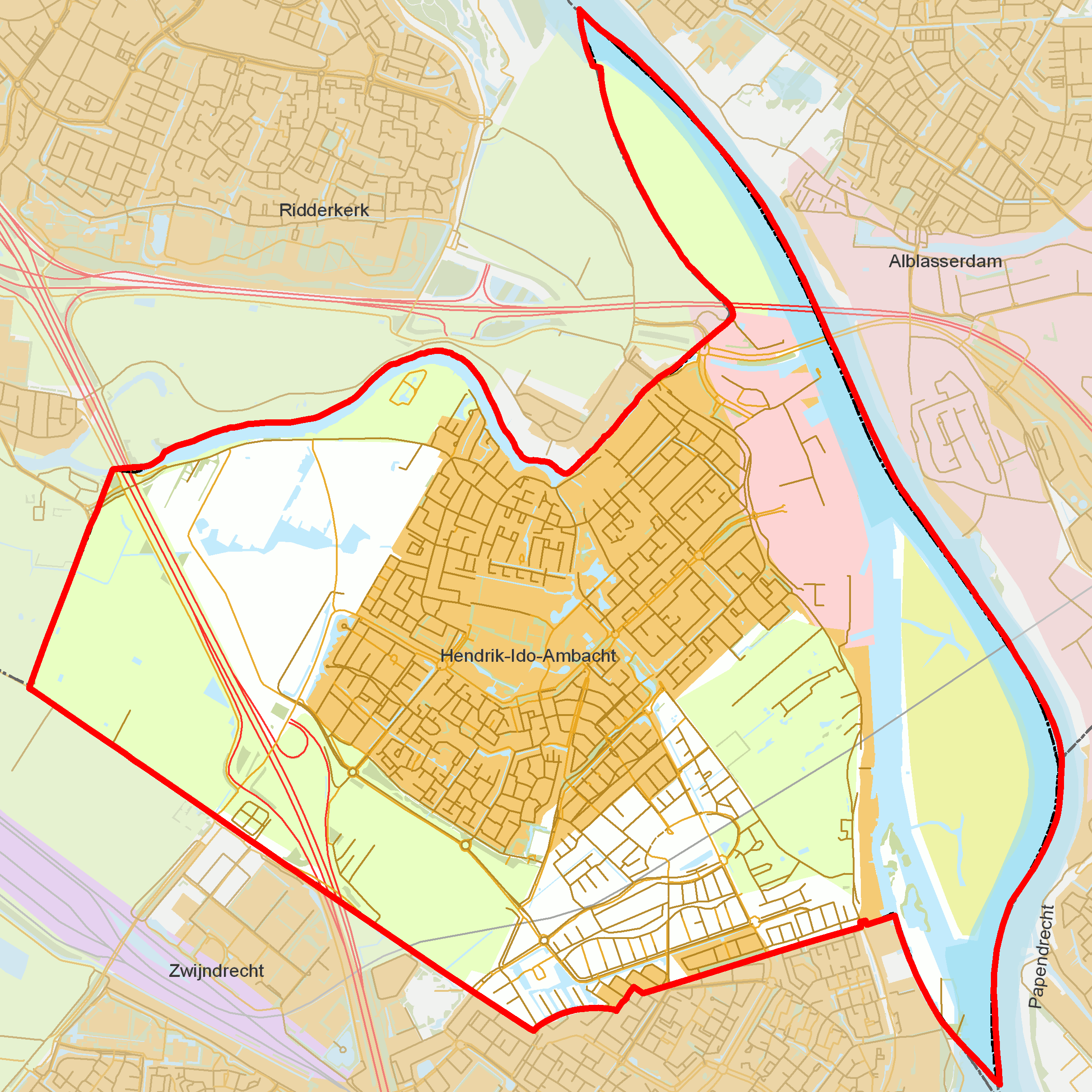
Woonplaatsen in de gemeente Hendrik-Ido-Ambacht

- Hendrik-Ido-Ambacht (2352)

## Hillegom

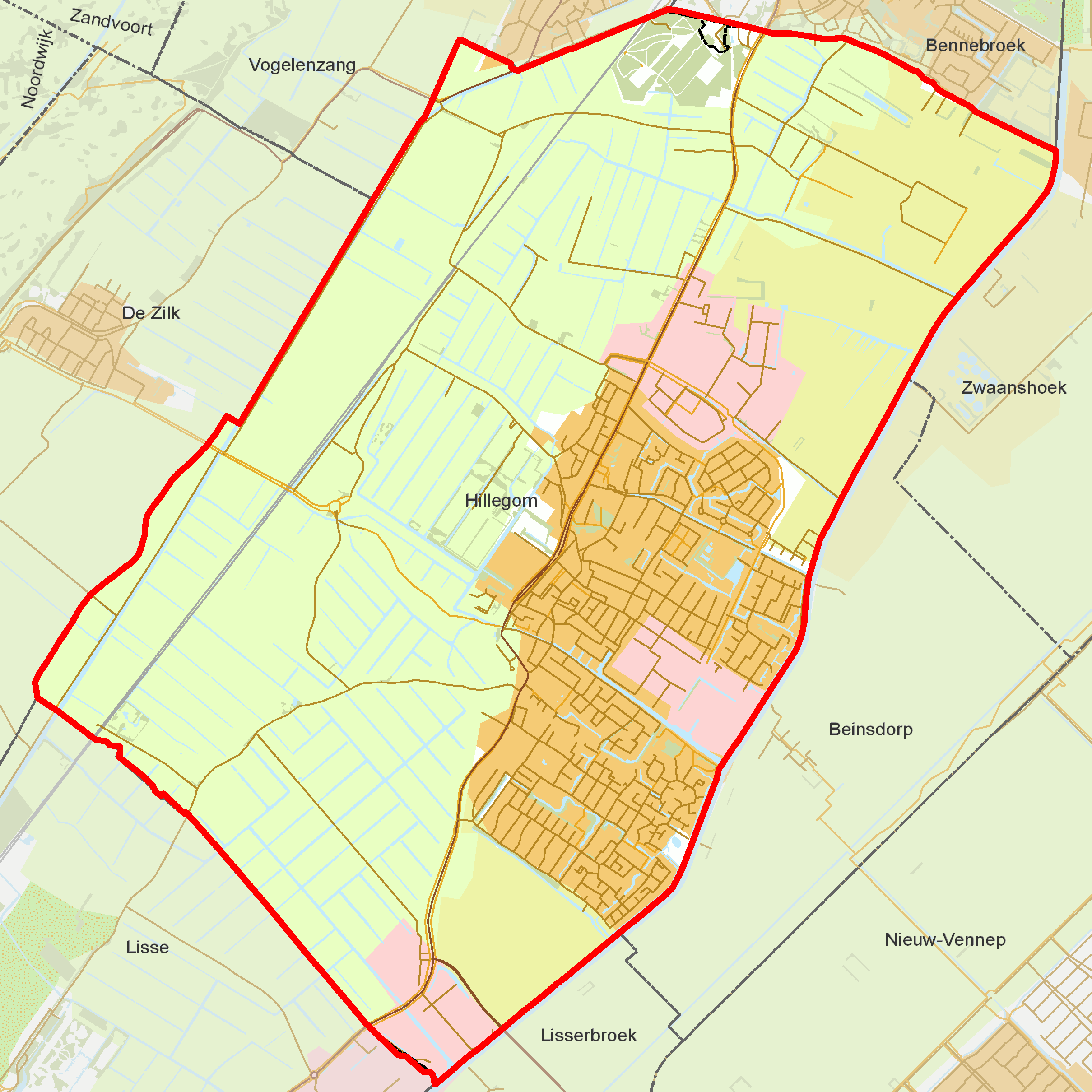
Woonplaatsen in de gemeente Hillegom

- Hillegom (1710)

## Kaag en Braassem

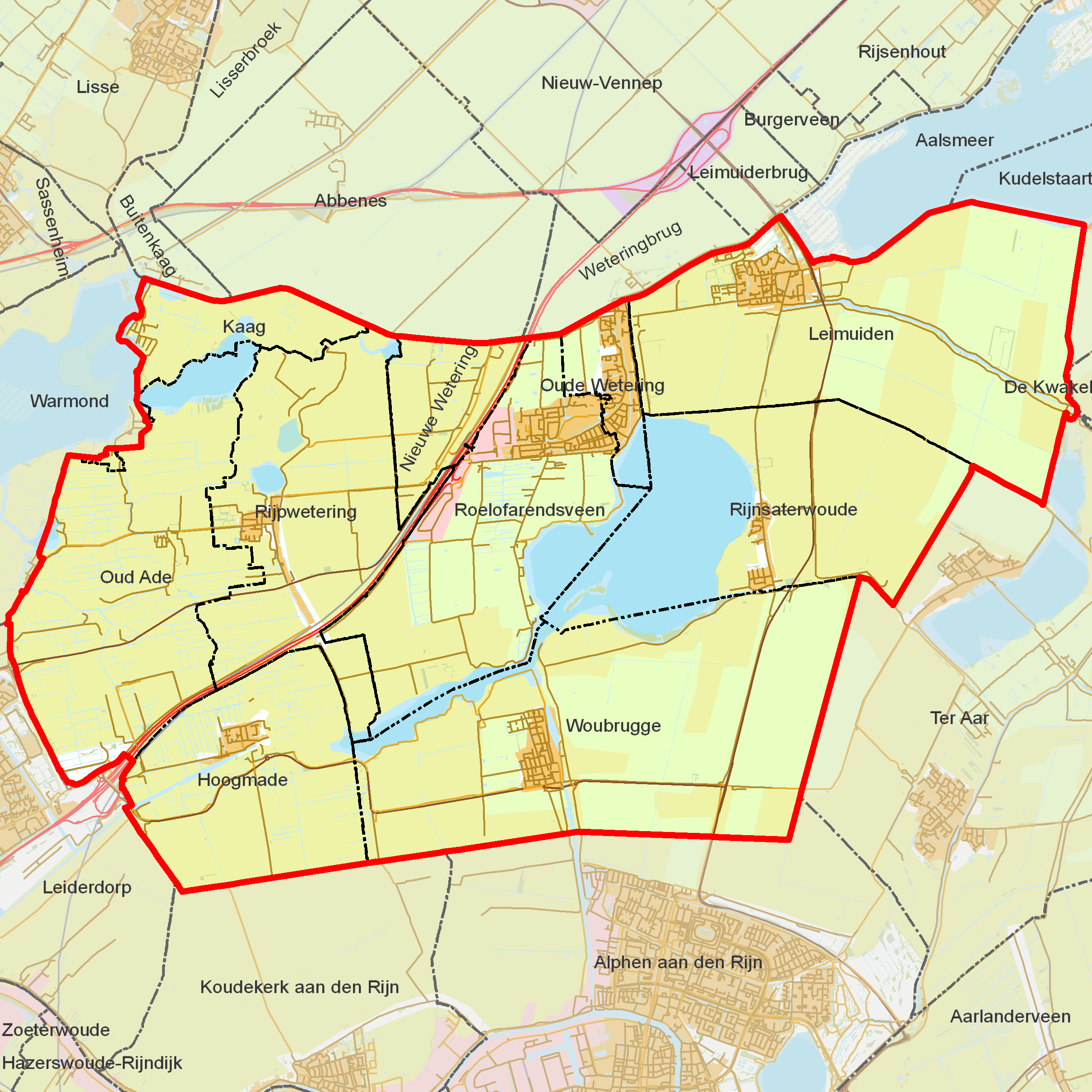
Woonplaatsen in de gemeente Kaag en Braassem

- Hoogmade (3034)
- Kaag (3035)
- Leimuiden (3036)
- Nieuwe Wetering (3037)
- Oud Ade (3038)
- Oude Wetering (3039)
- Rijnsaterwoude (3040)
- Rijpwetering (3041)
- Roelofarendsveen (3042)
- Woubrugge (3043)

## Katwijk

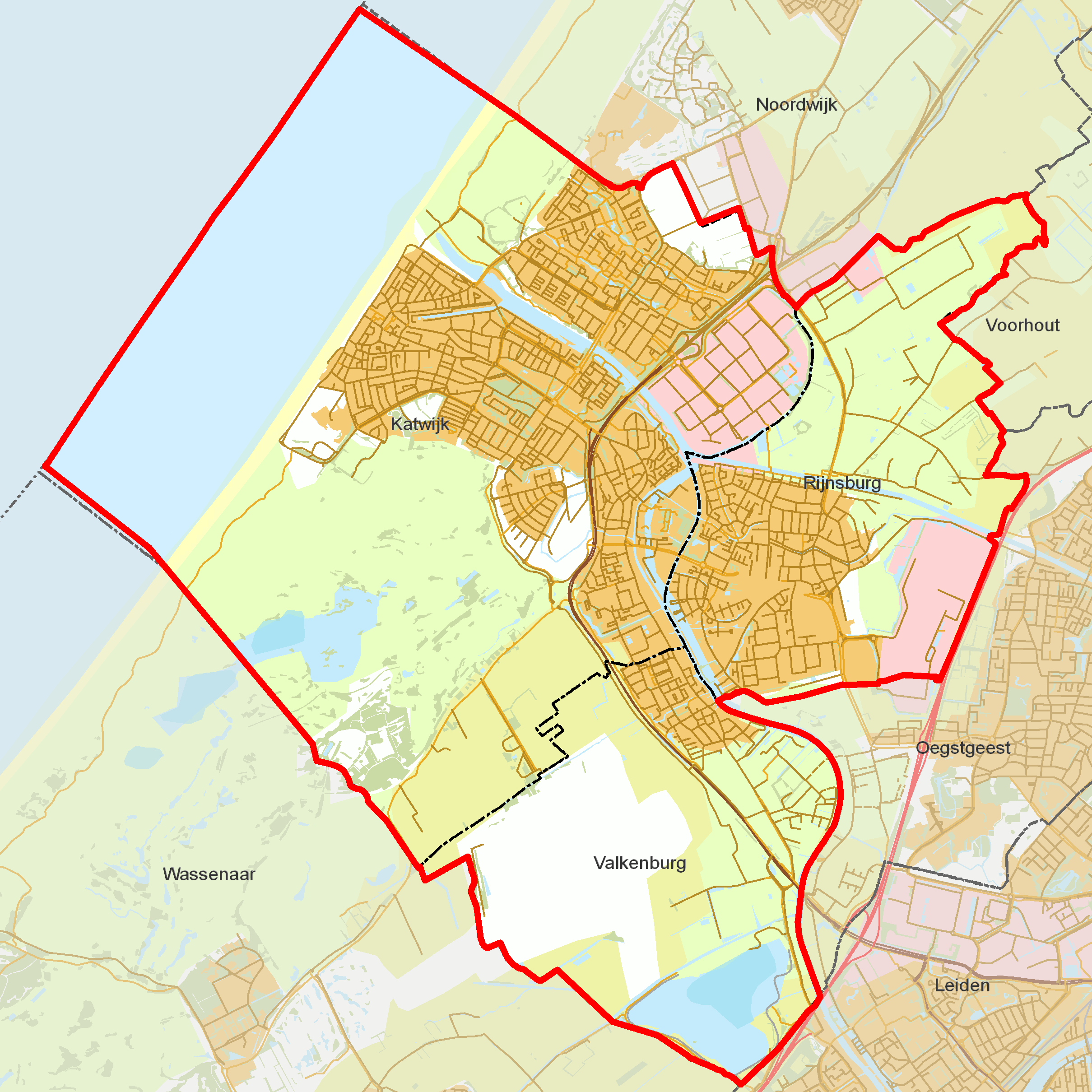
Woonplaatsen in de gemeente Katwijk

- Katwijk (1707)
- Rijnsburg (1708)
- Valkenburg (1709)

## Korendijk

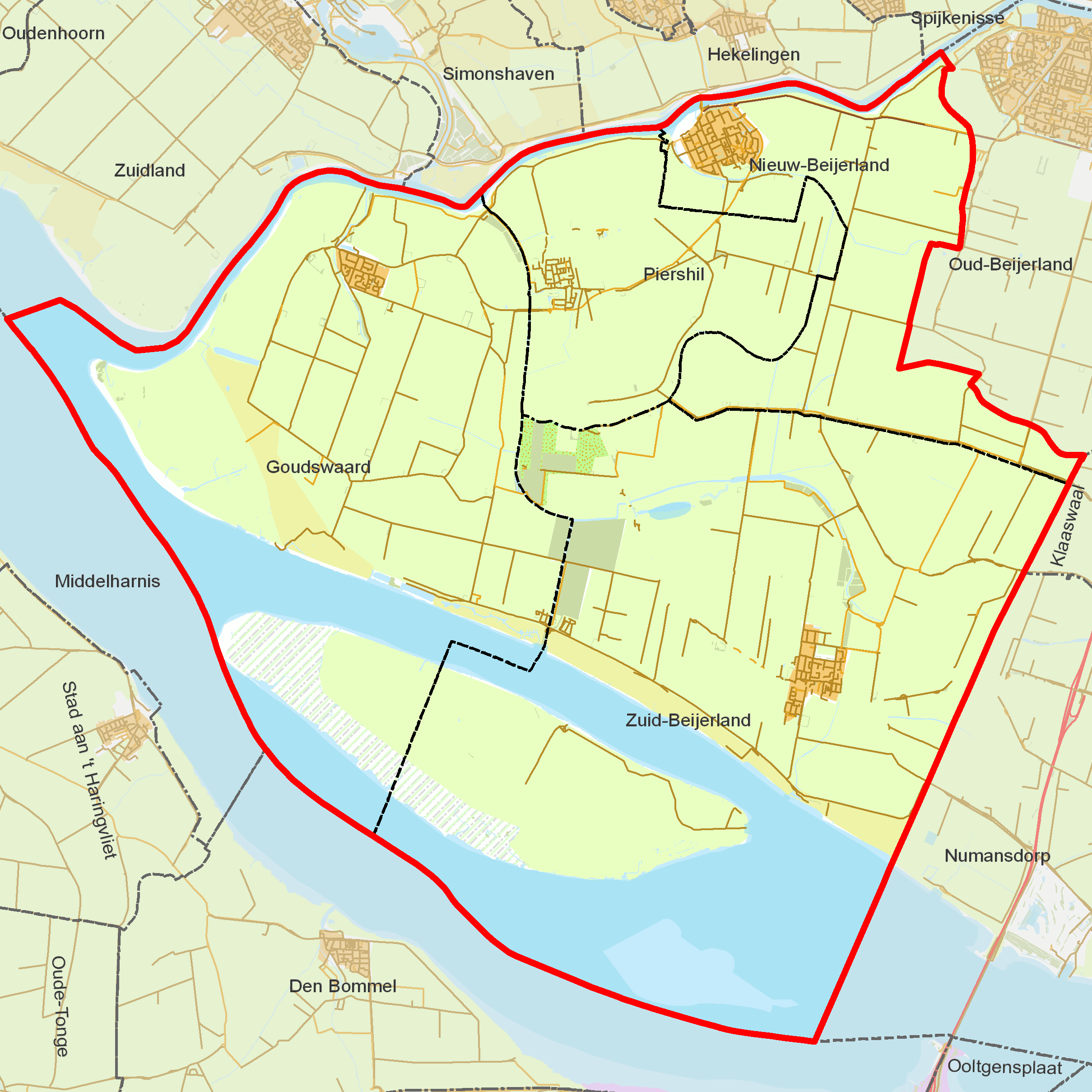
Woonplaatsen in de gemeente Korendijk

- Goudswaard (2886)
- Nieuw-Beijerland (2887)
- Piershil (2888)
- Zuid-Beijerland (2889)

## Krimpen aan den IJssel

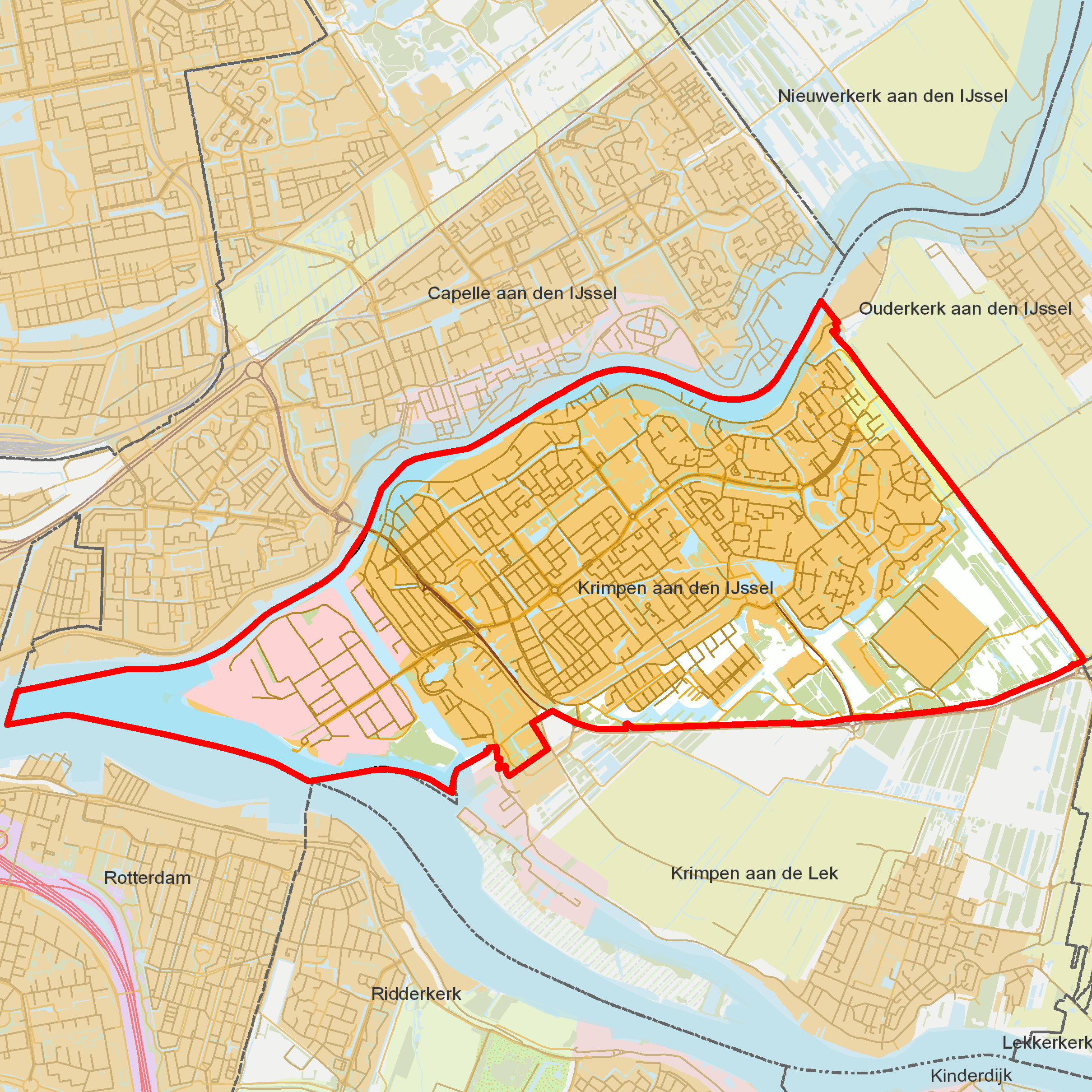
Woonplaatsen in de gemeente Krimpen aan den IJssel

- Krimpen aan den IJssel (1144)

## Lansingerland

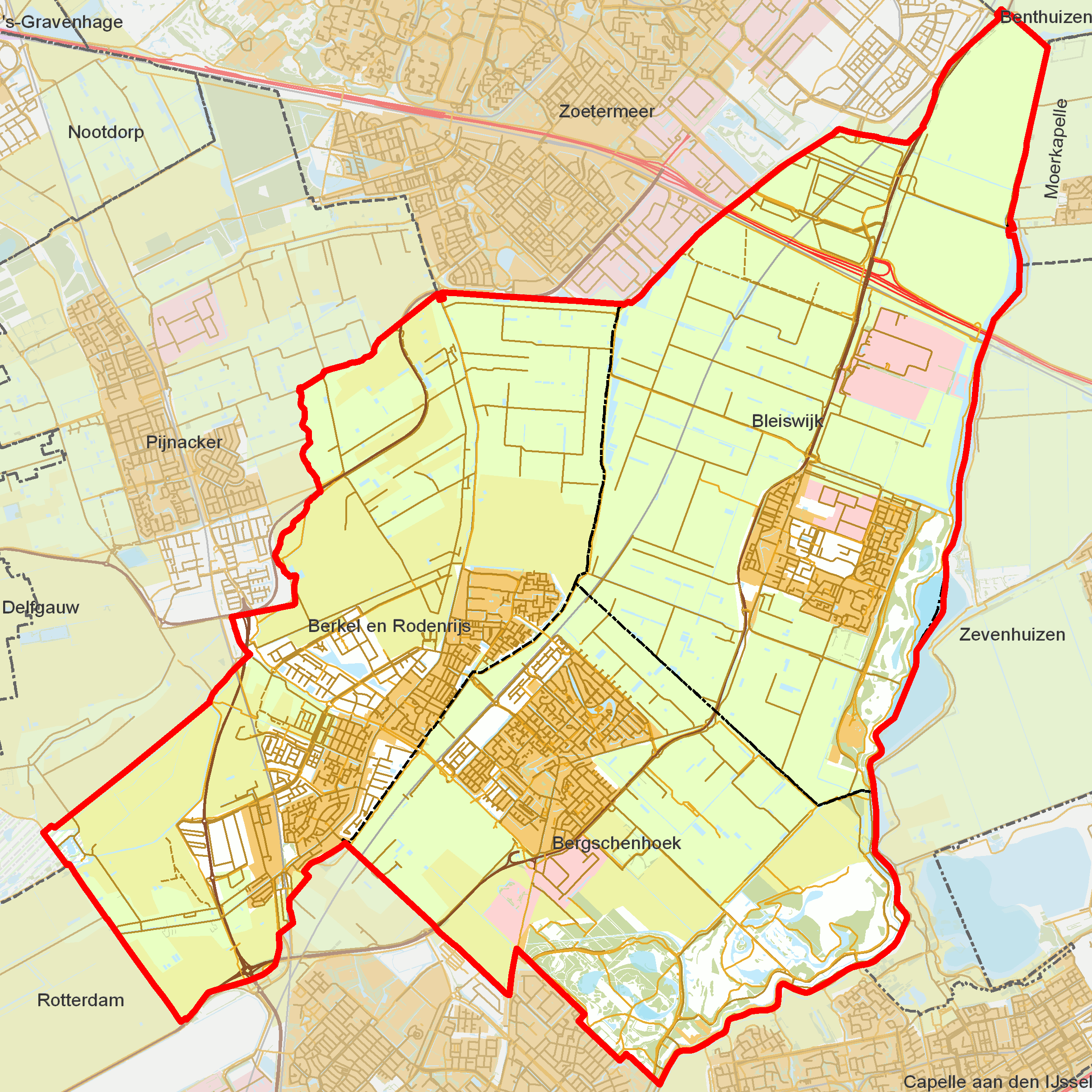
Woonplaatsen in de gemeente Lansingerland

- Bergschenhoek (1688)
- Berkel en Rodenrijs (1687)
- Bleiswijk (1689)

## Leiden

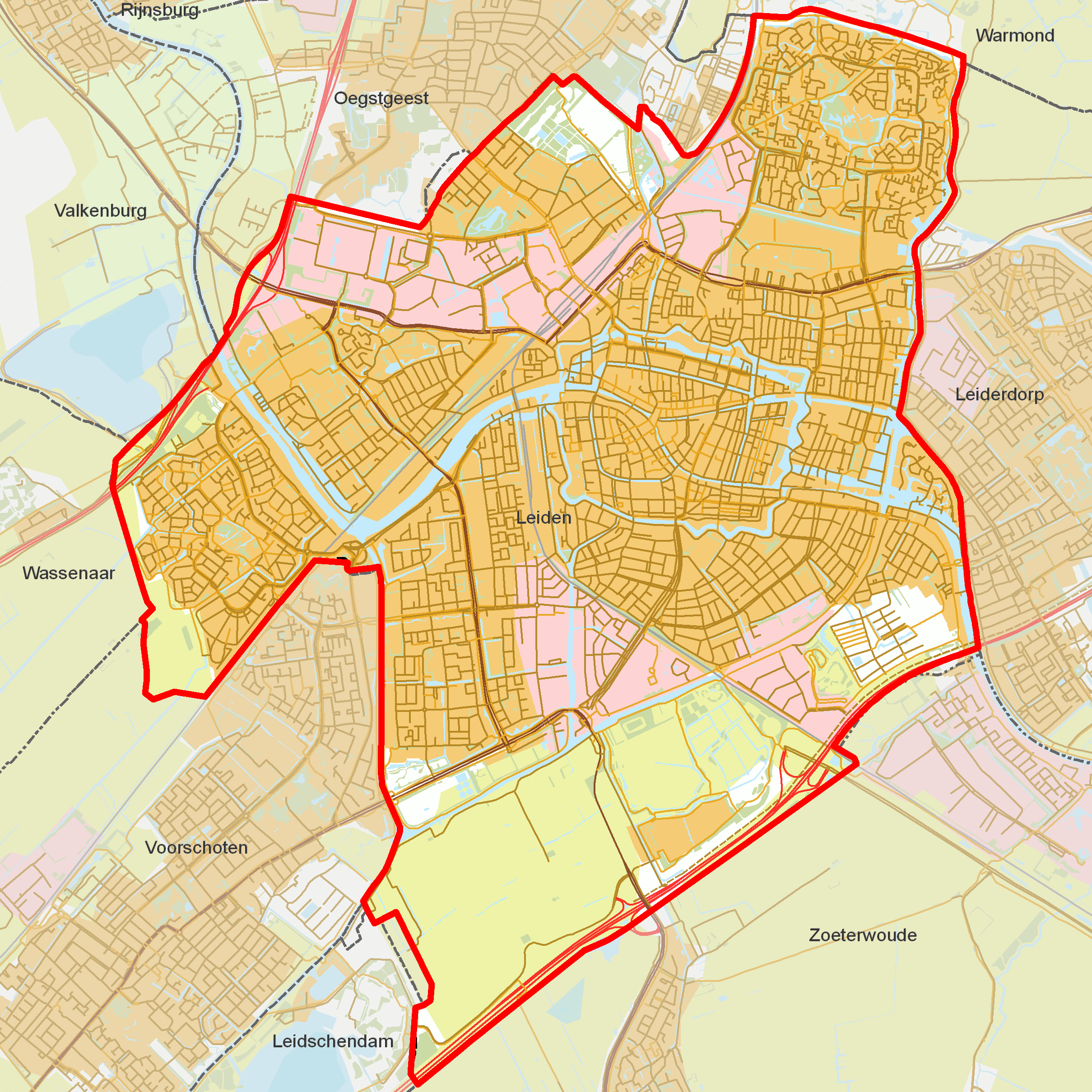
Woonplaatsen in de gemeente Leiden

- Leiden (2088)

## Leiderdorp

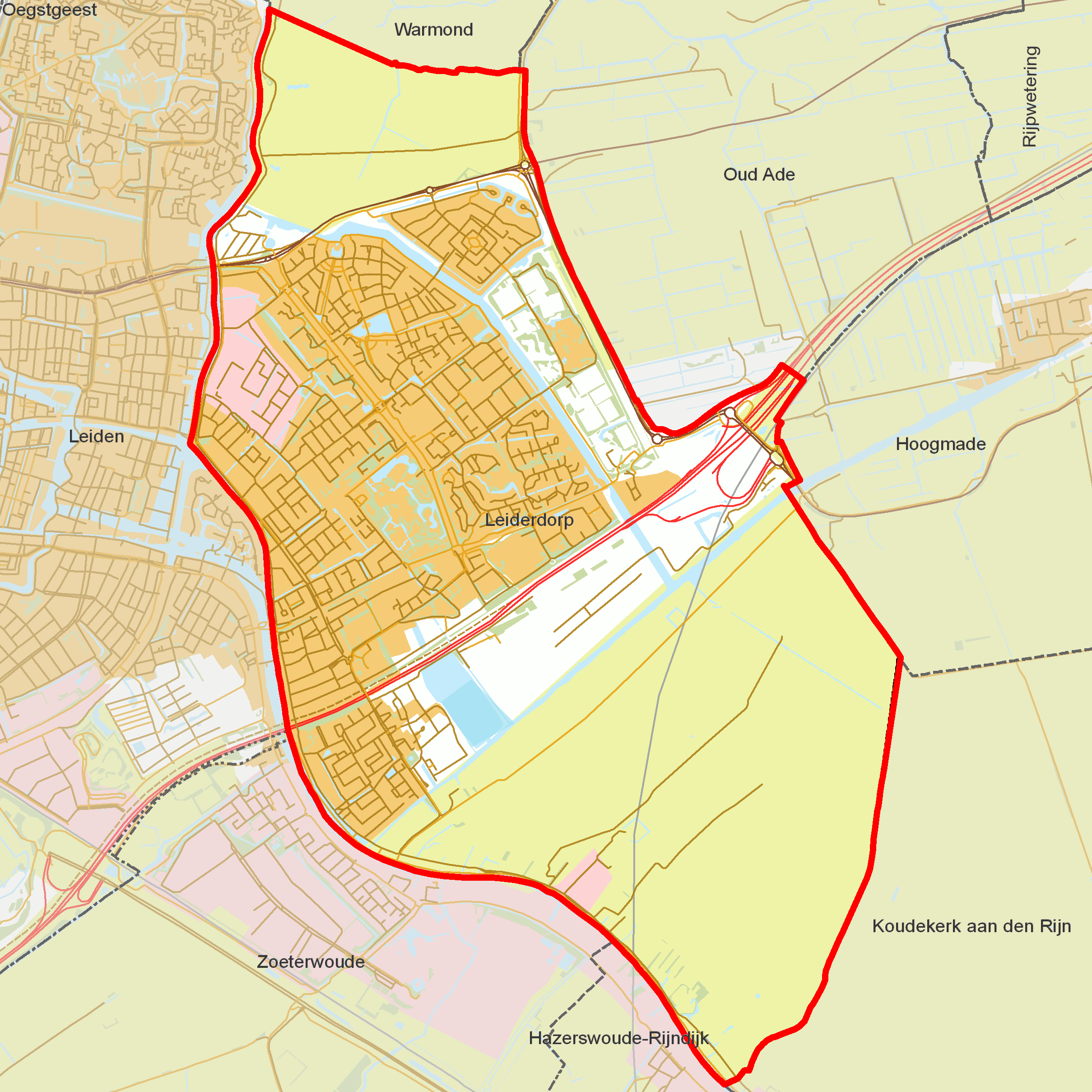
Woonplaatsen in de gemeente Leiderdorp

- Leiderdorp (2112)

## Leidschendam-Voorburg

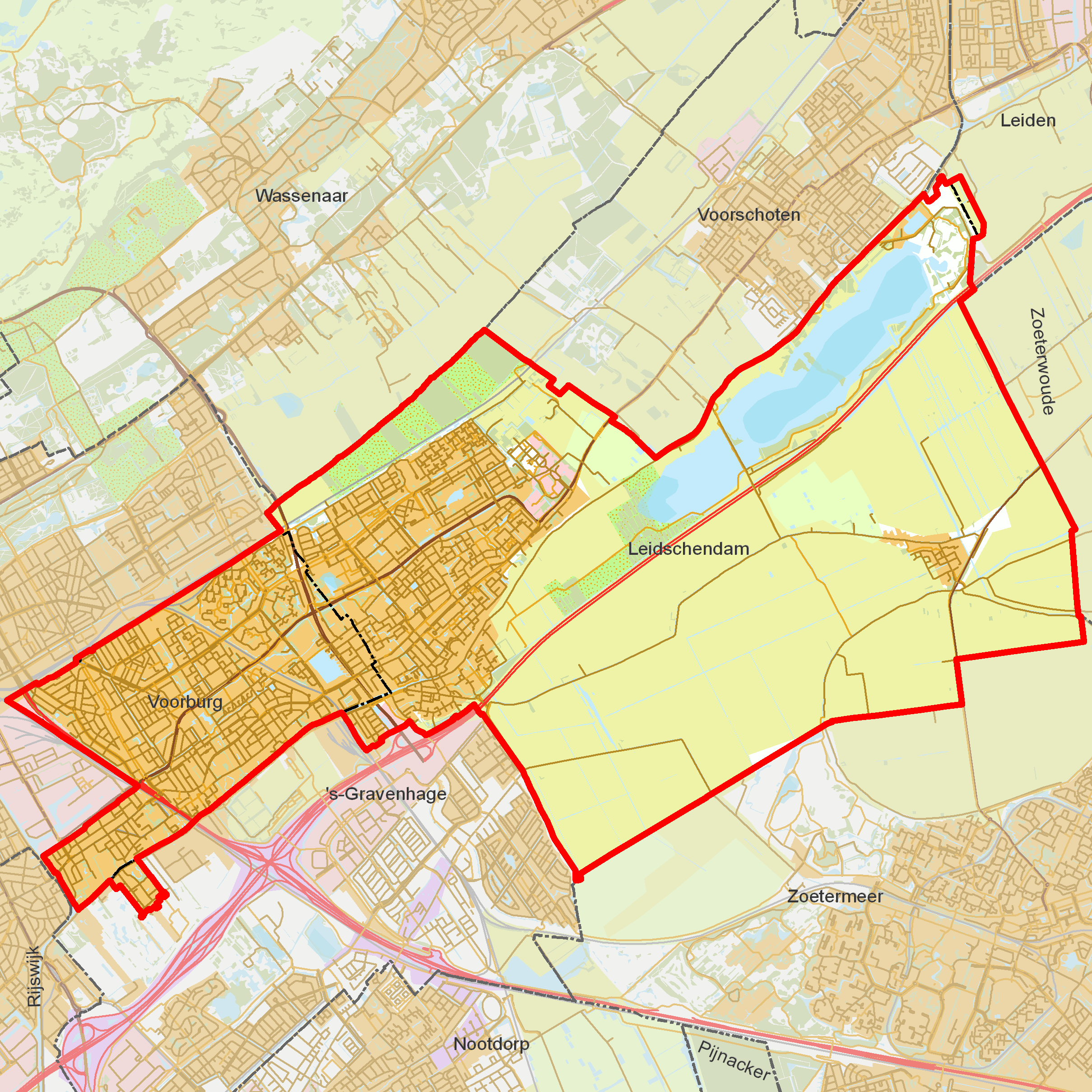
Woonplaatsen in de gemeente Leidschendam-Voorburg

- Leidschendam (1621)
- Voorburg (1622)

## Lisse

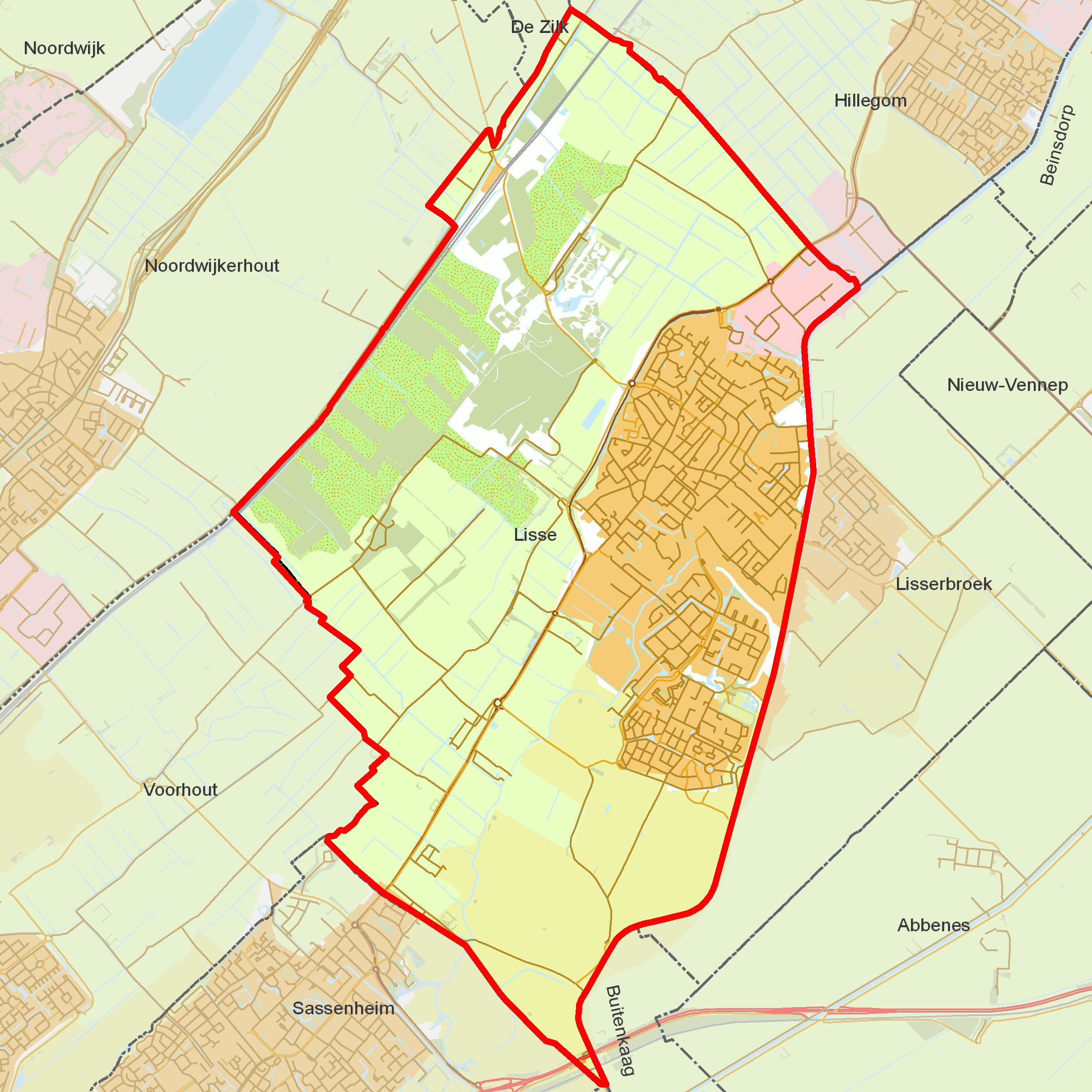
Woonplaatsen in de gemeente Lisse

- Lisse (1466)

## Maassluis

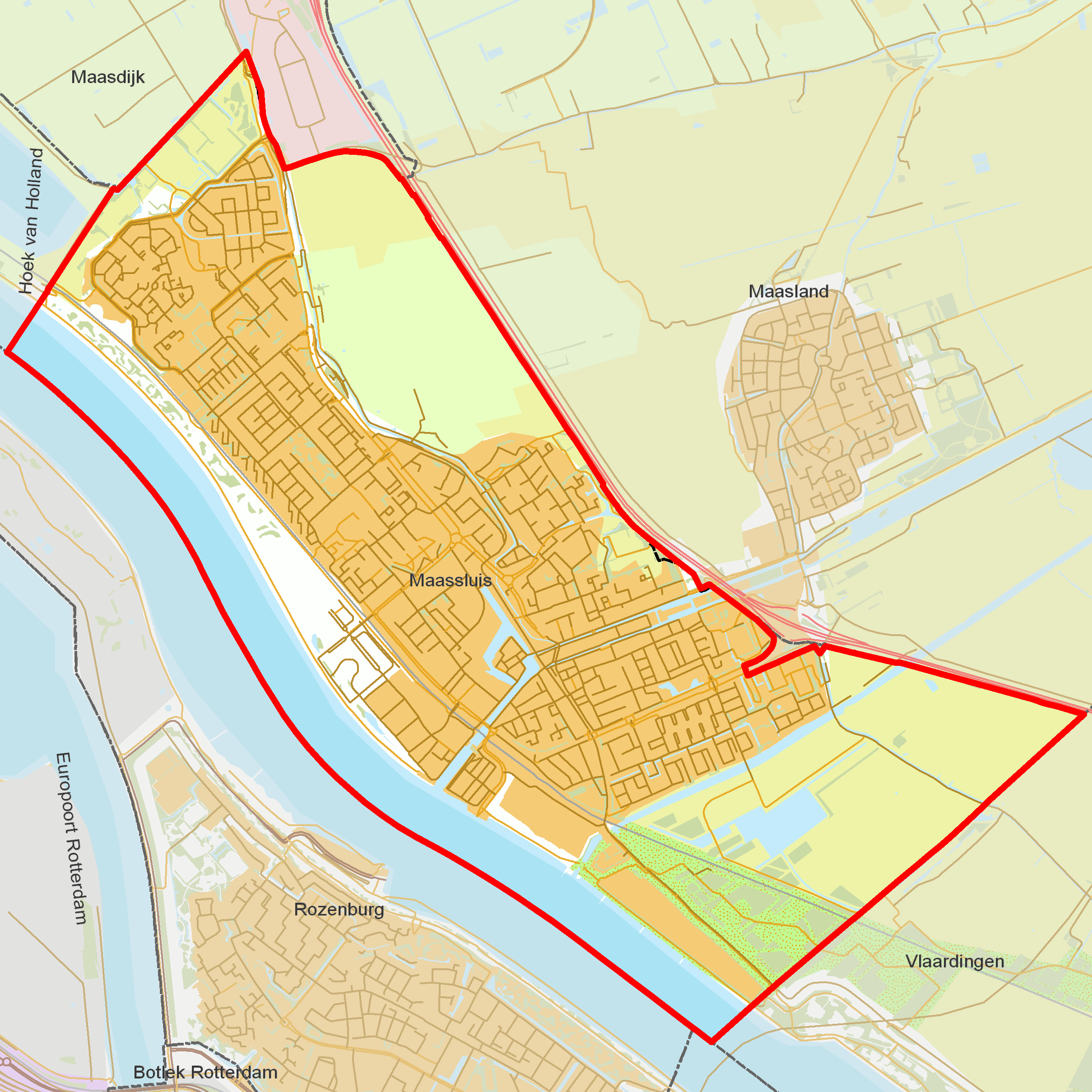
Woonplaatsen in de gemeente Maassluis

- Maassluis (1069)

## Midden-Delfland

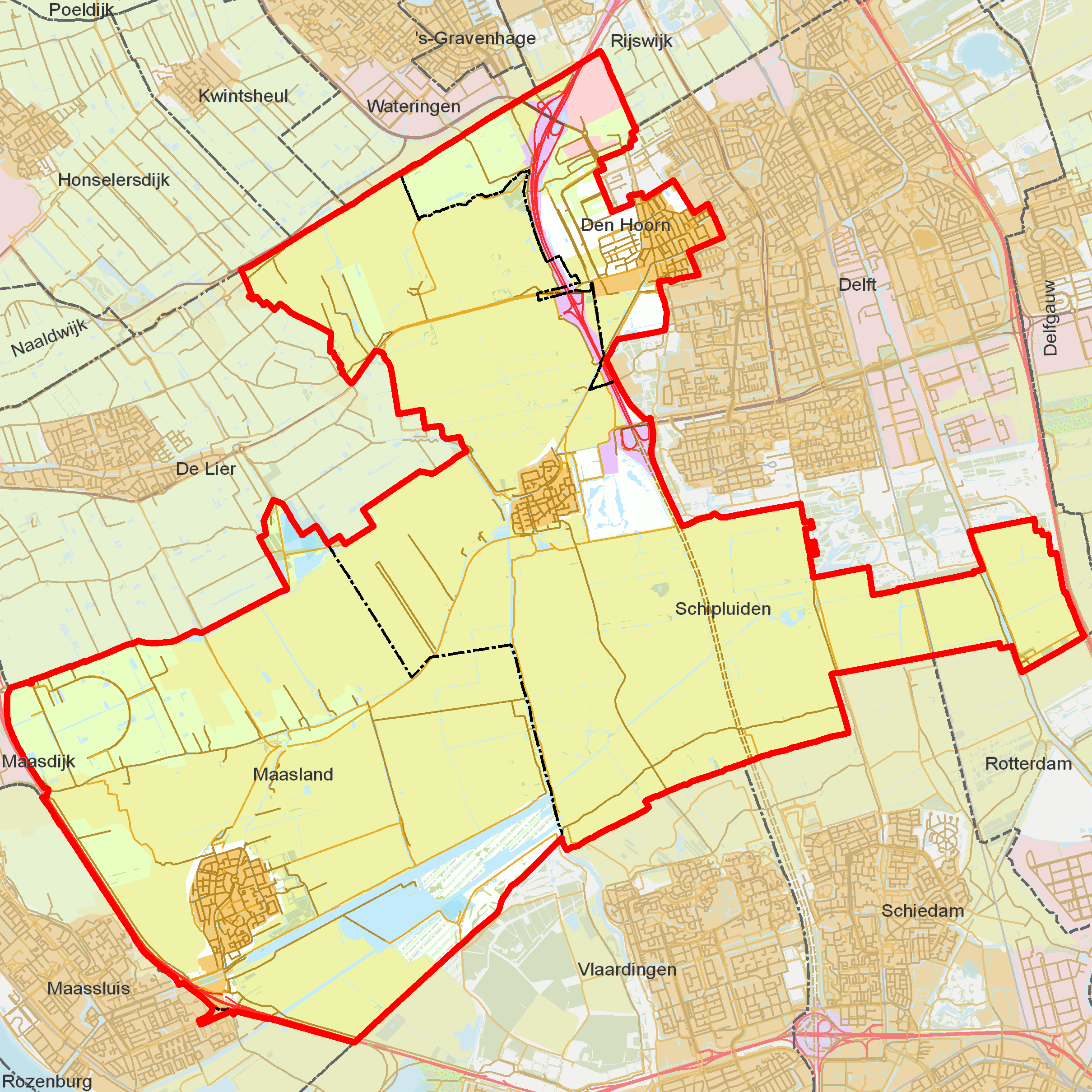
Woonplaatsen in de gemeente Midden-Delfland

- Den Hoorn (2807)
- Maasland (2806)
- Schipluiden (2805)

## Molenwaard

### Graafstroom

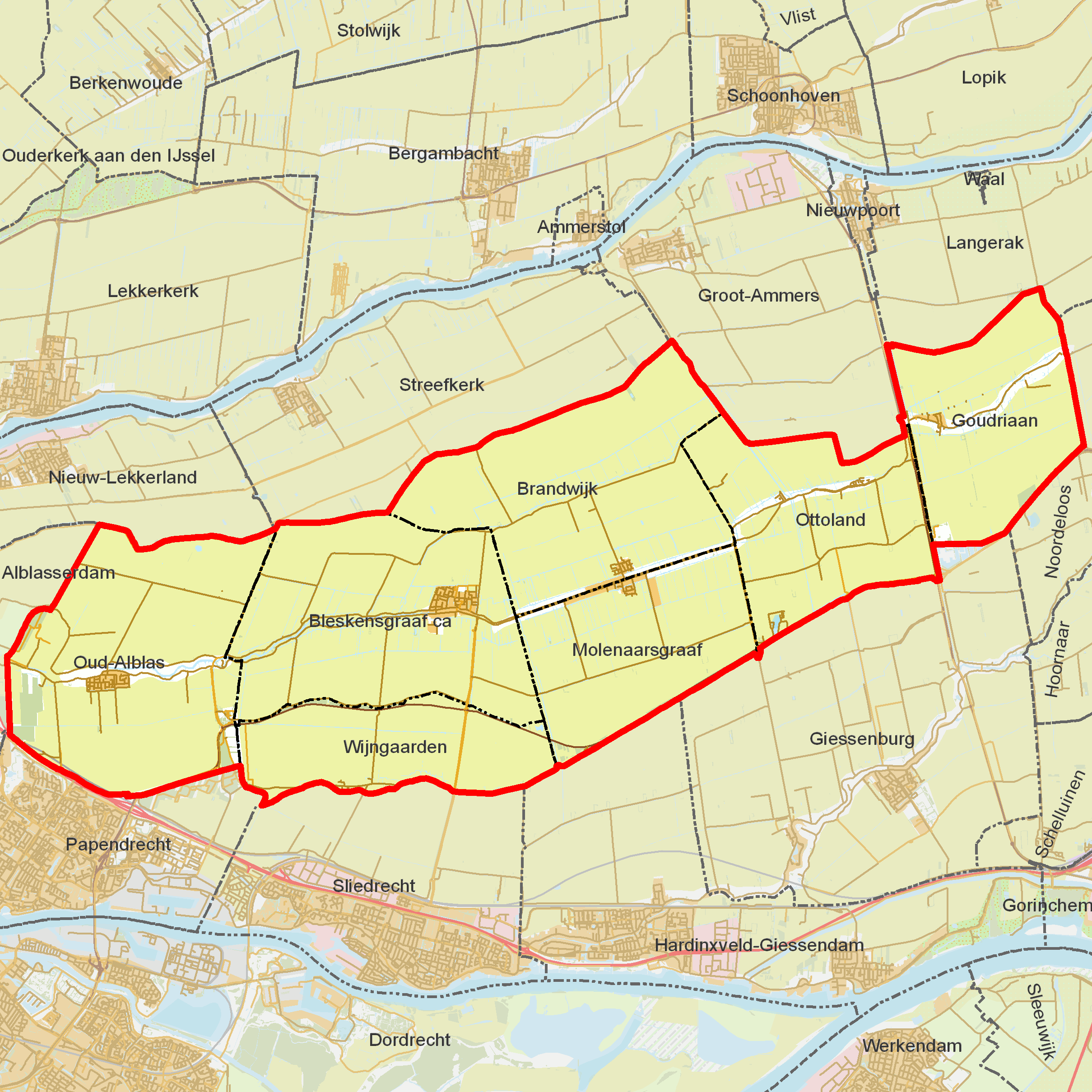
Woonplaatsen in de voormalige gemeente Graafstroom

- Bleskensgraaf (1980)
- Brandwijk (1981)
- Goudriaan (1982)
- Molenaarsgraaf (1983)
- Ottoland (1984)
- Oud-Alblas (1985)
- Wijngaarden (1986)

### Liesveld

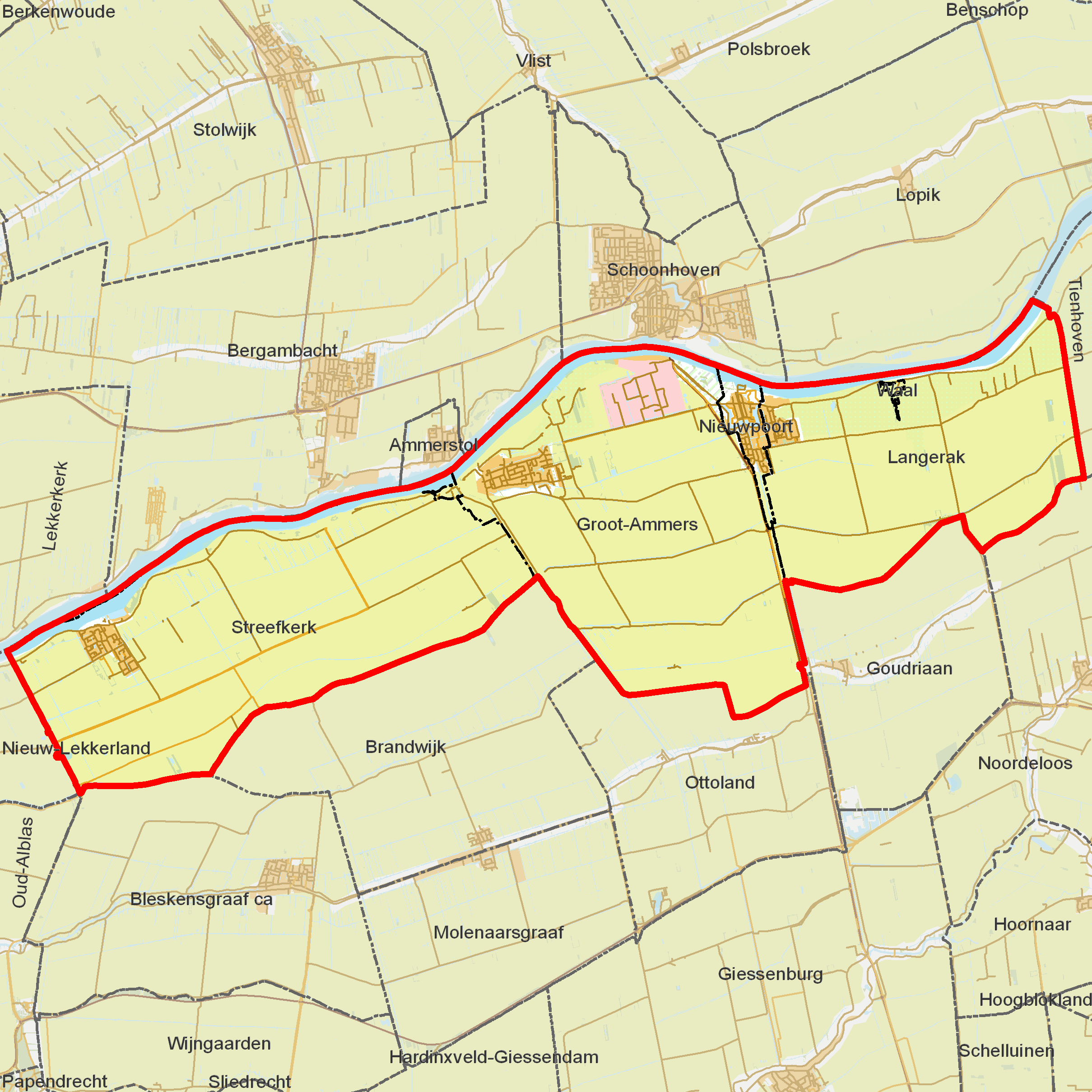
Woonplaatsen in de voormalige gemeente Liesveld

- Groot-Ammers (1806)
- Langerak (1808)
- Nieuwpoort (1807)
- Streefkerk (1805)
- Waal (1809)

### Nieuw-Lekkerland

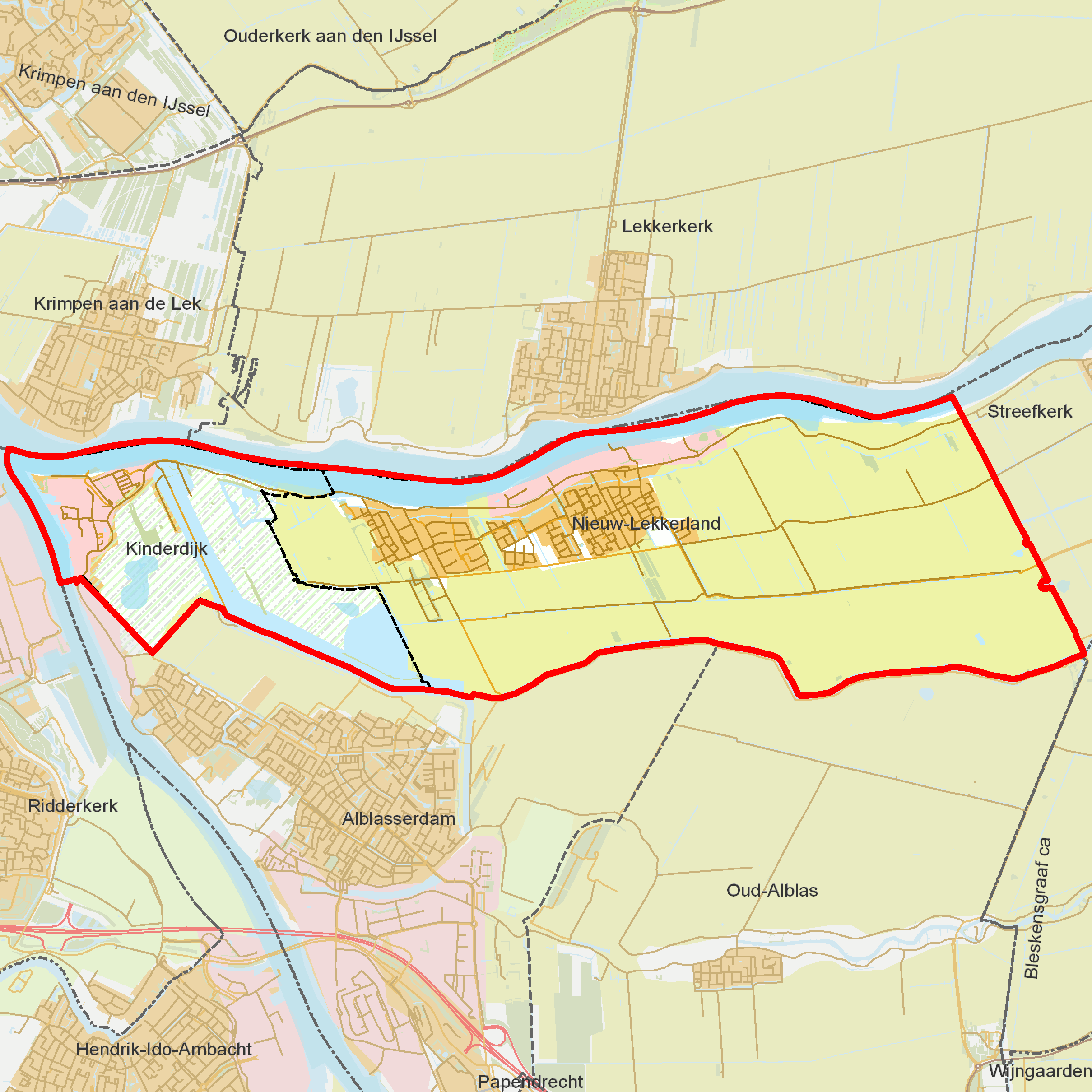
Woonplaatsen in de voormalige gemeente Nieuw-Lekkerland

- Kinderdijk (2794)
- Nieuw-Lekkerland (2795)

## Nederlek

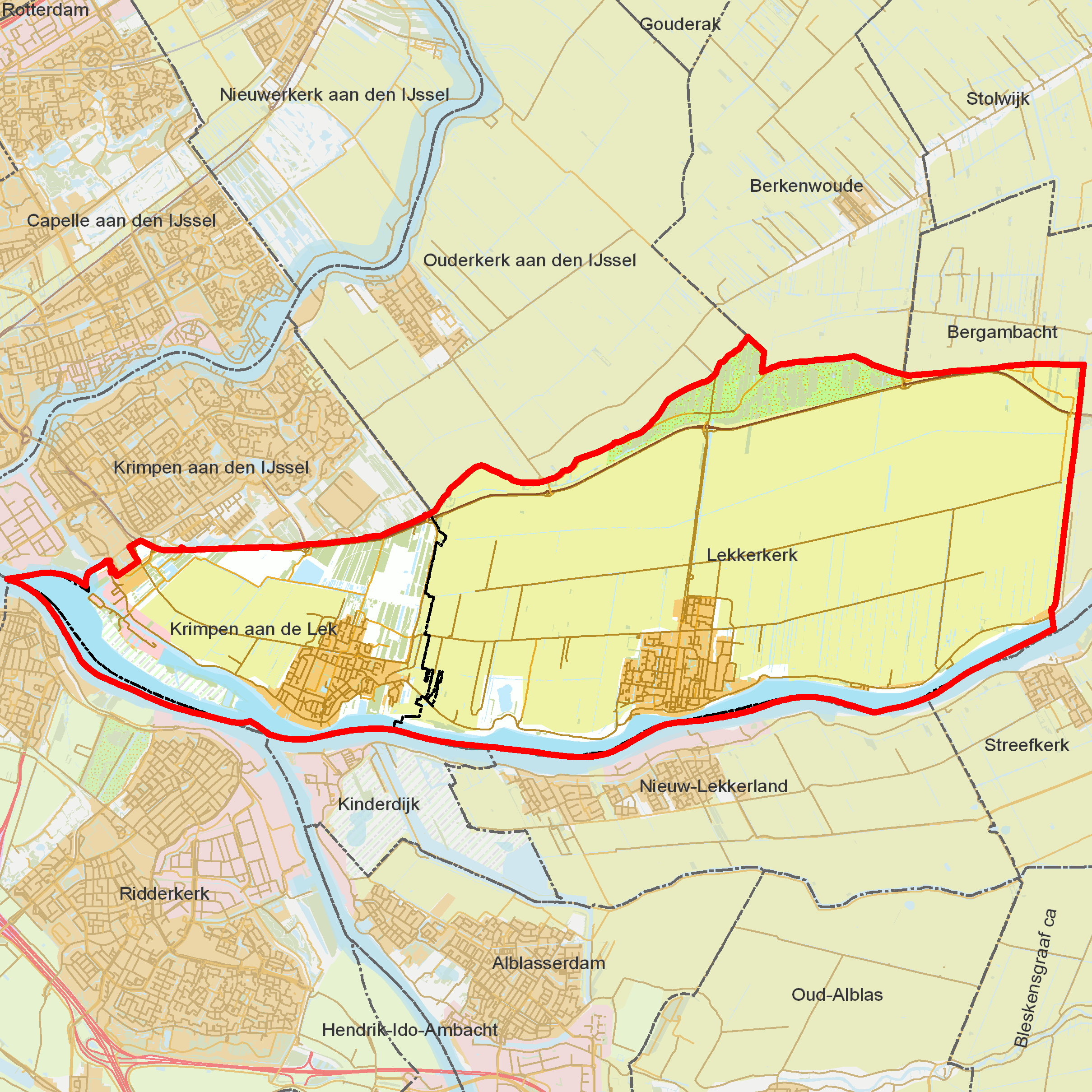
Woonplaatsen in de gemeente Nederlek

- Krimpen aan de Lek (2375)
- Lekkerkerk (2376)

## Nieuwkoop

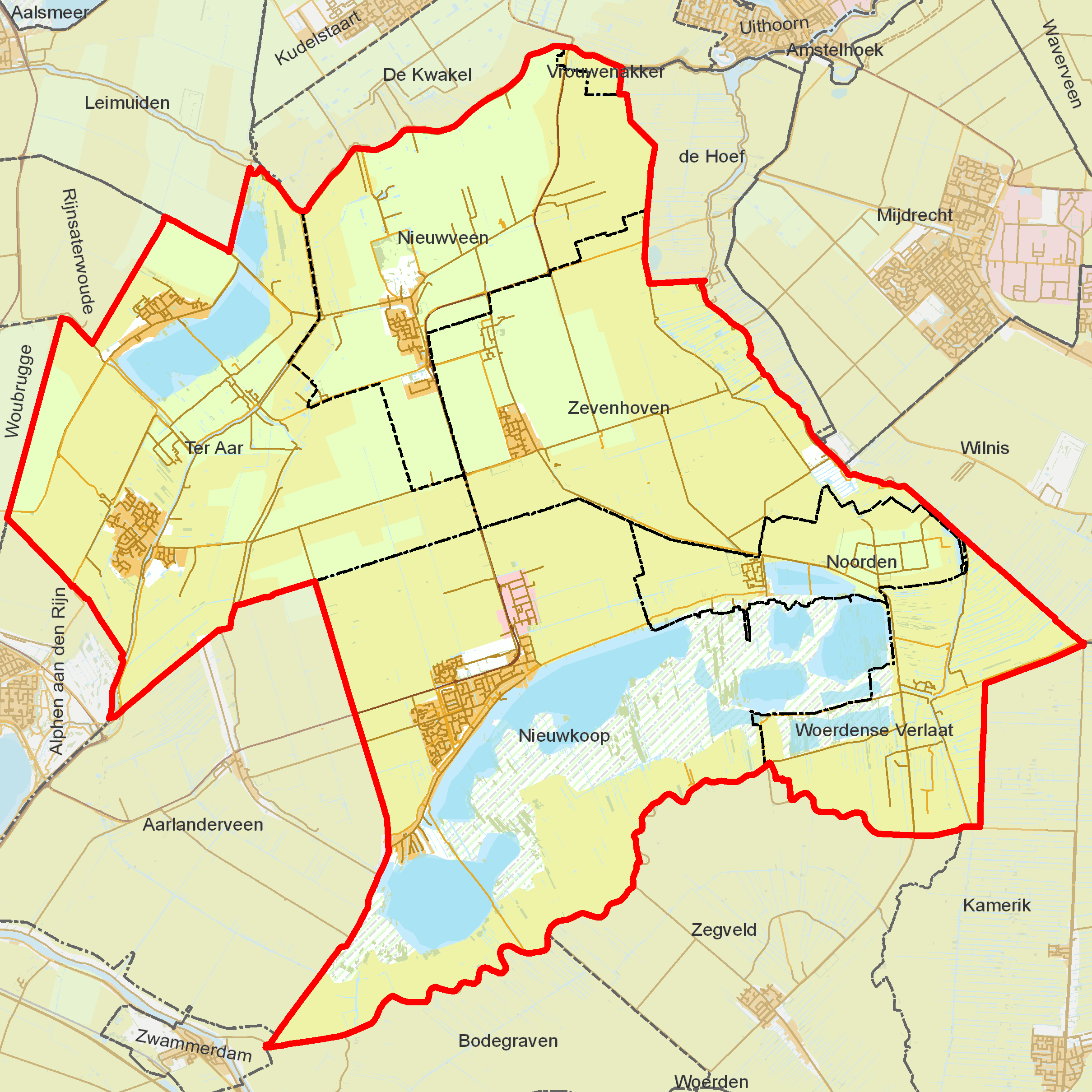
Woonplaatsen in de gemeente Nieuwkoop

- Nieuwkoop (2667)
- Nieuwveen (2670)
- Noorden (2668)
- Ter Aar (2673)
- Vrouwenakker (2672)
- Woerdense Verlaat (2669)
- Zevenhoven (2671)

## Noordwijk

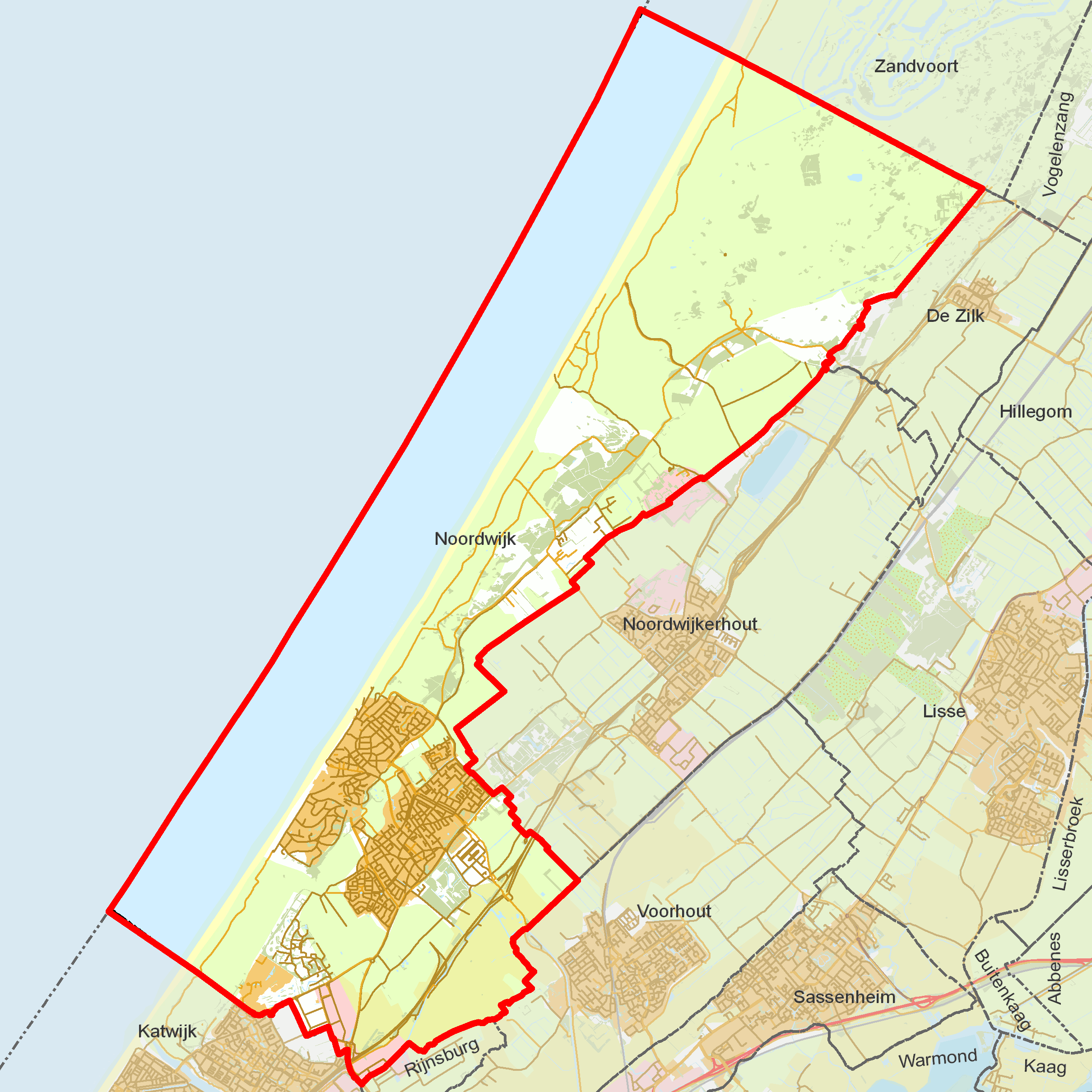
Woonplaatsen in de gemeente Noordwijk

- Noordwijk (2061)

## Noordwijkerhout

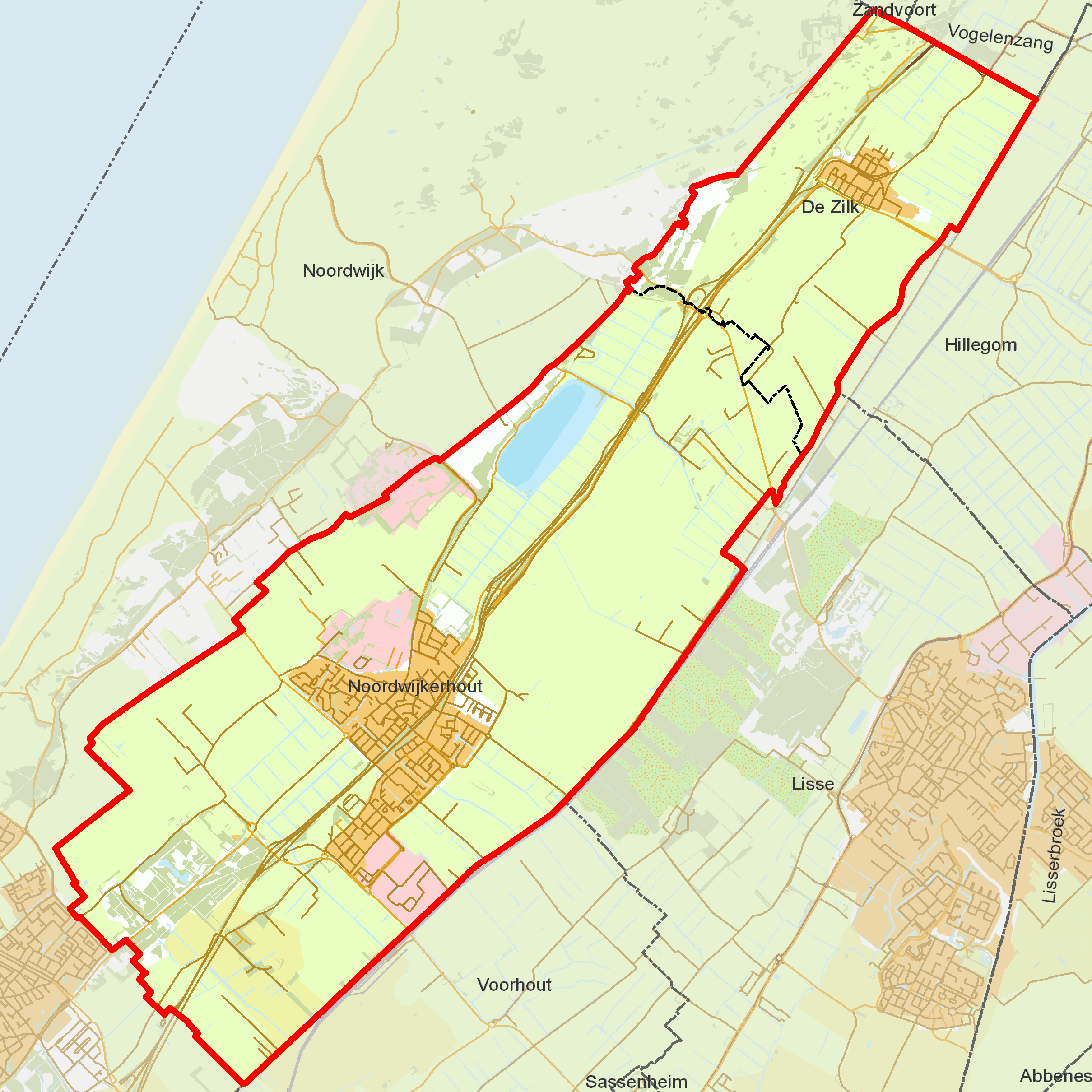
Woonplaatsen in de gemeente Noordwijkerhout

- De Zilk (1928)
- Noordwijkerhout (1927)

## Oegstgeest

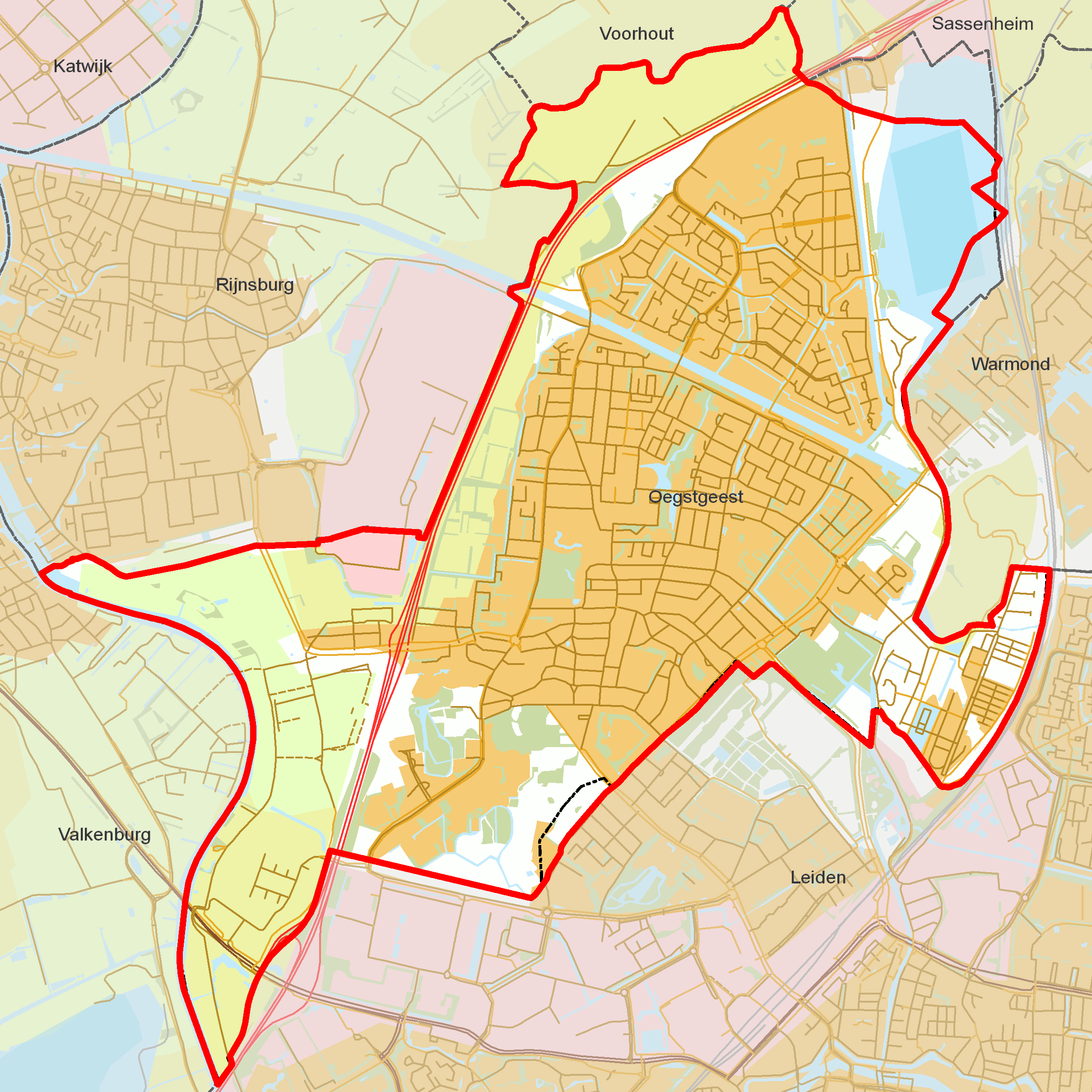
Woonplaatsen in de gemeente Oegstgeest

- Oegstgeest (2744)

## Oud-Beijerland

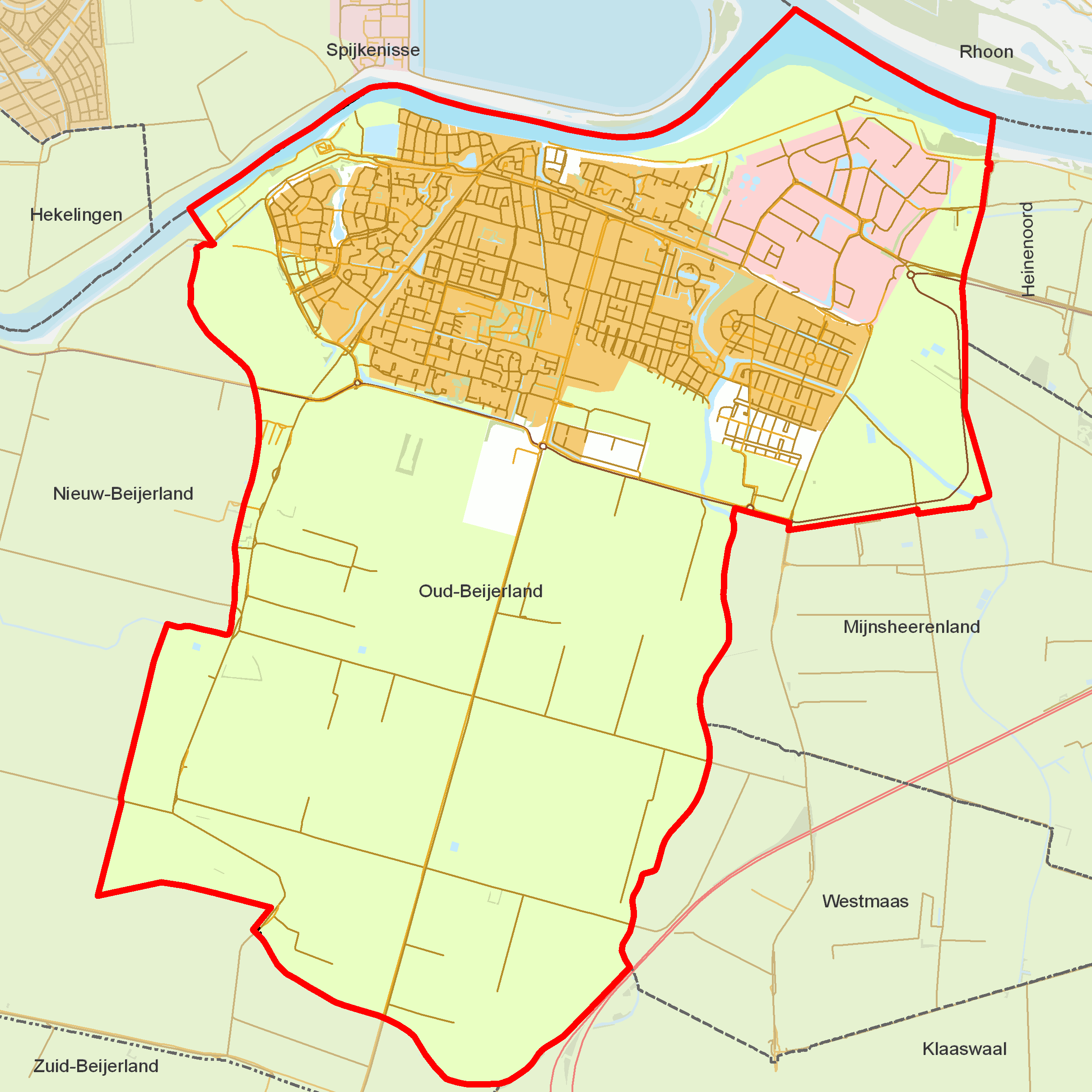
Woonplaatsen in de gemeente Oud-Beijerland

- Oud-Beijerland (2793)

## Ouderkerk

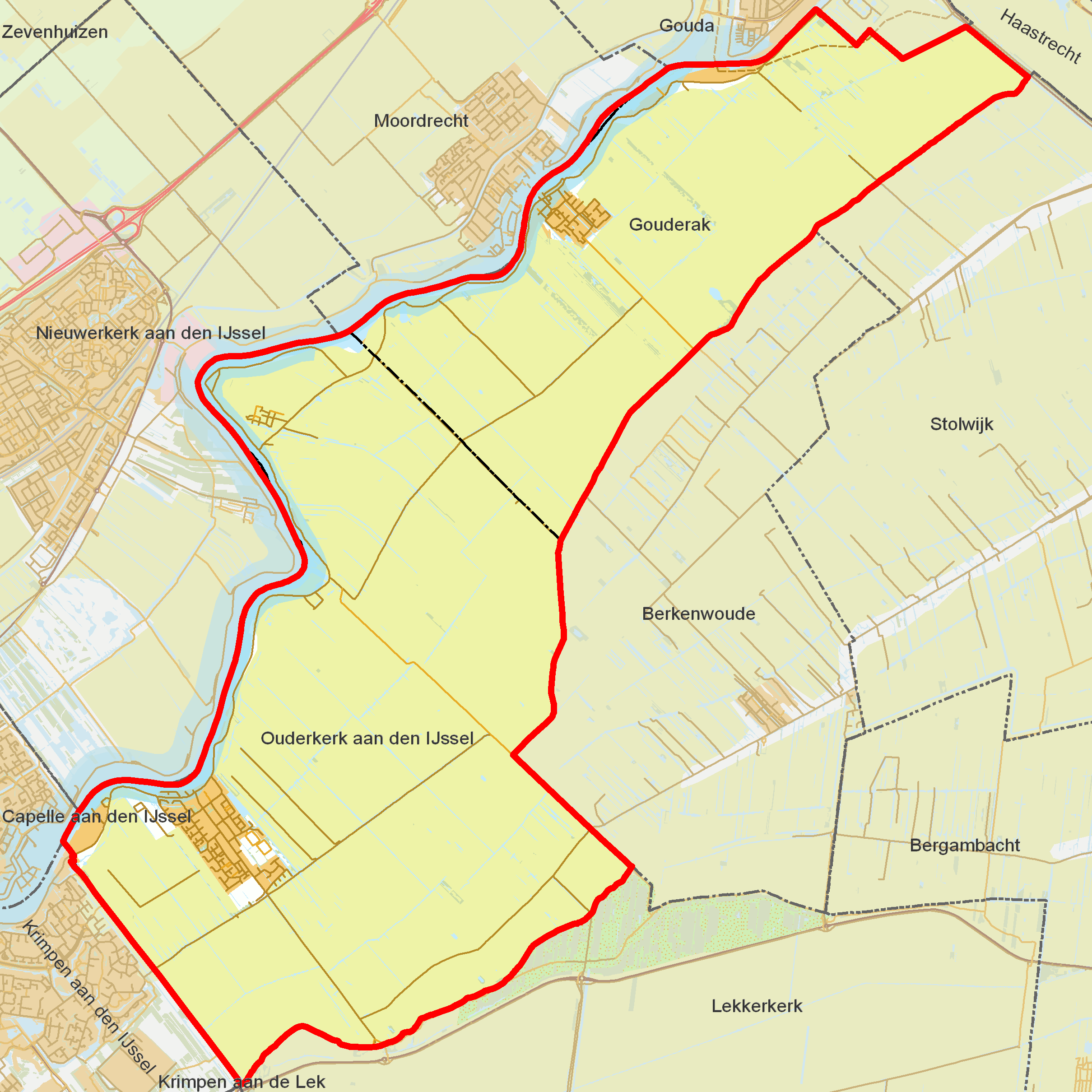
Woonplaatsen in de gemeente Ouderkerk

- Gouderak (2374)
- Ouderkerk aan den IJssel (2373)

## Papendrecht

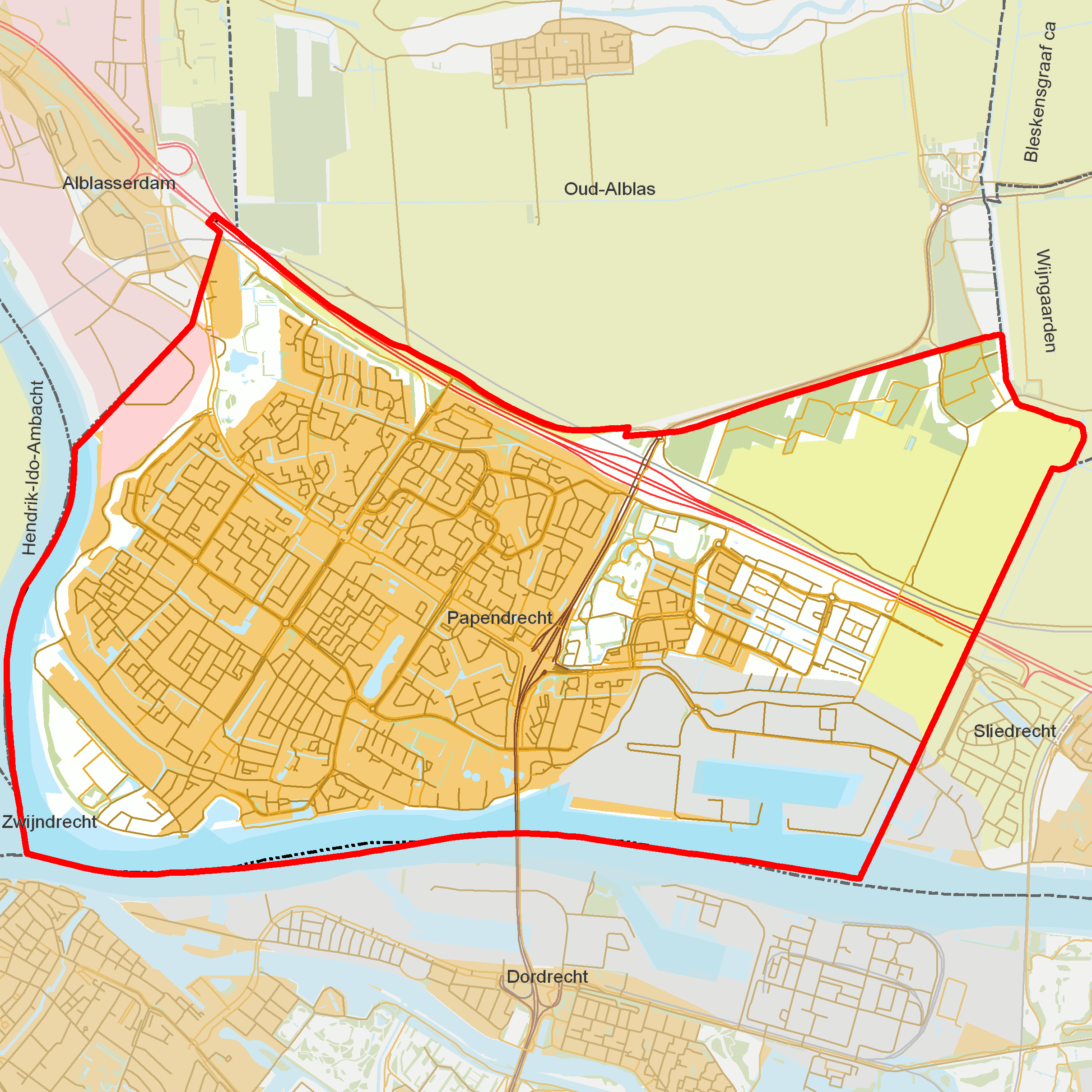
Woonplaatsen in de gemeente Papendrecht

- Papendrecht (1477)

## Pijnacker-Nootdorp

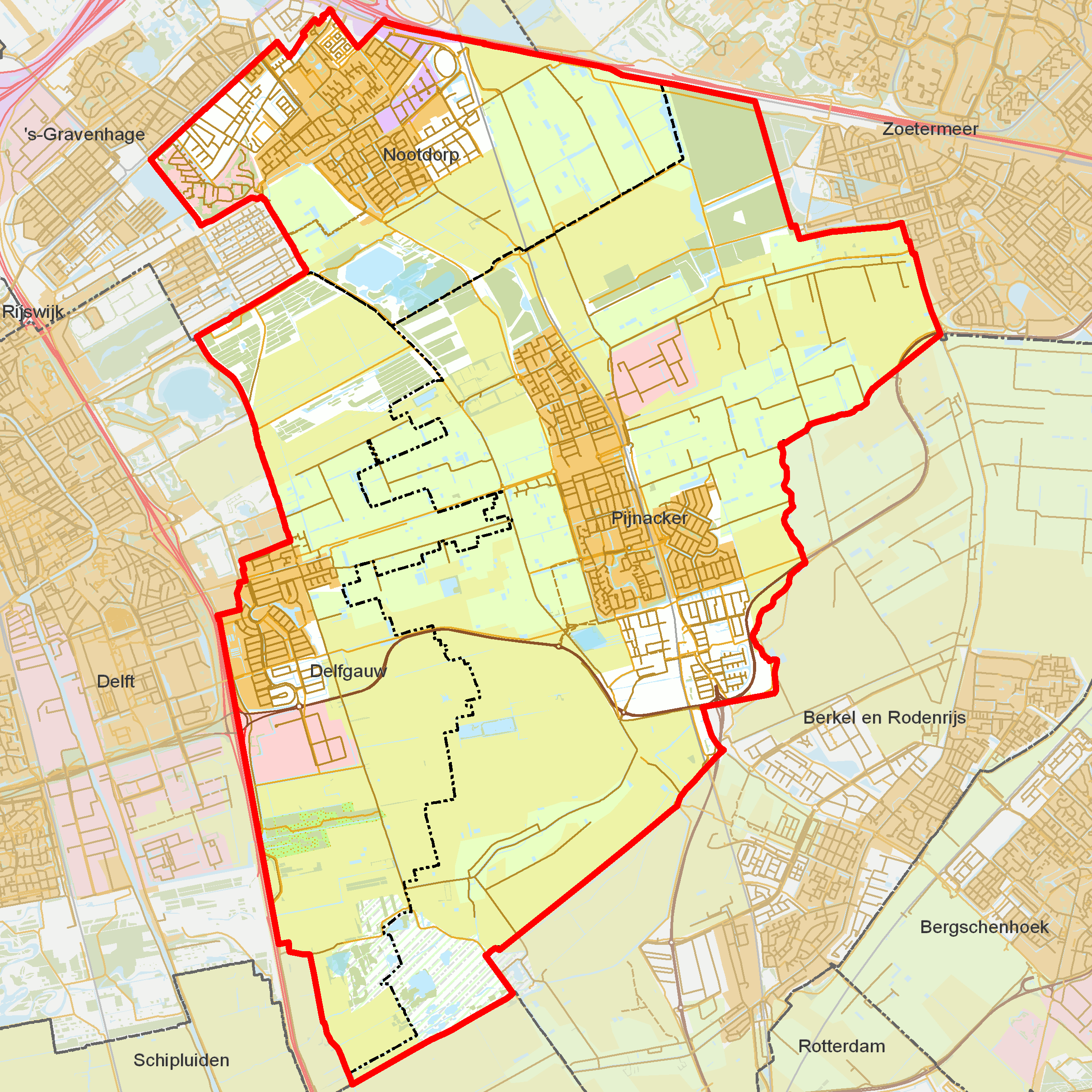
Woonplaatsen in de gemeente Pijnacker-Nootdorp

- Delfgauw (1143)
- Nootdorp (1142)
- Pijnacker (1141)

## Ridderkerk

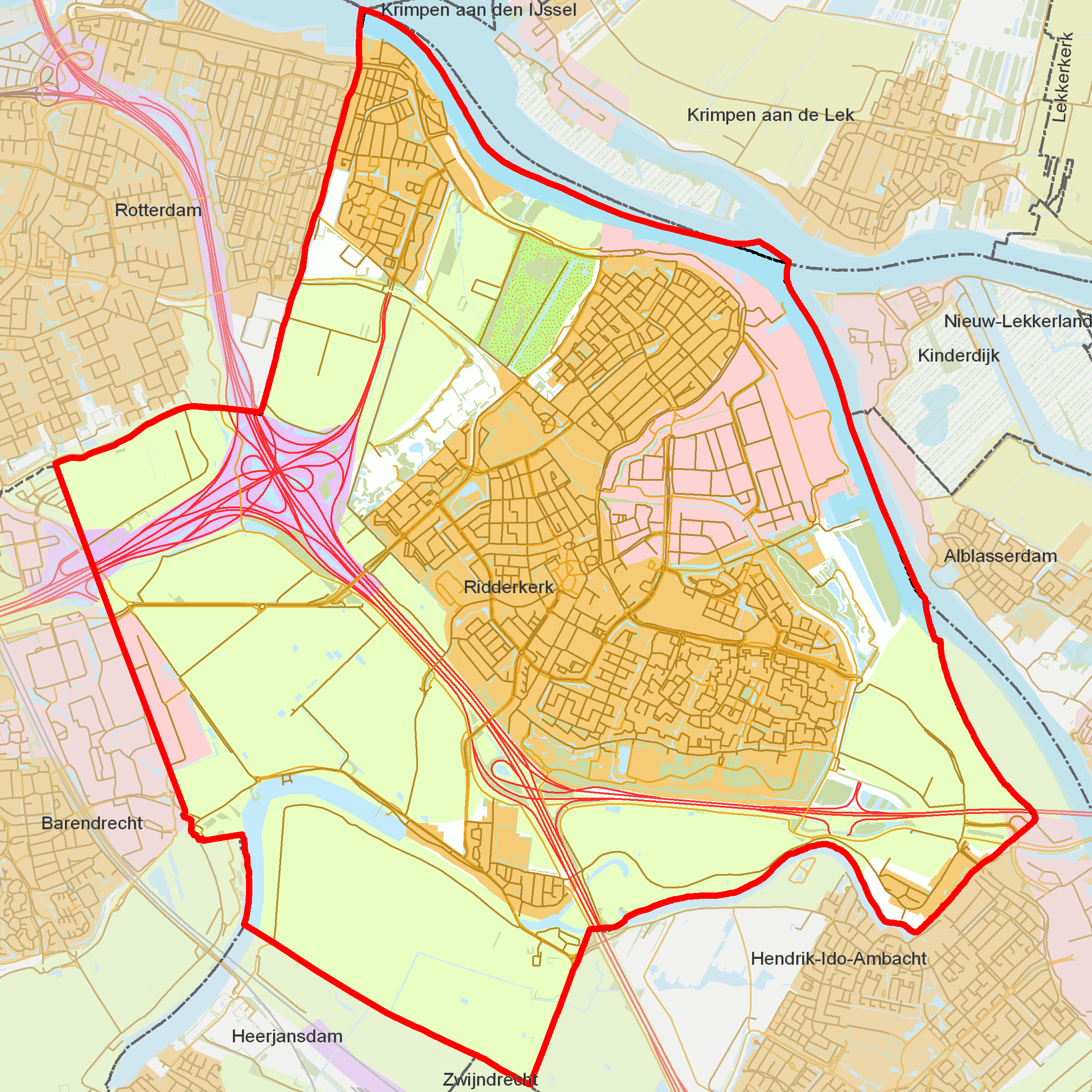
Woonplaatsen in de gemeente Ridderkerk

- Ridderkerk (2562)

## Rijnwoude

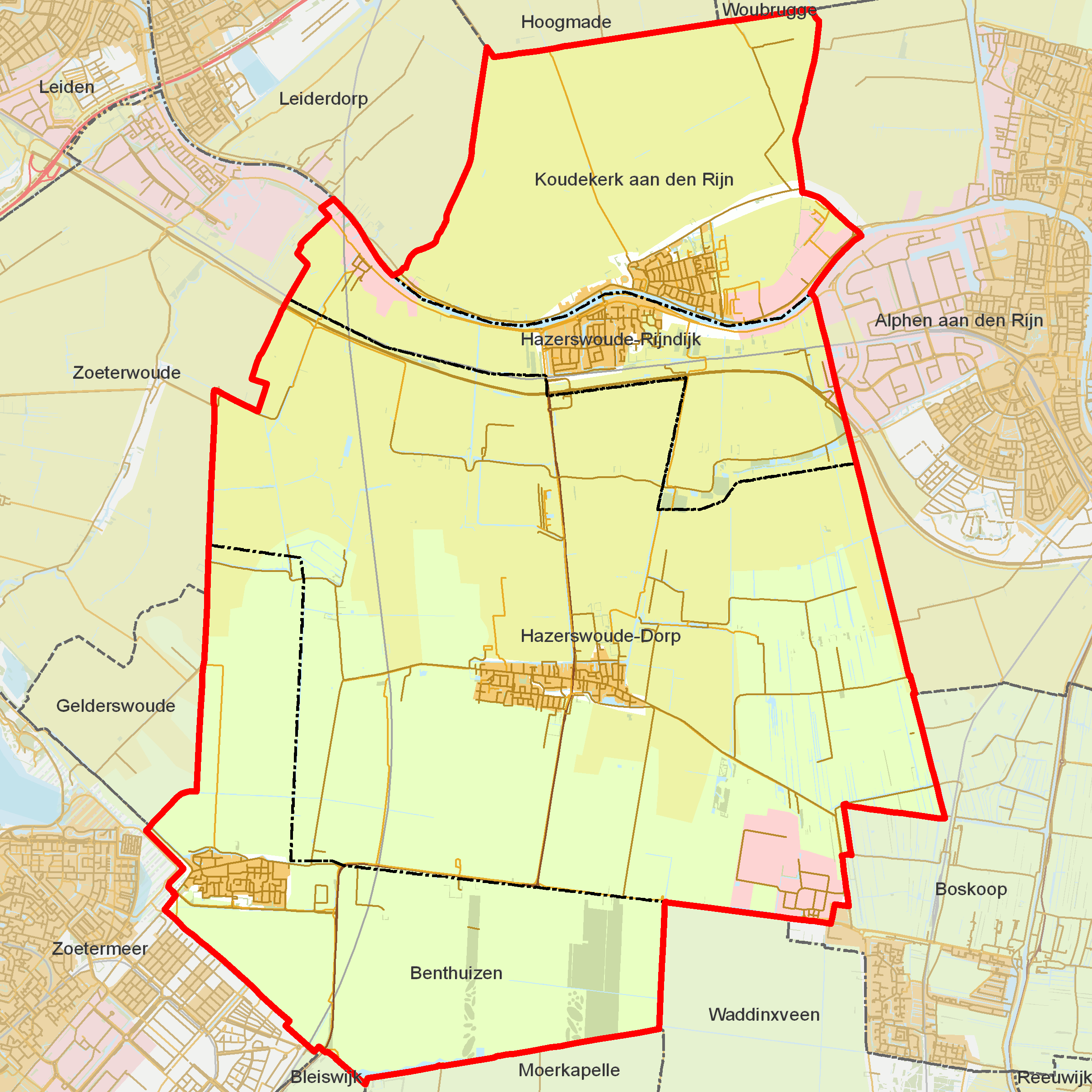
Woonplaatsen in de gemeente Rijnwoude

- Benthuizen (2853)
- Hazerswoude-Dorp (2852)
- Hazerswoude-Rijndijk (2851)
- Koudekerk aan den Rijn (2850)

## Rijswijk

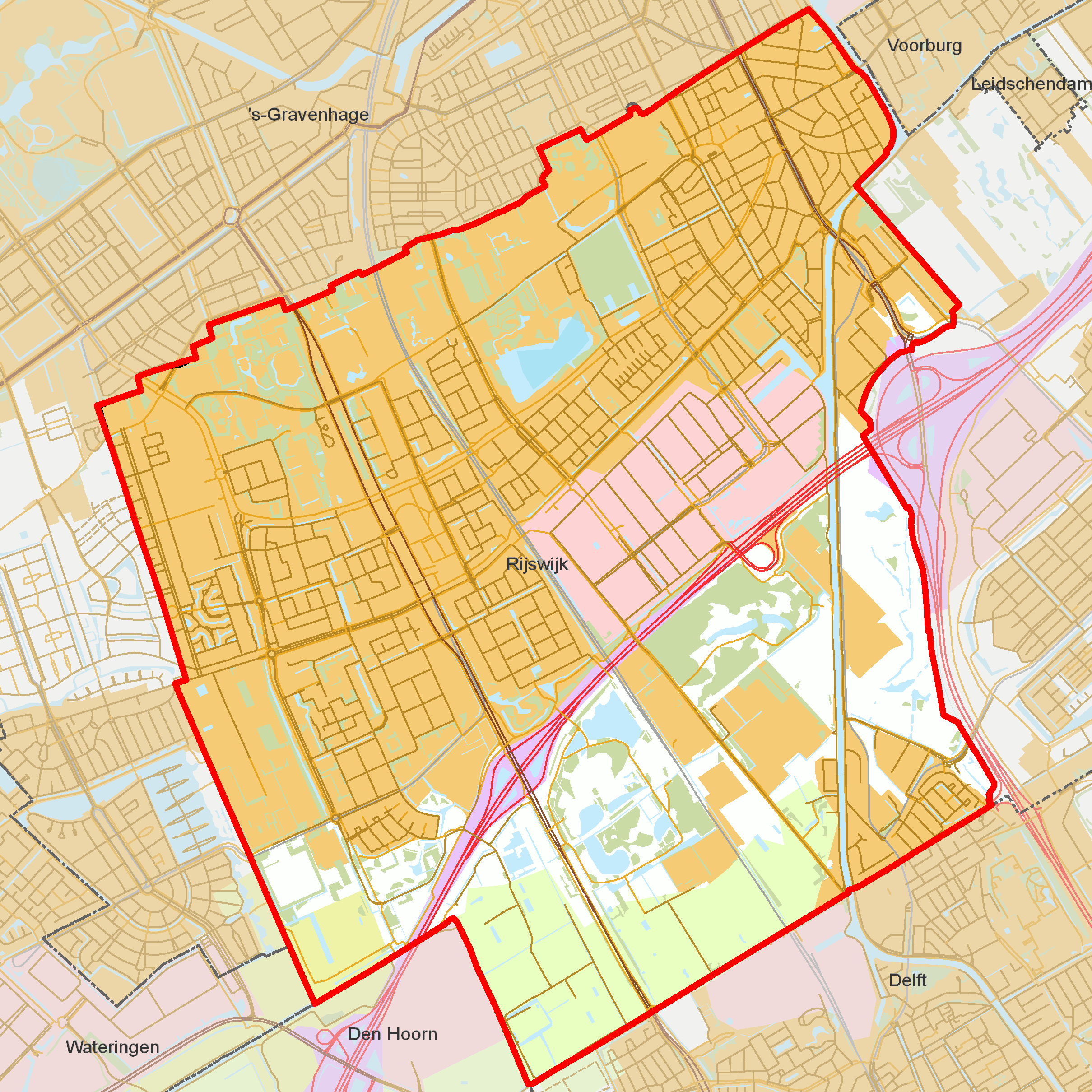
Woonplaatsen in de gemeente Rijswijk

- Rijswijk (2459)

## Rotterdam

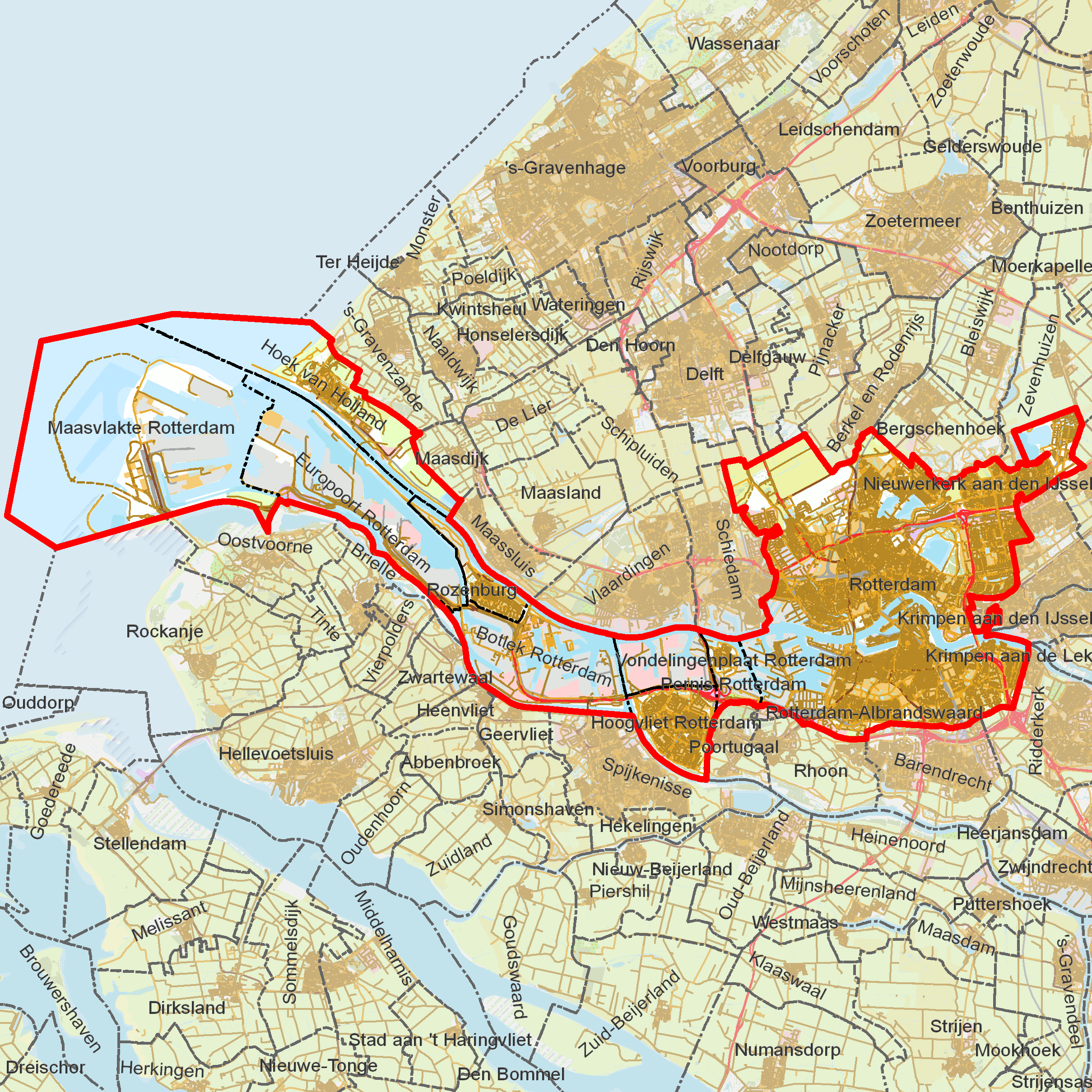
Woonplaatsen in de gemeente Rotterdam

- Botlek Rotterdam (3080)
- Europoort Rotterdam (3081)
- Hoek van Holland (3082)
- Hoogvliet Rotterdam (3083)
- Maasvlakte Rotterdam (3084)
- Pernis Rotterdam (3085)
- Rotterdam (3086)
- Rozenburg (2437)
- Vondelingenplaat Rotterdam (3087)

## Schiedam

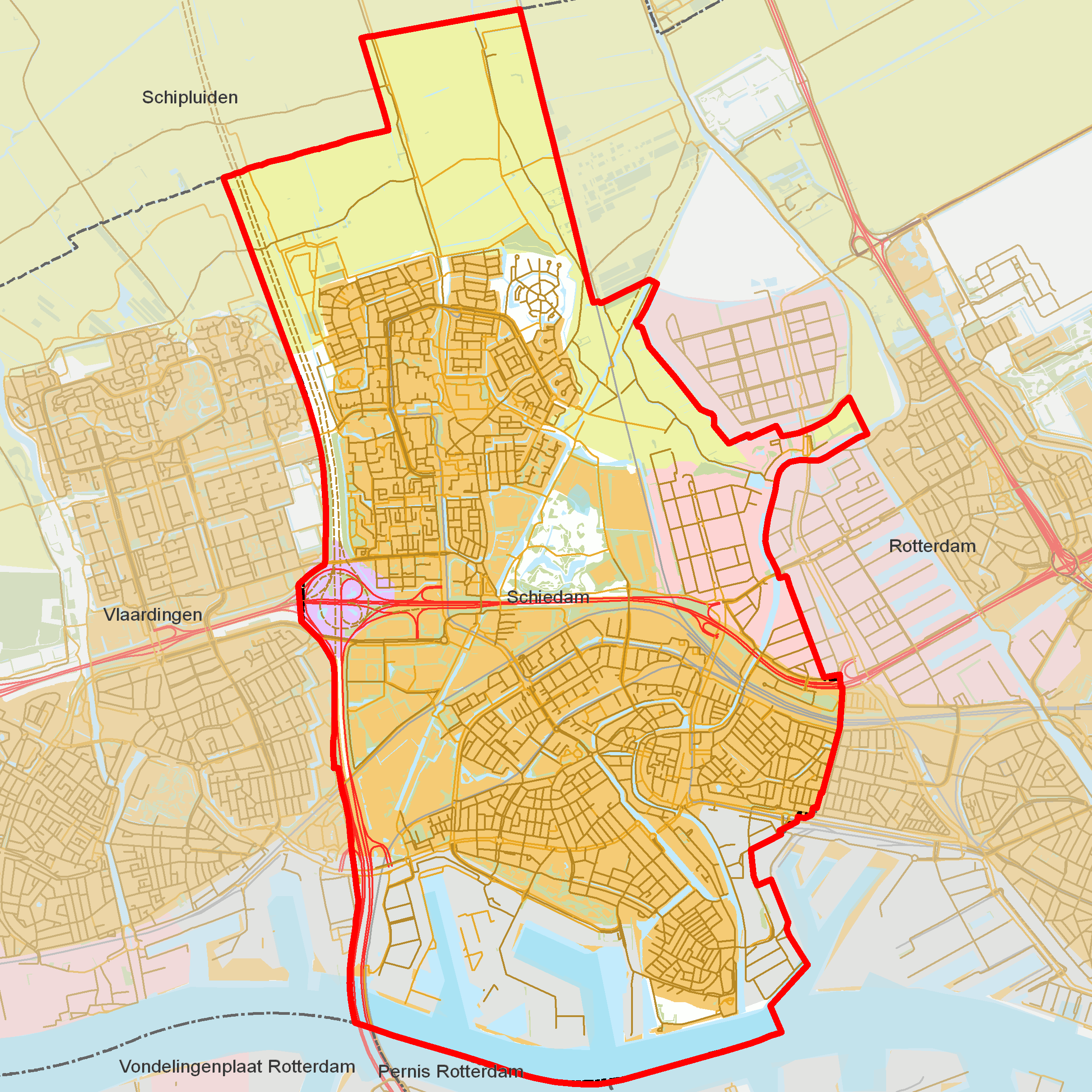
Woonplaatsen in de gemeente Schiedam

- Schiedam (1935)

## Schoonhoven

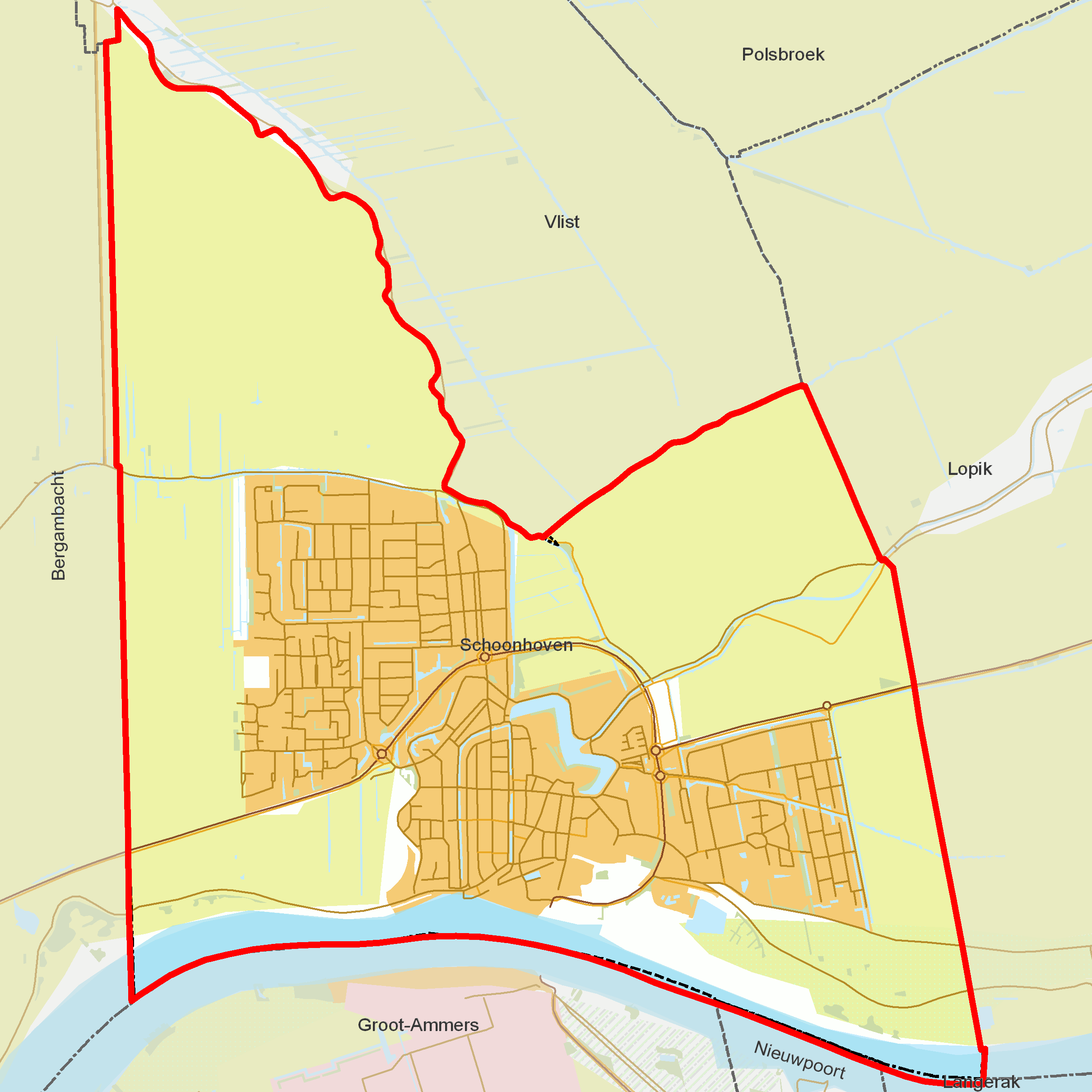
Woonplaatsen in de gemeente Schoonhoven

- Schoonhoven (2390)

## Sliedrecht

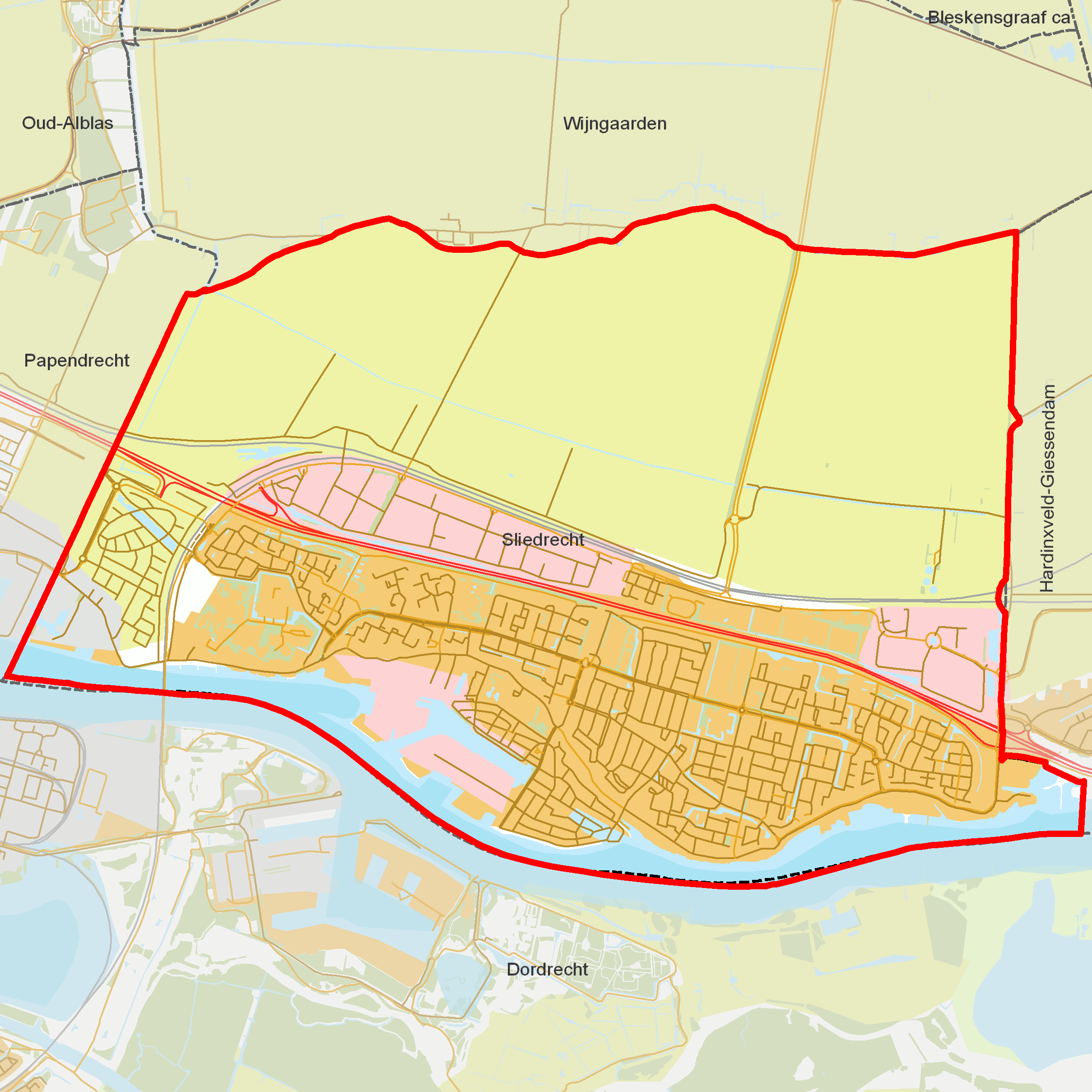
Woonplaatsen in de gemeente Sliedrecht

- Sliedrecht (2438)

## Spijkenisse

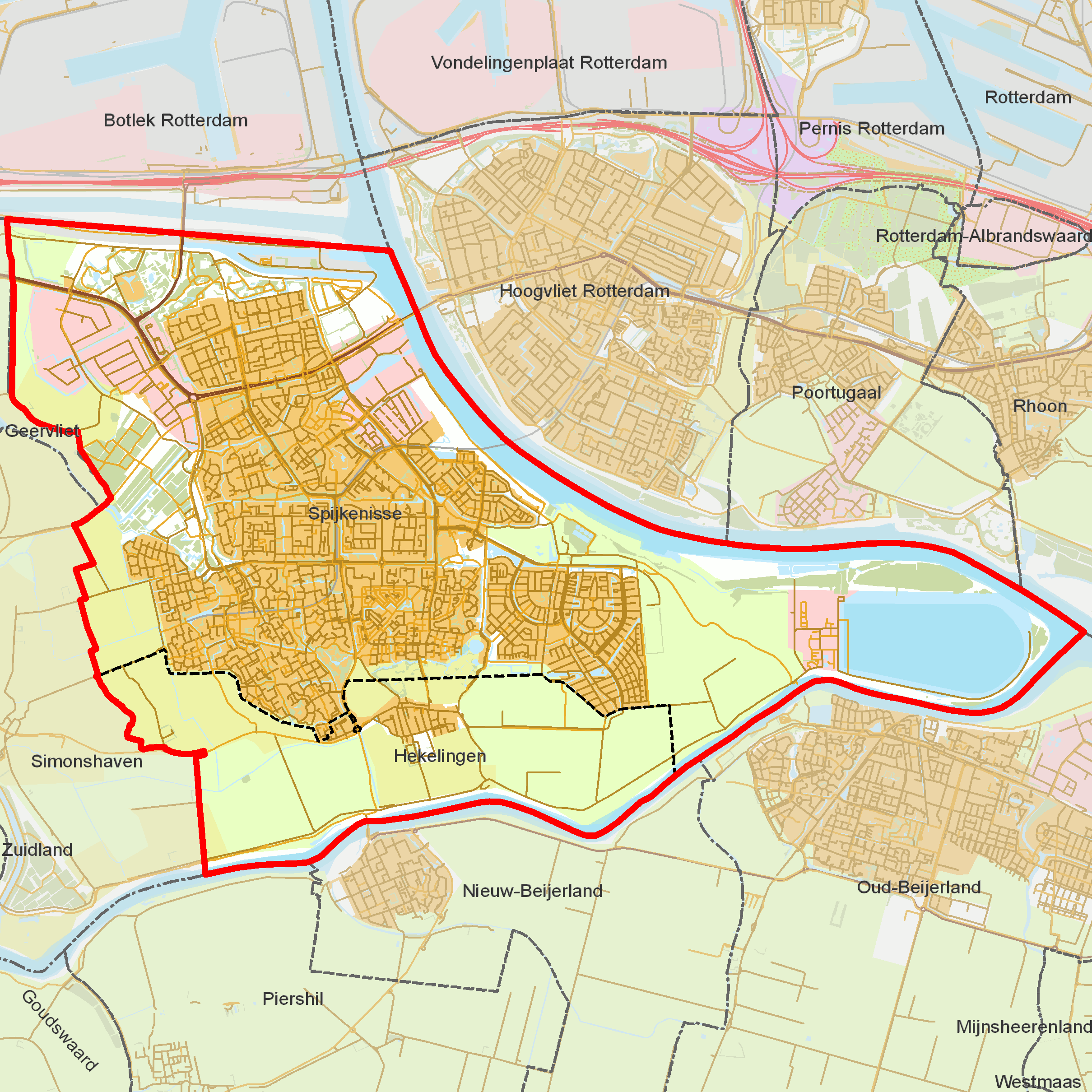
Woonplaatsen in de gemeente Spijkenisse

- Hekelingen (3033)
- Spijkenisse (3032)

## Strijen

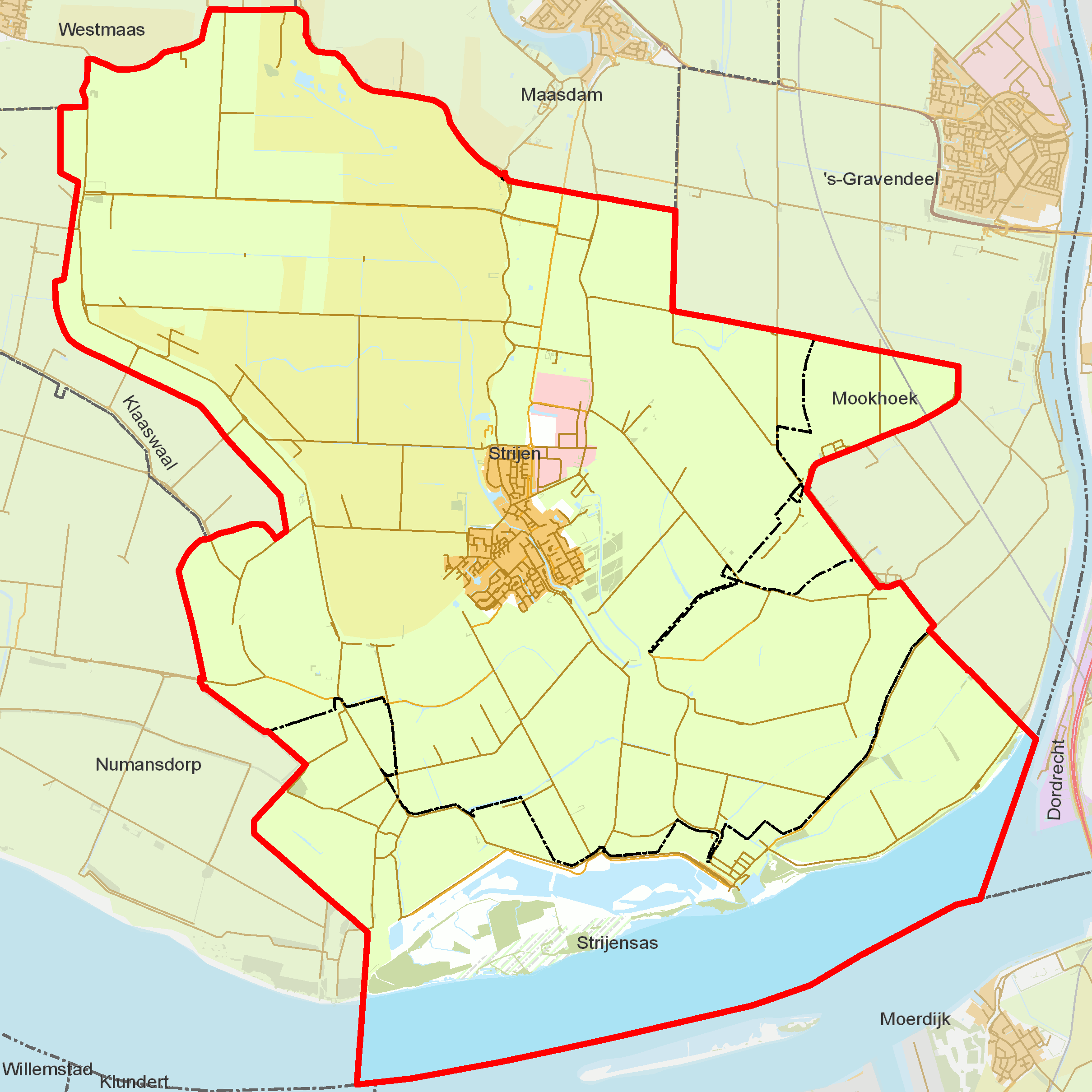
Woonplaatsen in de gemeente Strijen

- Mookhoek (2796)
- Strijen (2797)
- Strijensas (2798)

## Teylingen

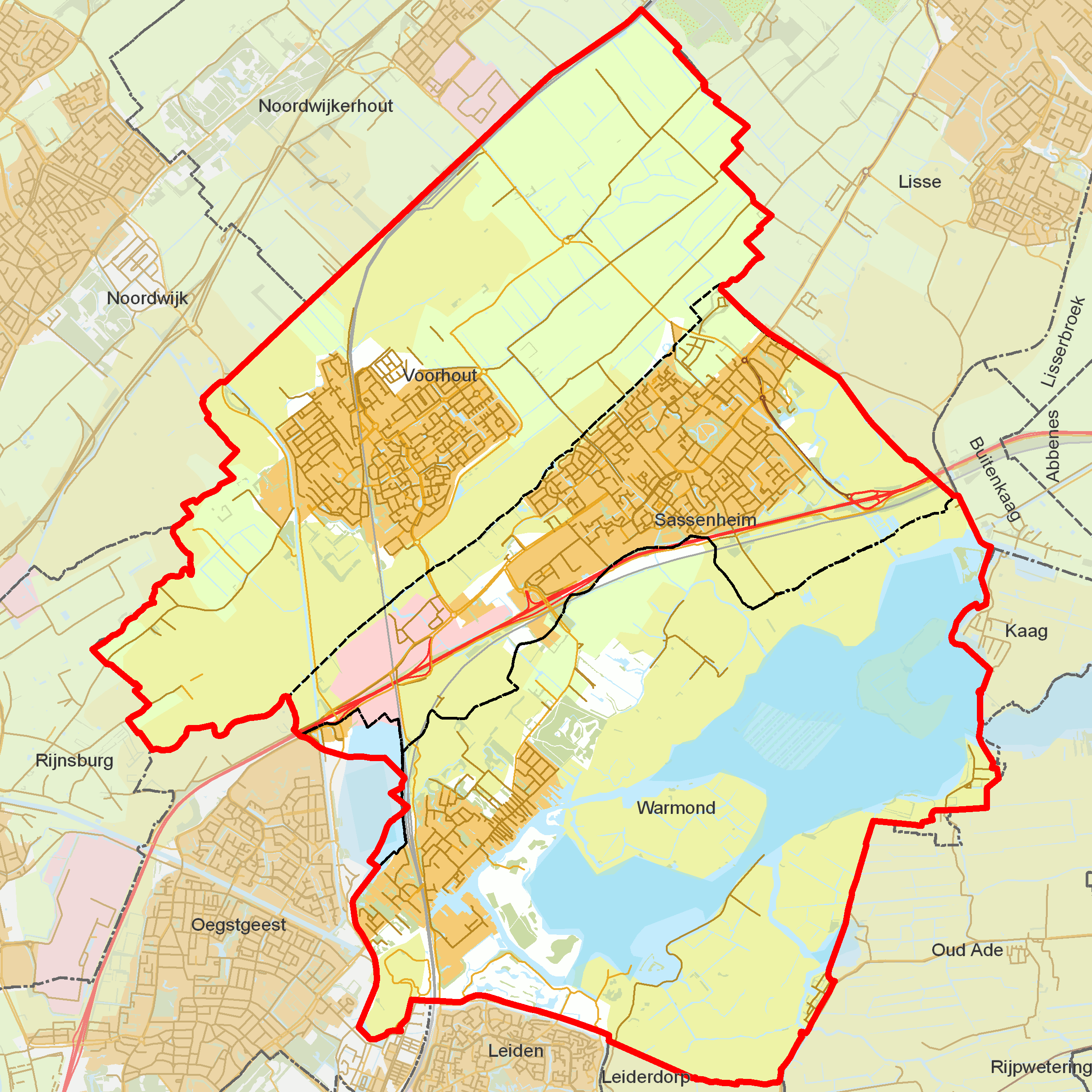
Woonplaatsen in de gemeente Teylingen

- Sassenheim (2003)
- Voorhout (2004)
- Warmond (2005)

## Vlaardingen

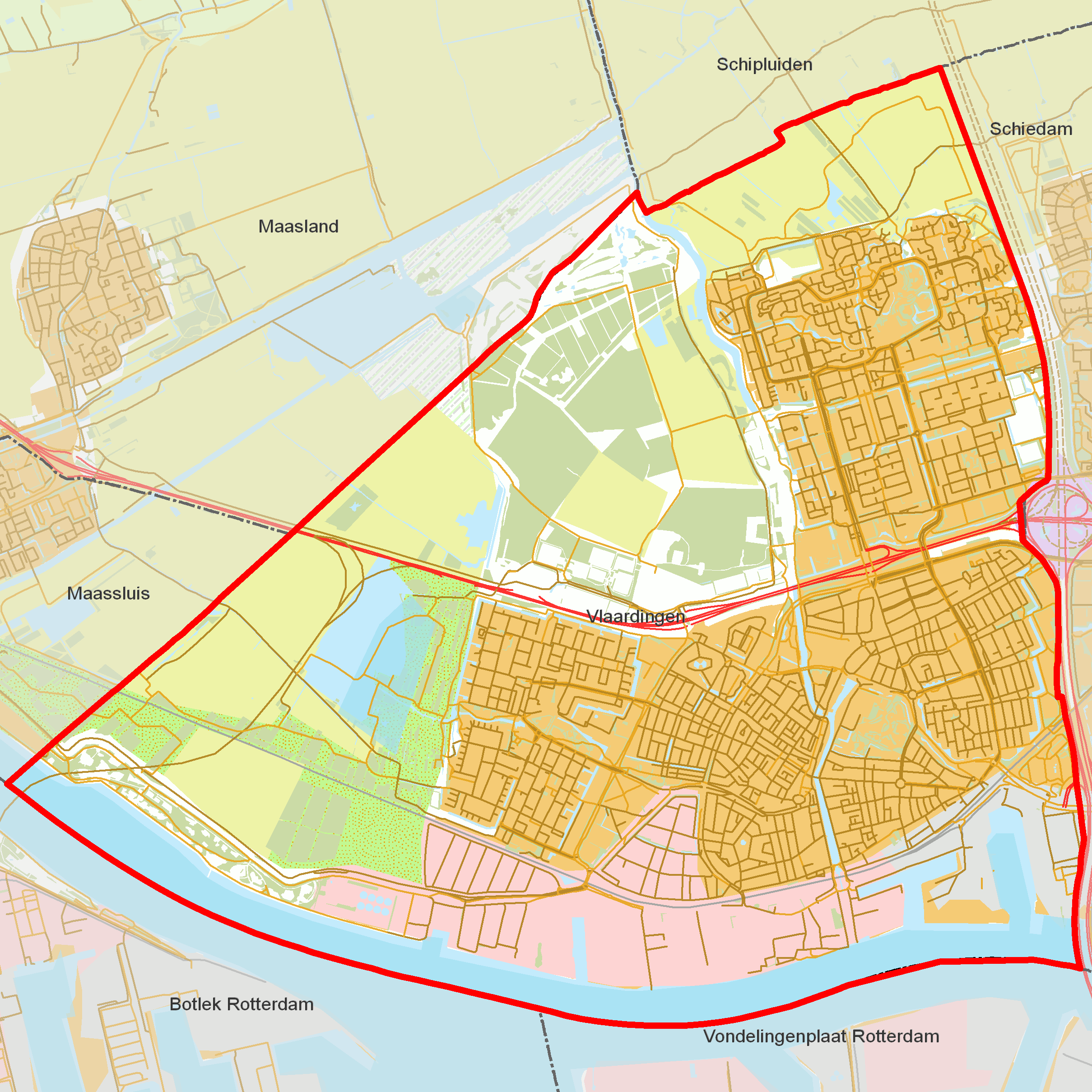
Woonplaatsen in de gemeente Vlaardingen

- Vlaardingen (1015)

## Vlist

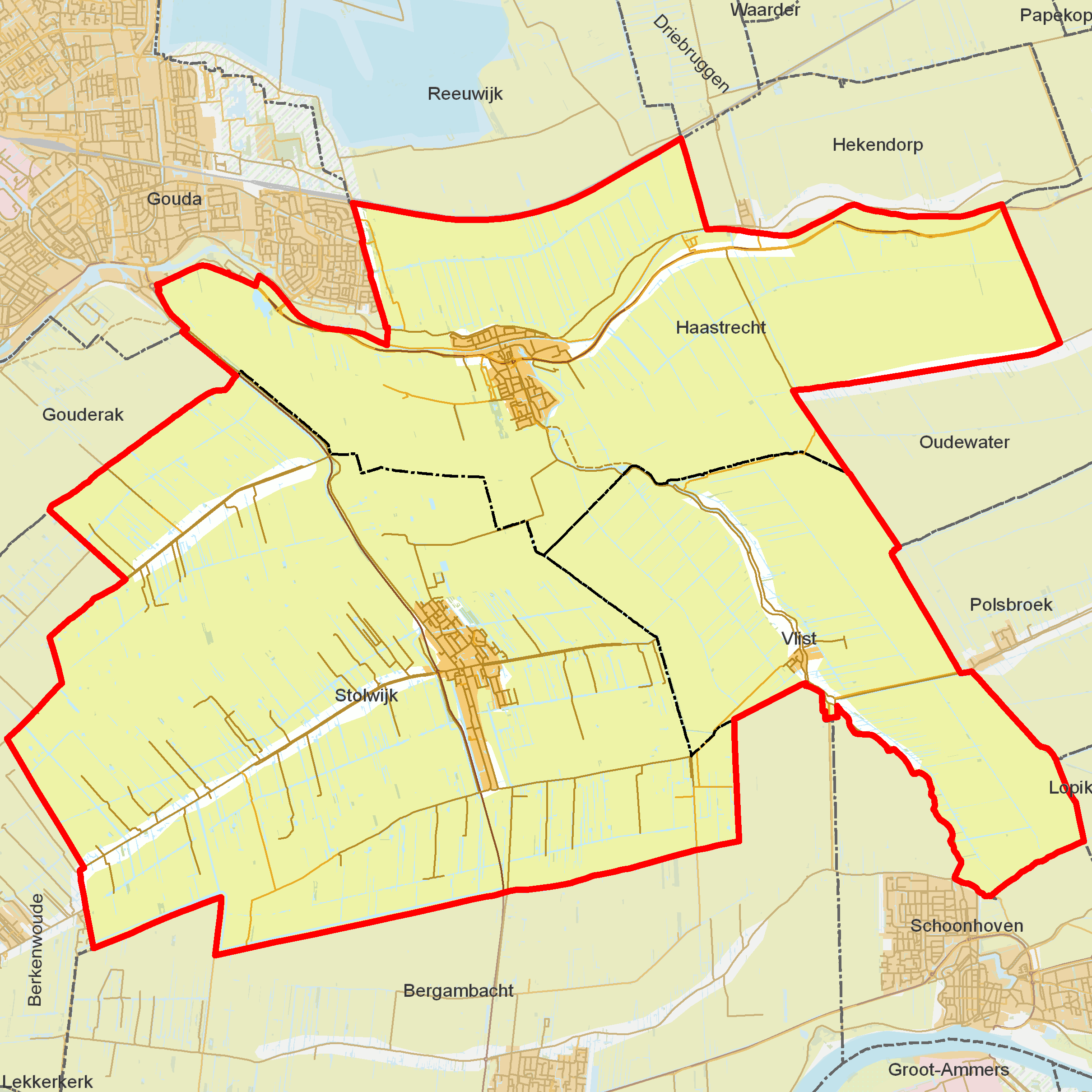
Woonplaatsen in de gemeente Vlist

- Haastrecht (2387)
- Stolwijk (2388)
- Vlist (2389)

## Voorschoten

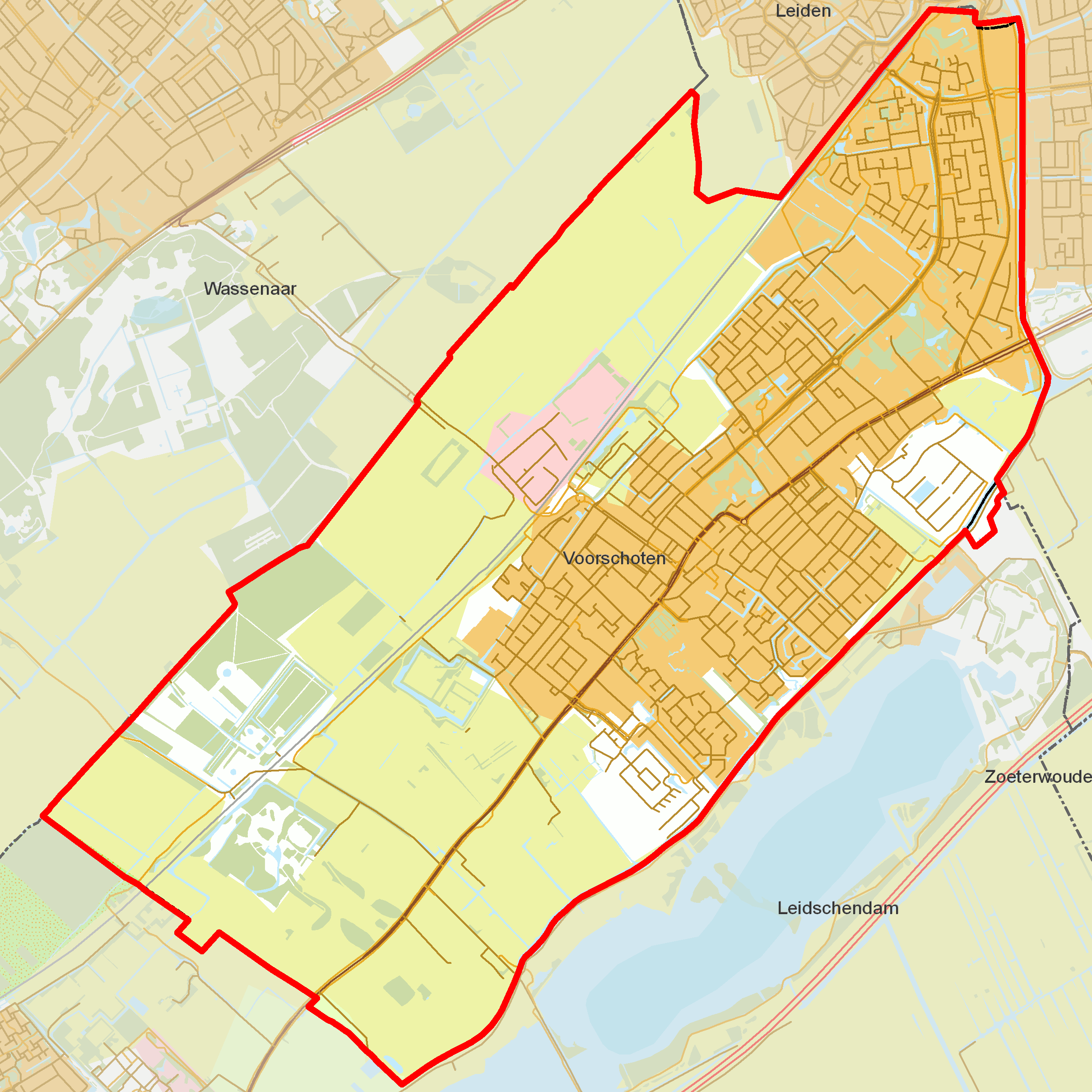
Woonplaatsen in de gemeente Voorschoten

- Voorschoten (3231)

## Waddinxveen

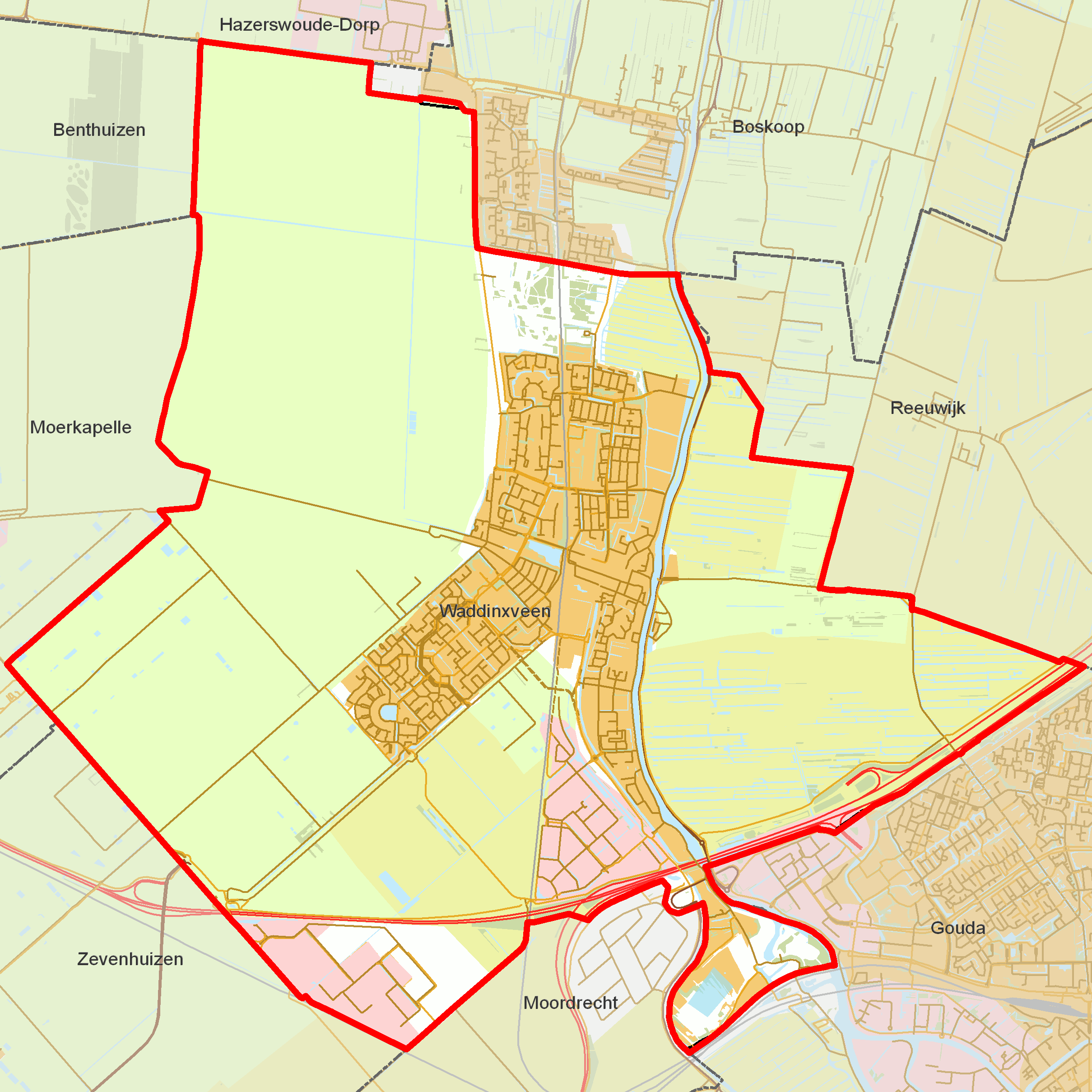
Woonplaatsen in de gemeente Waddinxveen

- Waddinxveen (3051)

## Wassenaar

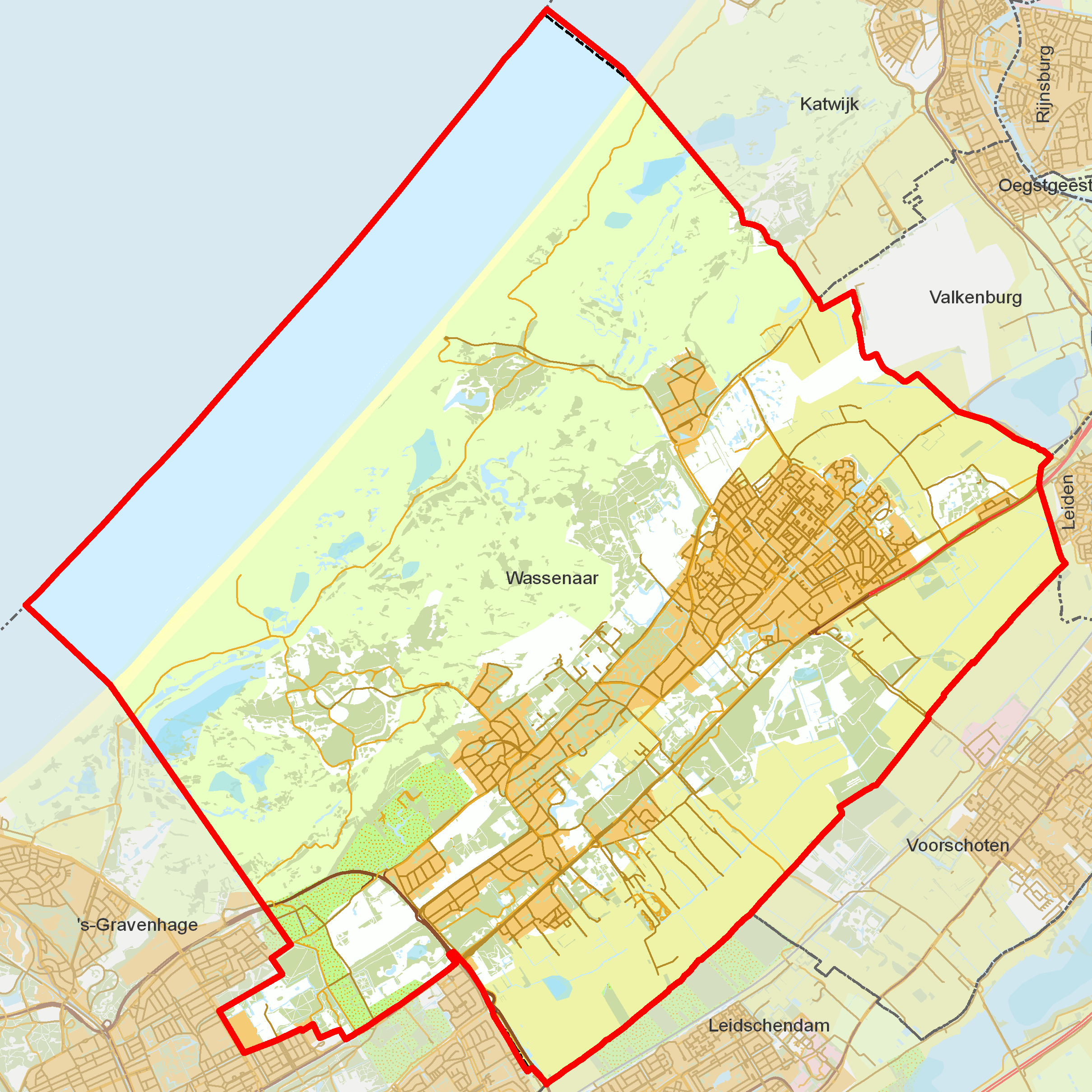
Woonplaatsen in de gemeente Wassenaar

- Wassenaar (1821)

## Westland

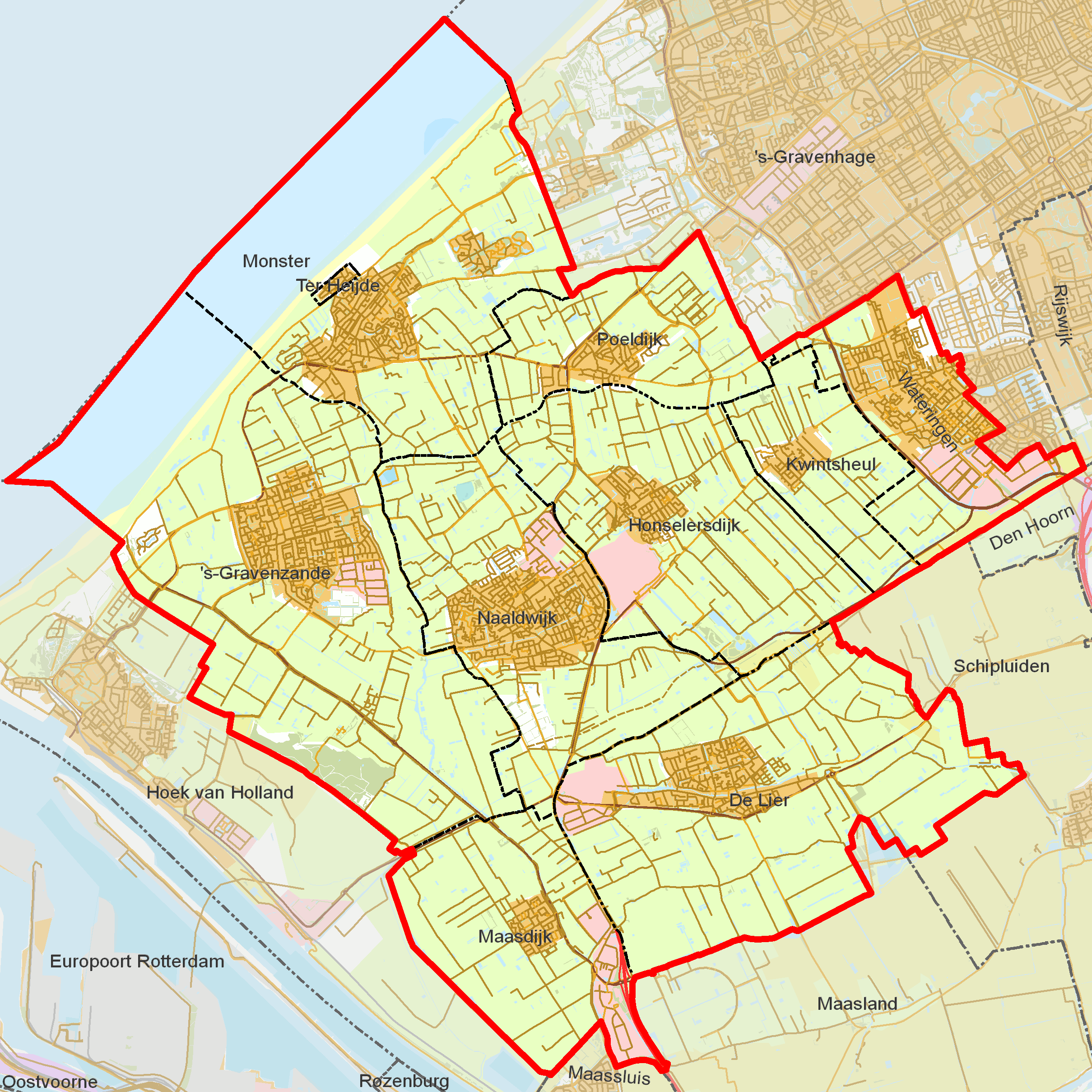
Woonplaatsen in de gemeente Westland

- De Lier (2655)
- 's-Gravenzande (2662)
- Honselersdijk (2656)
- Kwintsheul (2657)
- Maasdijk (2658)
- Monster (2659)
- Naaldwijk (2660)
- Poeldijk (2661)
- Ter Heijde (2663)
- Wateringen (2664)

## Westvoorne

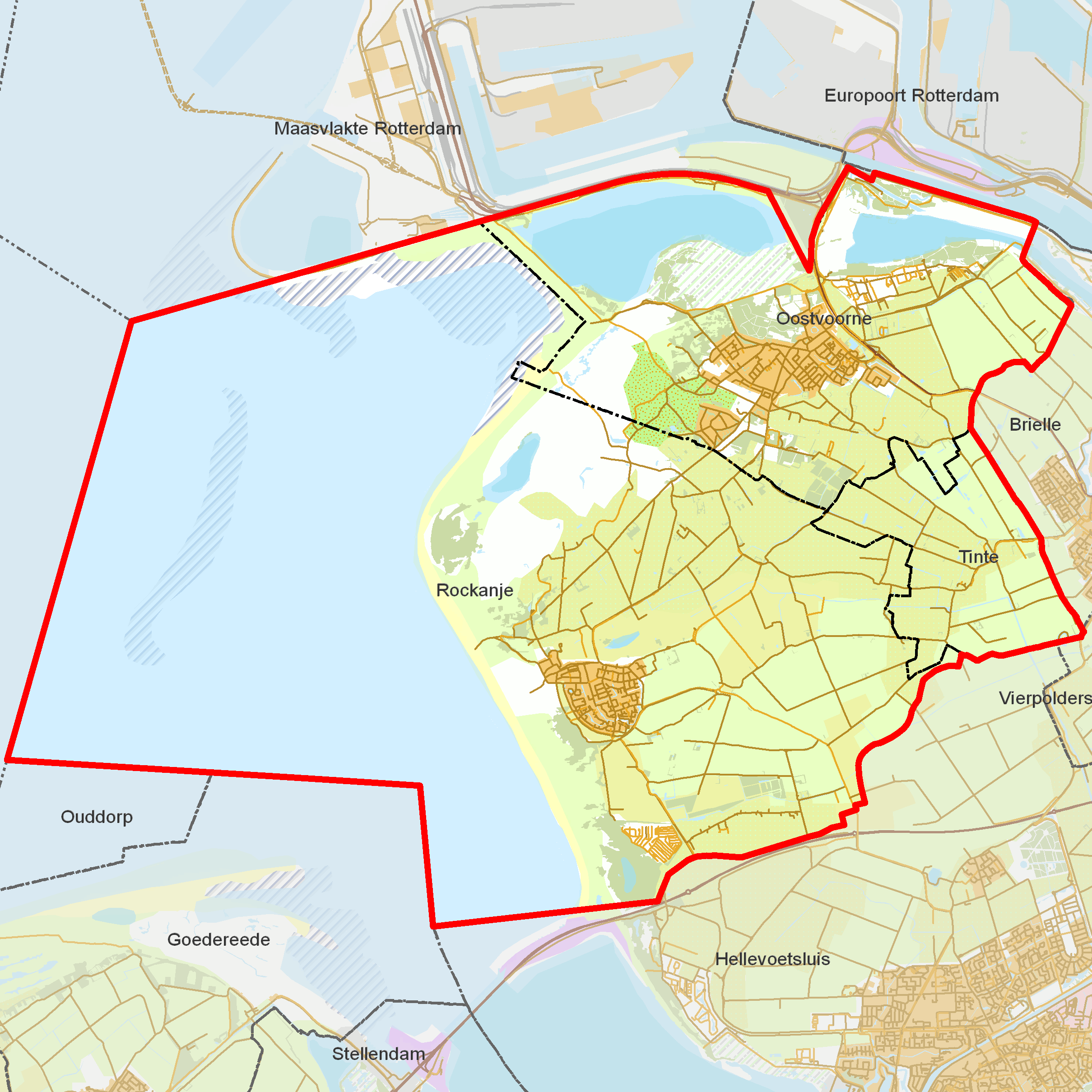
Woonplaatsen in de gemeente Westvoorne

- Oostvoorne (1209)
- Rockanje (1210)
- Tinte (1211)

## Zoetermeer

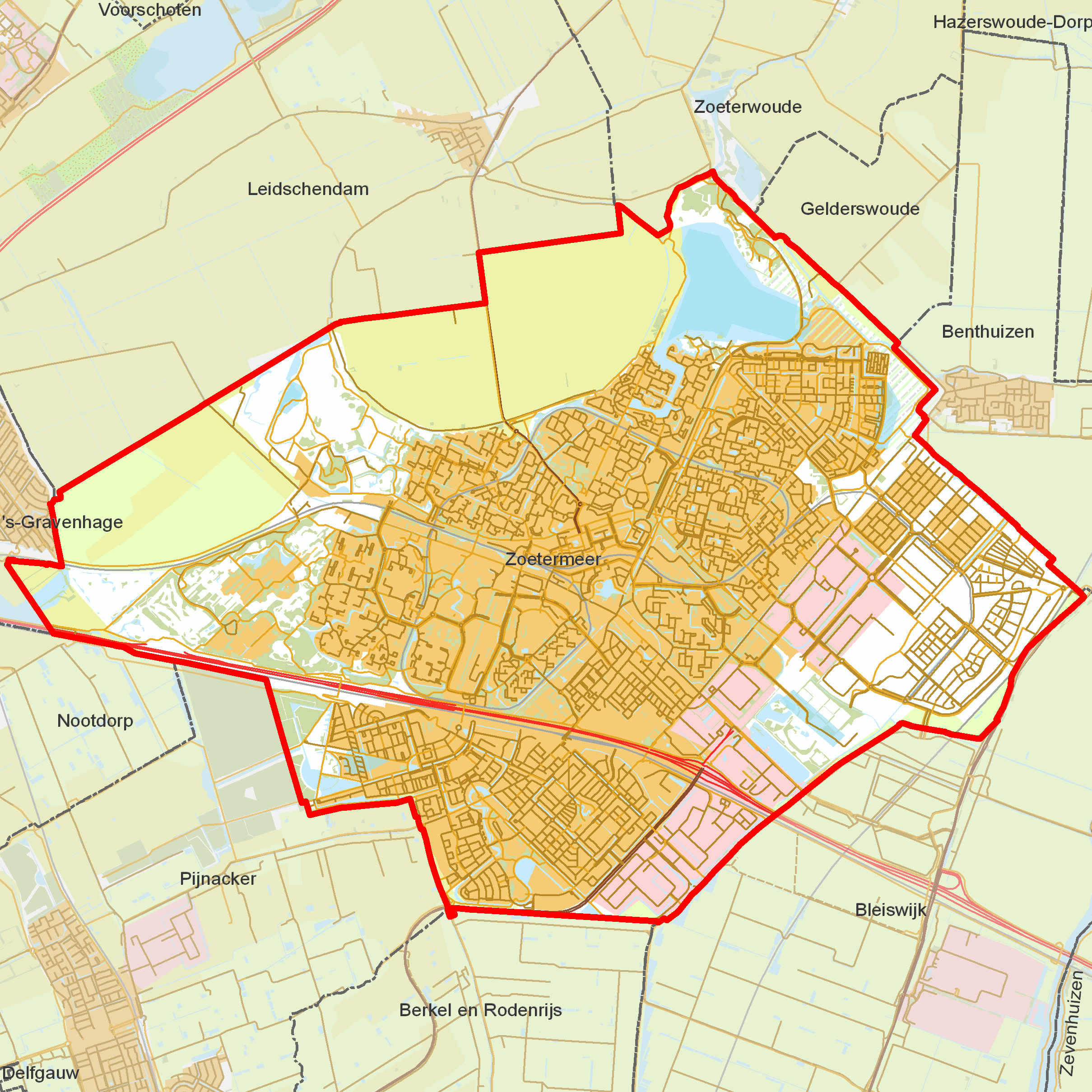
Woonplaatsen in de gemeente Zoetermeer

- Zoetermeer (2293)

## Zoeterwoude

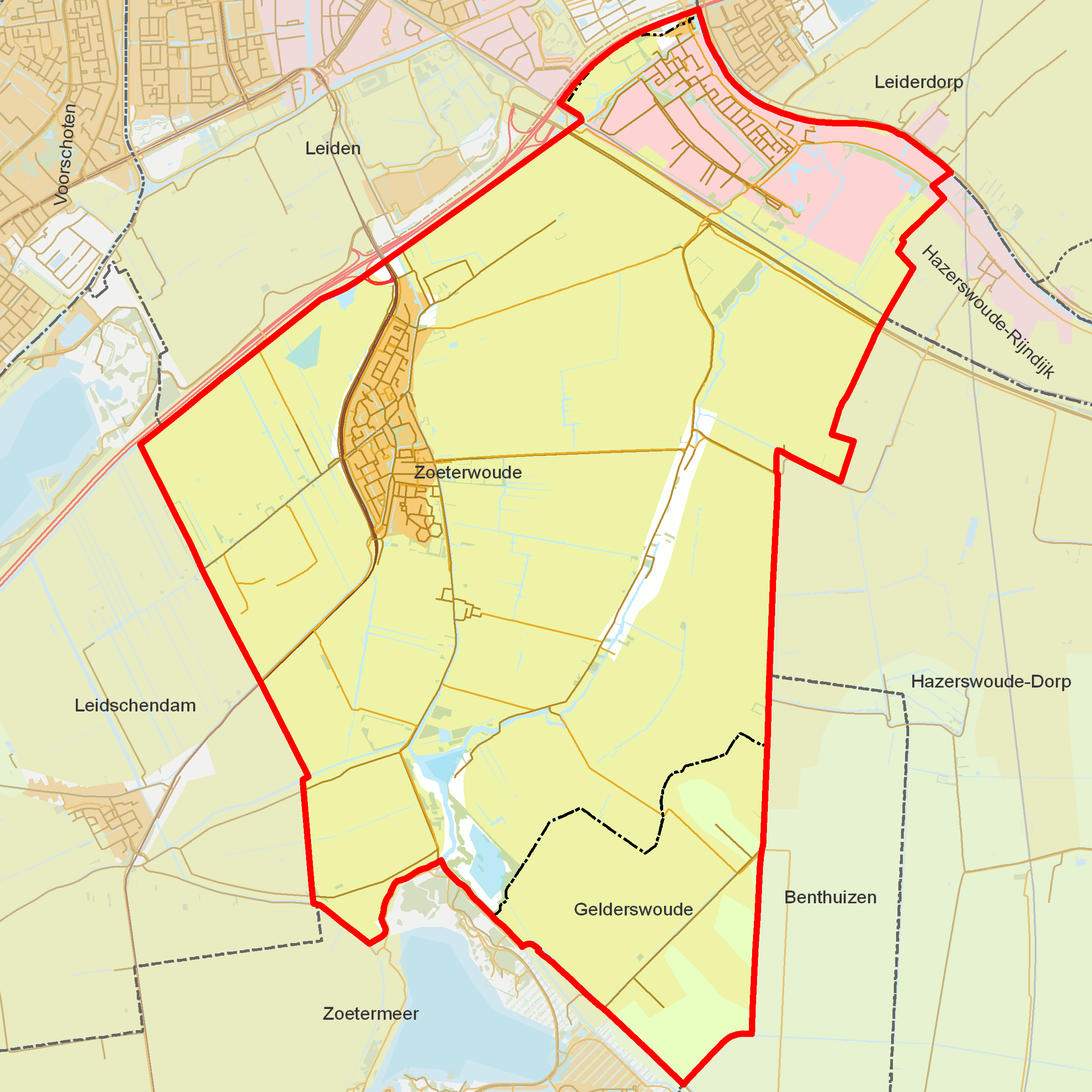
Woonplaatsen in de gemeente Zoeterwoude

- Gelderswoude (2645)
- Zoeterwoude (2644)

## Zuidplas

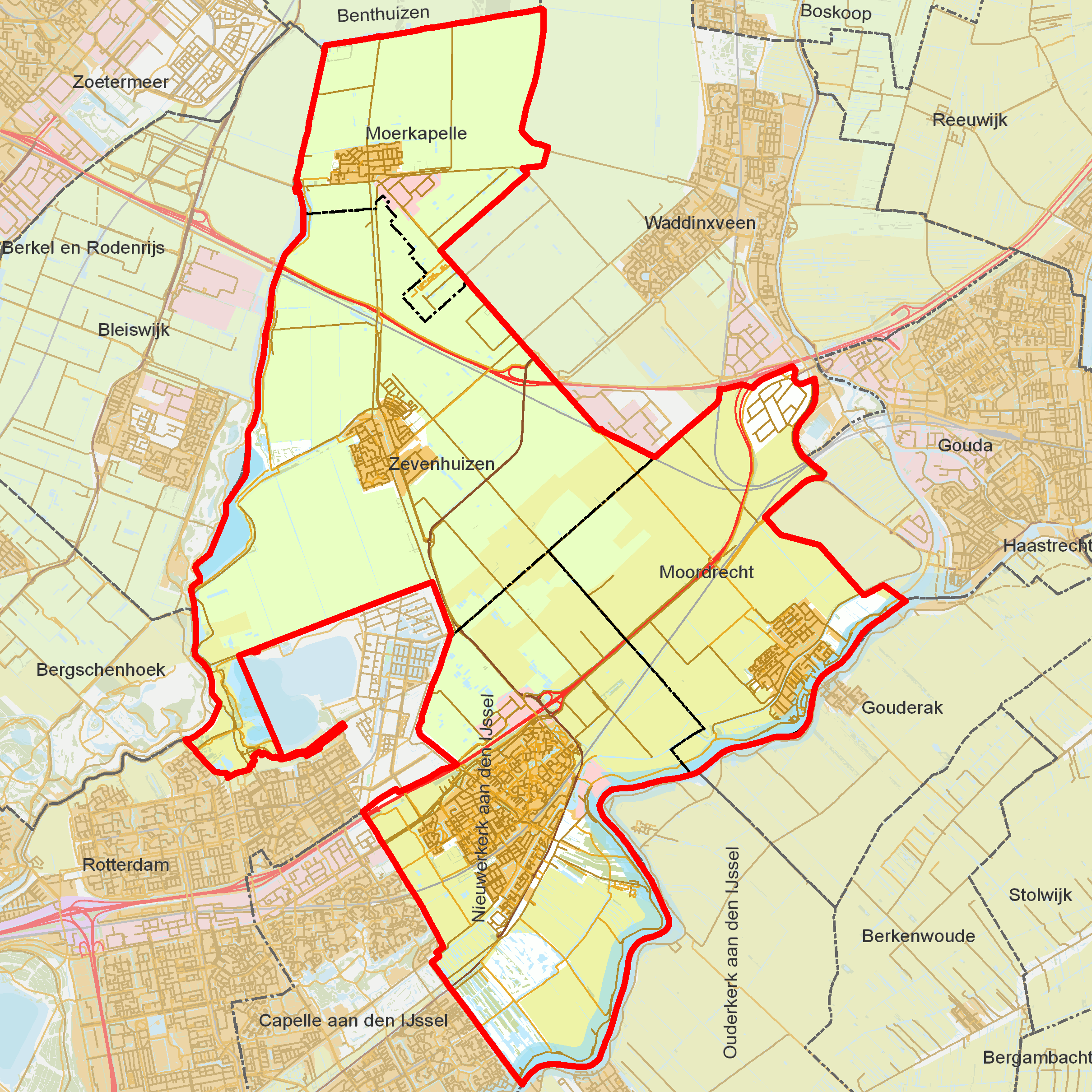
Woonplaatsen in de gemeente Zuidplas

- Moerkapelle (1212)
- Moordrecht (1244)
- Nieuwerkerk aan den IJssel (1016)
- Zevenhuizen (1213)

## Zwijndrecht

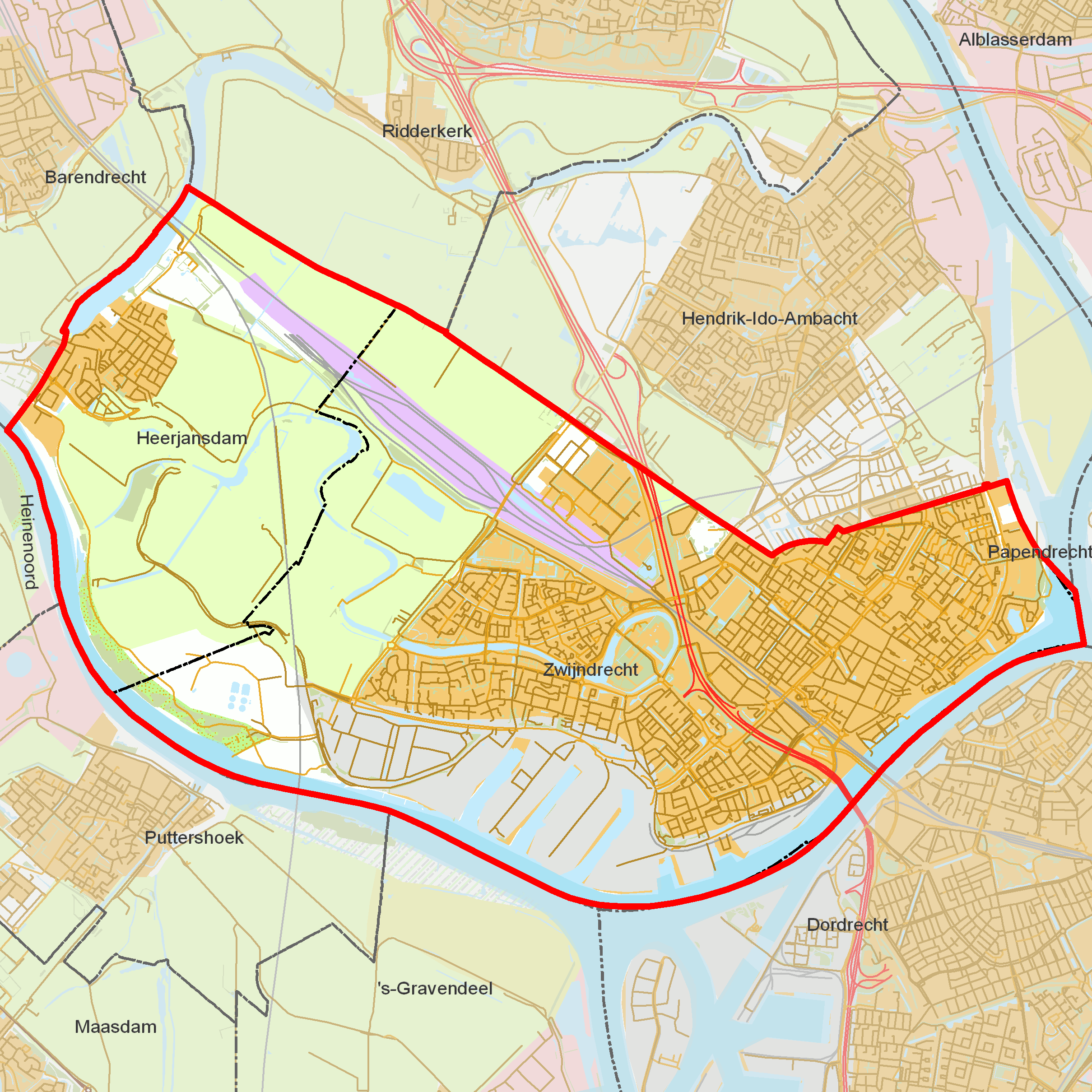
Woonplaatsen in de gemeente Zwijndrecht

- Heerjansdam (2398)
- Zwijndrecht (2399)